# 関西国際空港
関西国際空港（かんさいこくさいくうこう、英: Kansai International Airport）は、大阪府泉佐野市、泉南郡田尻町、泉南市に所在する、大阪市（関西地域）の南西約40 kmに位置する国際空港。西日本の国際的な玄関口であり、関西三空港の一つとして大阪国際空港（伊丹空港）、神戸空港とともに関西エアポート株式会社によって一体運営が行われている。

## 概要

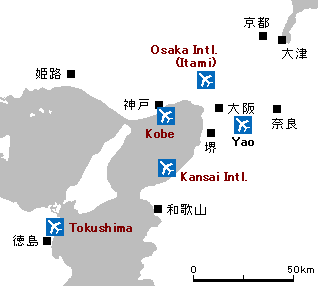
環大阪湾地域の各空港。

1994年9月4日開港。大阪湾内泉州沖5kmの埋立地（泉南郡田尻町・泉佐野市・泉南市にまたがる）にある世界で初めての完全人工島からなる海上空港である（#空港島を参照）。通称・略称は、関西空港（かんさいくうこう）あるいは関空（かんくう）、空港コードKIXから「キックス」と呼ばれることもある。空港法上の拠点空港であり、東京国際空港（羽田空港）、成田国際空港、中部国際空港（セントレア）とともに日本を代表する国際空港として国際拠点空港のひとつと位置づけられている。
成田国際空港とともに国際線の旅客数・発着回数が国内線を大幅に上回っていることから大都市圏にある国際線主体の空港という傾向が強い。「西日本を中心とする国際拠点空港であり、近畿圏の国内線の基幹空港」と位置づけられており、関西三空港で唯一、定期国際線が就航している。また、成田国際空港とともに格安航空会社（LCC）の拠点空港でもあり、国内やアジア各都市を中心に結んでいる。航空法上の混雑空港に指定されており、国際航空運送協会（IATA）が混雑度レベル3に指定している。本空港建造事業は内閣総理大臣顕彰を授与されており、また、日本国外からも様々な評価を受けている（#日本国外からの評価を参照）。
日本初の会社管理空港として、国・地方自治体・民間が共同出資する政府指定特殊会社「関西国際空港株式会社（関空会社／英・Kansai International Airport Co., Ltd.、英略称:KIAC）」が管理・経営行っていたが、経営改善が求められるに至った。その後、完全民営化が推進され、コンセッション方式での運営権が売却を経て、純民間企業の「関西エアポート株式会社」が本空港と大阪国際空港、神戸空港の三空港を一体で運営している。2016年3月期には成田国際空港を上回る460億円の営業収益をあげるなど、「日本一稼げる空港」に転身するに至った（#運営権売却を参照）。

### 利用状況
2012年以降、格安航空会社 (LCC) の拡大と大阪や京都への訪日外国人客の増加に伴って、発着回数と旅客数はともに拡大している。
2020年はコロナ禍の影響により国際線・国内線ともに大幅に減便され、同年5月の総旅客数は前年同月比99%減の3万6113人にまで落ち込んだ。
2024年度の発着回数・旅客数・貨物取扱量は下記のとおり。日本の空港の中では、旅客数と着陸回数は羽田と成田に次ぐ第3位、国際線旅客数および国際線着陸回数は成田に次ぐ第2位である。現在の日本の空港において、国際線の旅客数と発着回数が国内線のそれを大幅に上回る空港は、成田とこの関空のみである。
|        | 航空機発着回数 | 航空旅客数   | 航空貨物取扱量 |
| ------ | -------------- | ------------ | -------------- |
| 国際線 | 15万1275回     | 2507万1962人 | 76万1014トン   |
| 国内線 | 4万7550回      | 671万8721人  | 1万1589トン    |
| 合計   | 19万8825回     | 3179万0683人 | 77万2603トン   |

### 発着回数
コロナ禍の期間を除けば、開港以来年間10万回の発着数を下回ることはなく、特にいわゆる「LCC元年（2012年）」より伸びをみせている。
- 国内線
- 国際線
- 合計

※年度別集計。単位は"回"。発着回数として離陸と着陸の総計を取っている（通常の運航1便につき発着は2回）。開港年(1994年)は年度途中からの集計であるため、年度別の本グラフでは省略されている。

### 旅客数
傾向としては発着回数と概ね相関し、同じくいわゆる「LCC元年（2012年）」よりの伸びが特徴である。
- 国内線
- 国際線
- 合計

※年度別集計。単位は"千人"。1便の乗客の総計であり、たとえば、同空港内で乗り継いだ一人の人間は2名として計上される。開港年(1994年)は年度途中からの集計であるため、年度別の本グラフでは省略されている。

### 貨物量
開港以来2000年度まで取扱量は伸びたものの、以降は横這い状態が継続している。また、貨物取扱量は旅客数ほどコロナ禍の影響を受けていない。
- 国内線
- 国際線
- 合計

※年度別集計。単位は"トン"（トン数ではなく、質量の"t"）。開港年(1994年)は年度途中からの集計であるため、年度別の本グラフでは省略されている。

## 歴史

### 開港まで
1960年代に、ダグラス DC-8やボーイング707、コンベア880などの大型かつ騒音も大きいジェット旅客機の就航が相次いだうえに、1964年に行われた海外旅行の自由化などで航空需要の拡大が想定されていたなか、国内線のジェット化が進んだ1960年代後半頃からは大阪国際空港では騒音などの環境問題も顕在化してきた（大阪国際空港#国際空港時代 / 大阪空港訴訟参照）。また住民訴訟が相次ぎ地元自治体などが空港廃止を求める事態になった。
国は、周辺環境対策の一環として航空機の機材や発着枠、運用時間などの制限を設けるとともに新たな空港の整備を進めたが、拡張余地が乏しく運営時間（発着可能な時間）の制約が大きい大阪国際空港のみでは将来の需要に対処できないとの想定から「関西第二空港」の建設が提起された。また、1963年、総理府内近畿圏整備本部から提出された「大阪国際空港拡張整備と第2国際空港建設」計画が閣議了承された。その後1968年に運輸省が関西第二空港建設へ向けての基本調査を開始。
「関西第二空港」の建設計画が進められるにつれて、環境問題が顕在化してきたため、「関西第二空港」の建設にあたってはこれらの要素も考慮に入れる必要が出てきた。「関西第二空港」は、大阪南港沖・神戸沖・明石沖・淡路島・泉州沖などが候補地に挙げられ、泉州沖が建設地に選定された。1987年、515haの人工島を造成して旅客ターミナルビル1棟や滑走路1本などを建設する第一期工事が着工された。この空港計画の構想から開港までの時期には、「関西新空港」の呼称も用いられた。
空港島の建設予定地が大水深かつ軟弱な地盤であることは当時から認識されていたが、同規模・同様の環境での埋立を短期間に造成した事例はなく、埋立地の地盤沈下に対してその対策に大きな懸念があった。関西国際空港の建設費は、下記の要因により当初の想定を大幅に上回るものとなった。
- 騒音対策のため沿岸から5km離れた水深の深い海の埋め立てとなったこと。近年の航空機の騒音の程度を勘案すると、海岸から3km程度の距離で十分であるという指摘もあったが[23]、1974年に決定された空港の位置（沖合い5km）で建設した。一期島工事のみならず、後述の二期工事においても、より安価に済む陸地に近い側を埋め立てる案は採用されなかった[23]。
- 物価の上昇の見誤り、予想を上回る建設中の沈下による追加工事と完成遅延に伴う金利負担、土砂購入先の吟味不足など、建設費用の管理が甘かったこと。
- 地元漁師などへの「漁業既得権」への補償額が当初想定を大幅に上回ったこと。漁業補償（補償金・協力金・見舞金・生活安定対策費とも）として、大阪府漁連に454億円、兵庫県漁連に323億円、和歌山県漁連に212億円、泉佐野漁協に8億円が支払われた（金額には漁業補償などとは別途に支払われた漁業振興基金などを含む）[24][25]。加えて、大阪府漁連は「操業権」なるこれまで認められたことのない権利を主張した[26]。空港工事が進むにつれ、地元漁民の要求はエスカレートしていき、当初用意していた関西国際空港株式会社の資金は底をつき、やがて"漁業マフィア"なる漁協関係者たちが関西国際空港株式会社に出入りするようになった[27]。地元漁民は、関西国際空港株式会社との交渉が行き詰まると、漁船で工事海域を走り回り、空港関係者に嫌がらせを行ったという[25]。

算定方法により諸説あるが、民主党の加藤敏幸議員は1期工事の最終的な建設費を「1兆5000億円」としている。世界的にみると、滑走路が1本の空港を作るのに1兆円以上をかけるのは異例である。建設費が高騰したため、高額な着陸料や賃料などを設定することとなった。
空港1期島造成工事は1991年に完了し、1994年9月4日に開港した。開港を記念して、3種類の80円記念切手が1994年9月2日に、記念貨幣として500円白銅貨が1994年8月23日に発行された。

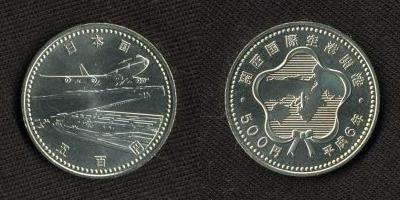
関西国際空港開港記念500円白銅貨幣、表（左）と裏

### 開港から二期工事着手まで
開港当初 

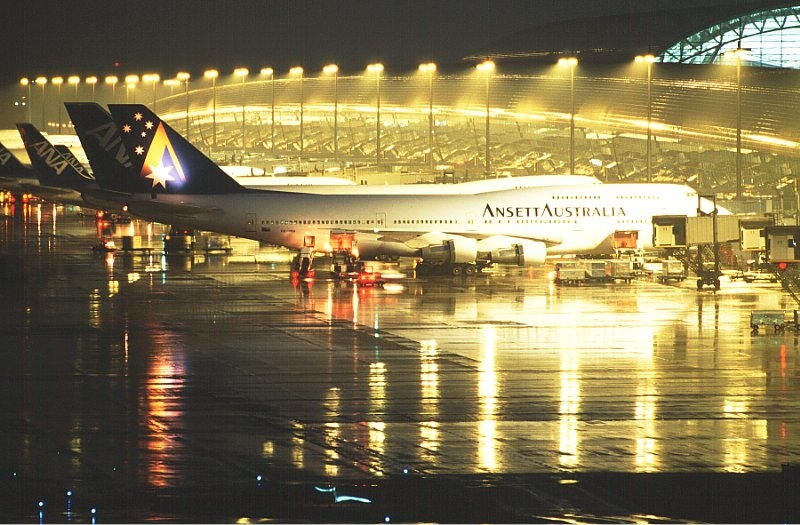
アンセット・オーストラリア航空のボーイング747-300

国内線の就航が少ない新東京国際空港（成田国際空港）に代わり、内際ハブ空港としての機能が見込まれた。日本航空は新東京国際空港から20機を当空港に配置転換し、大阪国際空港では同社が運航していなかった長距離国際線へ「関西エクスプレス」として参入した。また、伊丹に就航していなかったエアラインも当空港への路線を開設。KLMオランダ航空、フィンランド航空(1995年4月20日から)などが大阪初就航となったほか、アンセット・オーストラリア航空やエア・カナダは日本初就航を果たした。全日本空輸も、新たに大阪発着国際線に参入した。
1995年1月17日には阪神・淡路大震災が発生。震源からは離れていたものの空港ターミナルビル・関西空港駅・駐車場エリアにて建物の損傷が確認された。しかし、大阪国際空港ともに、航空機の運航等に影響は出なかった。
 業績 
旅客数・発着回数などの業績は開港当初の予想を下回った。当初は、開港から2000年度まで国際線利用者数が毎年増加を続ける一方で、大阪国際空港と競合する国内線の利用者数は伸びず、2004年度には1995年度の約半分まで落ち込んだ。この事態を重く見た日本国政府は、関西国際空港に配慮して、大阪国際空港の騒音対策を徹底するために、大阪国際空港への発着規制（長距離便の規制・運用航空便の小型化など）をしたこともあり、関西国際空港の航空便・旅客が増えた。また、航空会社から不満の強かった高額な着陸料を2005年などに値下げすることで増便を図った（詳細は#着陸料等を参照）。
その後、航空需要の拡大と着陸料の値下げなどの効果もあり、2005年度から国内線は増加に転じ、2007年度まで増加を続けた。2005年11月15日には、利用客の累計が2億人の大台を突破した。1994年9月の開港から4,091日目（約11年2か月）での達成で、約14年9か月を要した成田国際空港のみならず、日本国内のどの空港よりも速かった。また、1億人に到達したのは開港から1,961日目（約5年5か月）であり、これも国内最速である。ただし、関西国際空港は成田国際空港より20年近くあとに開港しており、国際化の進展や、1990年代後半以降の極端な円高や格安航空会社の登場による海外旅行の一般化、主要な利用者である中華人民共和国や大韓民国の経済発展などにより、成田空港が開港した当時より航空需要が旺盛である事には留意する必要がある。業績を見ると、2000年度をピークに一時は発着回数・利用者数共に減少していたが、2004年度以降は回復して2007年度まで増加を続けた。
2006年夏ダイヤでは、日中国交正常化後に大阪便を撤退していたチャイナエアラインが大阪国際空港時代から数えて32年ぶりに大阪に就航し、2007年夏ダイヤでは国際線が週776便と過去最高を更新し、通年でも2007年度の発着回数は過去最高となった。発着回数が中国や韓国などのアジア路線を中心に増加を続けるほか、免税店などの物販施設の充実などにより収益が増加したことから、2007年には8億円の黒字となった。ただし関西国際空港株式会社は、二期島の残りの埋め立て工事237ha分を、完成直前で中断していた。これは完成後には固定資産税がかかるほか、完成前は別勘定の借入金の利子によって同社の決算が赤字になるためだと見られていた。
 二期工事着工 

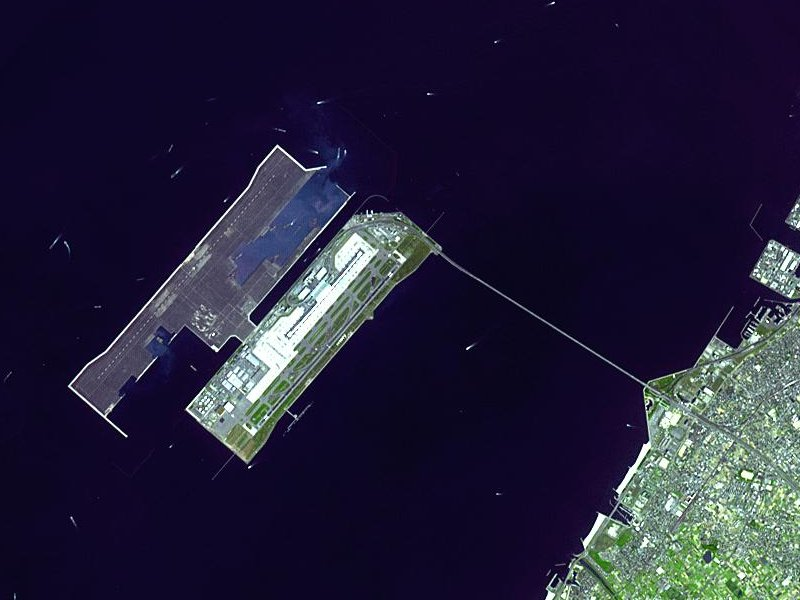
二期工事中の衛星写真（2001年）。

1996年からの第7次空港整備五箇年計画では、大都市圏における拠点空港の整備が最優先課題とされた。同計画の見積もりでは、関西空港は滑走路1本で年間16万回発着可能としたうえで、「2003年には年間離着陸回数が16万回に達し、滑走路1本では処理能力の限界に達する」と予測していた。当時の発着実績からは約4万回の「余力」がある状態であったが、1999年に二期工事として528 haの二期空港島の造成と4,000 mの第2滑走路などの建設に着手した。この事業は成田平行滑走路、羽田沖合い展開、中部圏新空港、首都圏新空港と並び、最優先課題とされた。もっとも、この予測は大きく下方に外れることになる（日本の空港#統計情報参照）。また、当時は二期工事推進の名目として、2008年の大阪オリンピック招致が掲げられていた。しかし、大阪オリンピック招致は失敗に終わり、建設目標とされたオリンピックは、2007年の第11回世界陸上競技選手権大会や第9回世界華商大会にとって変わられる事となった。
その後、二期工事は関西国際空港株式会社の経営状況を考慮し、事業費の圧縮を図りつつ建設が進められることになった。当面は「二期限定供用」として滑走路と最小限の誘導路のみを先行整備し、周辺施設は順次整備することとした。また、2005 - 2006年度の2年間の施設整備事業費として国が400億円、民間が200億円の資金を出す予定だったが、費用削減効果により2006年度の政府予算案が300億円から171億円に圧縮された。このため、施設整備事業費の3分の1となっている民間からの出資金も削減されることになる見通しである。このようにして進められてきた二期工事は、関西国際空港株式会社や地元自治体に望まれる一方で、自民党行革の太田誠一推進本部長も本州四国連絡橋・東京湾アクアラインと並ぶ「20世紀末の三大バカ事業」であると酷評するなど、否定的な見解もなされた。

### B滑走路供用開始後
2007年度

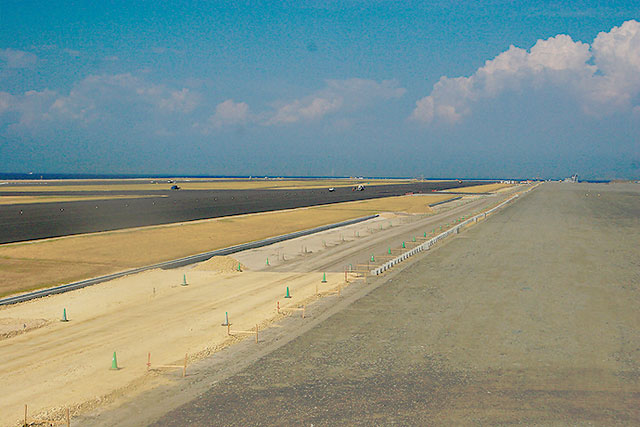
当時建設中であった滑走路・誘導路（2006年8月）。

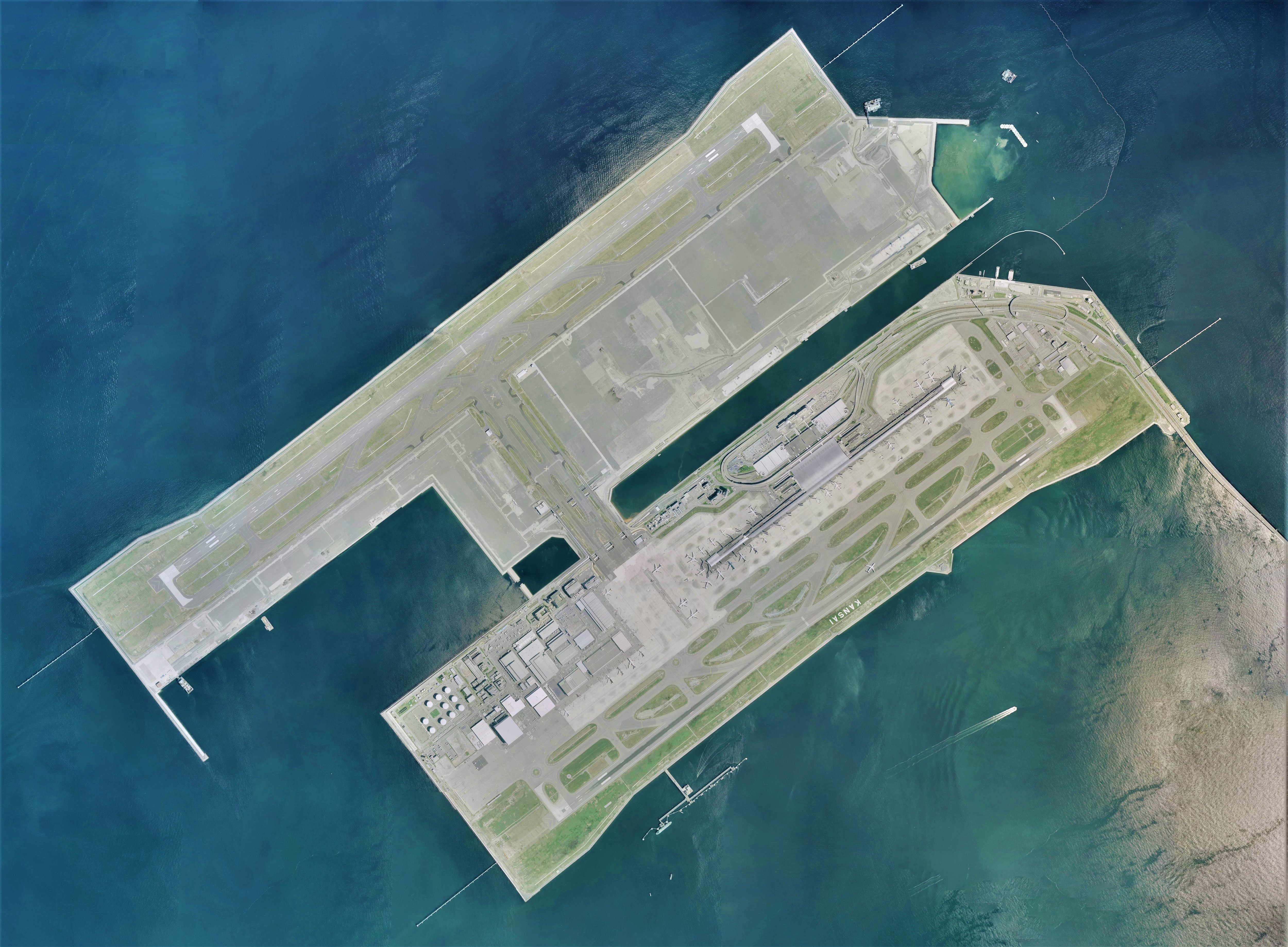
二期工事完了直前に撮影された関西国際空港の空中写真（2007年7月24日撮影の37枚を合成作成）

2007年8月2日に二期工事（限定供用部分）291 haが完了し、4,000 mのB滑走路とその平行誘導路、第一期空港島との間の南側連絡誘導路などが供用された。完成時期は当初2007年10月を予定していたが、2007年8月2日に前倒して供用された。B滑走路は、原則として着陸機用として使用されているが、点検・整備や事故などによるA滑走路の閉鎖時には離陸にも使用される。また、エアバスA340、ボーイング747、エアバスA380クラスなどペイロードの大きい長距離便の大型機は長い離陸滑走を必要とするため、機長からの要請に応じてB滑走路を離陸に用いることもある(ただしA滑走路の3500mでも十分な長さがあるため、要請するパイロットは稀である)。当初の供用予定を前倒ししたため、8月2日には航空交通管制システムの工事が間に合わず、以降も夜間に引き続いて工事を行うことになり、完全24時間化は結局9月1日となった。
限定供用部分の工事が完了した後も二期島の未供用部分の造成工事は完了しておらず、関西空港会社は利用の見通しがまだ立っていないとして造成を一時中断していた。以降の建設計画に関しては、旅客施設（B滑走路の傍に建設が計画されている旅客ターミナルビル別棟など）よりも、近年飛躍的に伸びている国際貨物路線の増強を図るため、関西空港会社は貨物施設の早期着工を求めている。同社は、一期島には既に建設余地がなく、貨物施設は逼迫した状況となっているとしている。
これらの第二期工事費用の予算を認める条件として、関西国際空港では「2007年度の年間発着回数13万回程度の達成」を財務省から求められていた。13万回という数字はA滑走路1本で処理できる発着回数として算出され、「13万回程度」とは、関西国際空港株式会社と財務省の合意では129,000回以上をもって目標達成とみなすことになっていた。関西国際空港株式会社の村山敦社長は「12万5000回と13万回の真ん中より上をいけば『程度』と言えるのではないか」（2007年2月21日の記者会見より）として127,500回をもって達成とする考えを示す一方、10月24日の記者会見では「関空会社としての需要予測は12万9000回」「結果的に500回や1,000回下回ったとしても、原油高の影響を考慮すればほぼ予測通り」「発着回数の論議はもう終わりにしたい」と発言しており、129,000回を下回ることも示唆していた。
2008年2月18日より3月31日までの期間、阪急航空（既に廃業）が関西国際空港を離着陸する遊覧飛行を実施した。この遊覧飛行は、1日最大12回（24発着）程度行われ、3月末までに1,000回程度の発着実績を上げた。この件に関して遊覧飛行は露骨な数合わせで発着回数の水増しであるとの指摘もあるが、関西国際空港株式会社と阪急航空は発着回数達成が目的であることを否定した。4月18日、関西国際空港会社は、2007年度の発着回数を128,943回と発表した。12万9000回には57回及ばなかったものの、関西国際空港会社は「ほぼ条件をクリアした」との見解を示した。
2008年度
国が課した発着回数のノルマ達成に翻弄された2007年度であったが、翌年の2008年度は地元自治体との関係に苦心している。2008年4月、当時の大阪府知事だった橋下徹直轄の改革プロジェクトチームが検討している「財政再建試案」で、2009年度から関空利用促進（関西国際空港ゲートウェイ機能強化促進事業）に当てられていた分配金を廃止する方針が打ち出された。これに対し関西国際空港株式会社は、「国が関空会社の経営安定のため毎年90億円の補給金を出している中で、地元の大阪府が予算を切ったら財務省が承知しない」と難色を示した。結局、関西国際空港株式会社の指摘通り、国からの負担打ち切りを恐れた橋下知事が折れる形で地元負担の継続を打ち出した。さらに、地元である泉佐野市とも関西国際空港連絡橋の売却による税源・通行料をめぐり両者間で議論となっている。原油高による航空会社の経営難（国内主要三社が路線廃止・減便あるいは撤退を現在検討している）も重なり、関西国際空港は正念場を迎えることとなった。
7月には国内3社の関西国際空港からの相次ぐ撤退・減便の打診を受け、これを重く見た橋下知事は、大阪国際空港の廃止を含めた関西三空港の在り方を抜本的に見直すべきだとの考えを表明し、物議を醸した。特に兵庫県知事である井戸敏三は強い反発を示している。
一方で、B滑走路供用開始と前後して国際貨物便が増便され、主要路線であるアジア方面の便を利用した「アジアと日本国内各地をつなぐ際内ハブ空港」としての機能に加え、「国際貨物ハブ空港」として拡充を目指している。現在の就航状況の詳細については、#就航路線の項目を参照のこと。
二期事業では一期島との連絡誘導路を南北の2箇所に設ける計画だったが、現在は二期限定供用として南側の連絡誘導路のみ供用されている。二期島の貨物施設と新旅客ターミナルビルの建設計画もこの時点では未定だった。これらの設備の予算獲得の条件として国から「2008年度の発着回数は13万5,000回程度」と提示されていた。しかし、不振の結果、関西国際空港株式会社はこの目標の達成を年度の中途で断念し、2008年度は前年度と同じく12万9,000回を目標とした。それでも目標の達成は厳しく、2008年度の発着回数は約12万8,000回と前年度を下回った。
陸地から遠く離れた海上空港であるが、騒音問題と無縁というわけではない。2008年には住民団体「淡路の空を守る会」との間で関西国際空港の騒音問題が顕在化した。6月20日、騒音基準値を超す航空機に対して改善を求めるよう促す要望が淡路市と洲本市に出されている。
2009年度
2009年12月1日、当時の大阪府知事だった橋下徹は日米両国で揺れる沖縄の在日米軍普天間基地の移設問題に関連して、「沖縄の負担軽減につながるような議論を国から持ちかけられたら、全力を尽くしてこの問題を考えないといけない」と発言した。橋下知事は国から提案があれば、関西でも基地負担の軽減策を議論すべきだ という考えを示し、この中で「関西空港で基地の機能をすぐさま受け入れるとは言っていないが、沖縄の基地負担を軽減するための議論は絶対にしなければいけない」と発言し、さらに「米軍基地は沖縄だけに負担させる問題ではないという認識を国民が持たないといけない。基地の機能を沖縄以外のどこかが受け入れないといけないというメッセージを政治家として発していきたい」との見解を示した。そのうえで「知事会で発言できる場があれば、この問題を提案したい」と述べ、全国知事会でも沖縄の負担軽減策について問題提起したいという考えを示した。

### 大阪国際空港との経営統合
2006年の神戸空港の開港以来は、近畿地方の主要空港として関西国際空港、大阪国際空港および神戸空港のいわゆる「関西三空港」が併存・運用されている。2012年度頃には、着陸料値下げなどの効果もあり単年度決算では黒字を計上するようになるものの、多額の建設費負債が影響し経営の抜本改善には至らず、1株5万円で発行された株の株価が1円という事態になった。また、2012年6月25日には、完成直前で中断していた二期空港島の造成工事が竣工し、大阪府に認可された（10月28日に第2旅客ターミナルビル開業。2期島貨物地区の建設開始等の計画始動）。この造成が完了したことで、2013年度から年6億円相当の固定資産税が新たに課税されることとなった。このような経営環境・問題の抜本解決のために、大阪国際空港との経営統合や関西国際空港運営の上下分離が議論がなされるようになった。たとえば、2010年5月17日に国土交通省の成長戦略会議がまとめた報告においては、根本的に関西国際空港株式会社（当時の本空港の運営組織）のバランスシートを改善し、貨物ハブ化や格安航空会社(LCC)の拠点化に向かう空港経営戦略が提示されていた。2010年7月10日には、菅直人首相（当時）が「ハブ空港は、できれば関東と関西の二つに造るのが経済発展のためのお金の使い方だ」と述べ、東京国際空港と同時に関西国際空港の機能強化を重点的に進める考えも示していた。
その後、関西三空港のあり方の議論が進み、2011年には関西国際空港及び大阪国際空港の一体的かつ効率的な設置及び管理に関する法律が成立し、2012年7月1日に新関西国際空港株式会社（上記組織に代わる新法人）による関西国際空港と大阪国際空港の経営統合が実施された。その際、関西国際空港株式会社が抱えていた約1兆2千億円の負債のうち、約4000億円が新関西国際空港株式会社に引き継がれた。関西国際空港株式会社は関西国際空港土地保有株式会社として、名前及び位置付けが変更された。土地保有株式会社の経営スキームは、残りの8000億円の債務を継続保持したうえで、新関西国際空港株式会社へ当空港の土地を貸与し、その賃貸料で負債を返済するというものである。この経営統合・組織改編は次節に示す運営権売却への布石となり、その後の本空港を含む関西三空港の経営環境が変化していくこととなった。

### 関西エアポートへの運営権売却
2012年10月、新関西国際空港株式会社は、大阪国際空港と関西国際空港のコンセッション方式による運営権売却を柱とした中期経営計画を策定した。2014年7月には、民間公募による関西国際空港と大阪国際空港の45年間の一体運営の実施方針を発表し、同年11月には事業者の募集要項を発表した。これに対する応募は3者からあり、翌2015年6月12日に3者のなかからオリックスとヴァンシ・エアポートのコンソーシアムのみが第一次審査を通過した。オリックス、ヴァンシ・エアポートコンソーシアムは第二次審査も通過し、2015年11月10日に優先交渉権者に選定され、11月20日に基本協定書を締結した。12月1日には、オリックスとヴァンシ・エアポートが折半で出資して関西エアポート株式会社を設立。その後、第三者割当増資を行い、阪急阪神ホールディングスや南海電気鉄道、パナソニック、りそな銀行他26社が出資した。同社は、2016年4月1日に新関西国際空港株式会社から空港運営を引き継ぎ、2060年3月31日までの44年間、以降、関西国際空港と大阪国際空港の運営を一体的に行っている。なお、2018年より神戸空港においても同グループによる経営が開始され、関西三空港は関西エアポートグループによる一体運営体制となっている。

### 2018年台風21号による被害

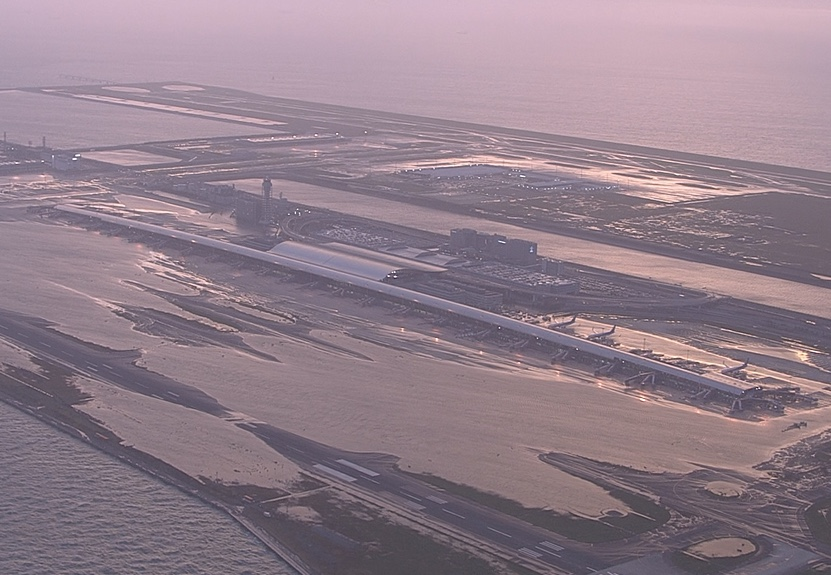
冠水した関西国際空港

2018年9月4日、関西国際空港は近畿地方に接近・上陸した平成30年台風第21号で甚大な被害を受けた。高潮が護岸を乗り越えることはなかったものの、護岸からの越波により1期島のほぼ全域が冠水した他、浸水に伴う停電が空港内で発生した。A滑走路(06R/24L)や第一ターミナル駐機場では浸水が深いところで40～50センチメートルに達し、第一旅客ターミナルビル内においても地下従業員用エリア等が冠水した。被害が生じた4日の時点で、全日本空輸が3機のボーイング767-300ER型機（登録番号JA620A、JA622A、JA626A）を第一ターミナル北ウィングB滑走路側に駐機しており、一部の部品が海水に浸かるなどして損傷した。当該機体は修理を受け、後日運用に復帰している。一方、B滑走路(06L/24R)や第2ターミナルがある沖合の2期島は、1期島が防波堤のような働きをしたことで被害は少なかった。ガラス等破損による負傷者を出し、同日正午にはA滑走路とB滑走路のいずれもが閉鎖された。
| 関西国際空港連絡橋に衝突したタンカー |  | 関西国際空港連絡橋に衝突したタンカー |
| 関西国際空港連絡橋に衝突したタンカー |  |                                      |

日之出海運が保有し鶴見サンマリンが運航するタンカー『宝運丸』（2,591トン）は、前日9月3日に関西国際空港に航空燃料を荷揚げしたのち、連絡橋の南方約2キロメートルの空港沖に停泊していた。この場所に停泊した理由として、宝運丸は航空燃料を再び大阪湾内で積む指示を運航会社から受けていたことに加え、停泊地は投錨に適した海床であることや、紀伊山地や関空島によって風や波が防がれることを期待した結果である、と主張している。宝運丸は荷揚げした航空燃料の代わりに海水をタンクに詰めて重しにしていたが、4日の13時過ぎ、錨を下ろし船首を風上に向けスクリューを駆動していたにもかかわらず、走錨が起こり船体が後ろ向き（北方）に流され始めた。乗組員らはエンジンを全速運転にして回避を試みたが、宝運丸は止まらずに2.2キロメートルにわたって漂流し、およそ40分後の13時40分ごろ、関西国際空港連絡橋に時速11.4キロで衝突した。
衝突による衝撃で、連絡橋の上下3車線道路のうち下り線が橋桁ごと大規模にずれ、上下線の中間を通っている線路橋にも支障をきたした。このとき、気象庁による観測では関空島で13時38分に観測史上最大の最大瞬間風速58.1メートルが記録され、同海域では73.8メートルを記録した船も存在し、民間の計測値ながら大阪湾内甲子園浜においては82.4メートルを観測している。大阪湾内に錨泊していた51隻中の76％にあたる39隻もの船が走錨した事が後に判明しており、宝運丸以外にも橋脚への衝突、防波堤への乗揚げ、座礁等の事故に至った船が数隻存在する。連絡橋がすでに通行止めとされていたことや、宝運丸の乗組員らが衝突直前に船橋から退避したことで、死傷者は発生しなかった。
同海域では過去にも船が流されており、関西空港海上保安航空基地は2011年から台風接近時や警報レベルの強風時には島から原則3マイル（約5.5キロ）離れて停泊するようホームページ上で推奨していたが、強制力はなく、関空代理店・運航会社・船主・船長・乗組員に周知されていなかった。また5.5キロ以内の同海域には宝運丸以外にも10数隻が錨泊しており、台風20号の接近時は海上保安庁の船も5.5キロ以内の紀伊山地・関空島に囲まれた海域に錨泊していた。宝運丸は船長の判断で約2.4キロの地点で停泊していた。海上保安庁は船長を業務上過失往来危険容疑で送検したが、大阪地方検察庁は嫌疑不十分で不起訴処分とした。
これらの被害を受け、9月5日・9月6日の両日、関西国際空港は閉鎖され、全ての航空便が欠航となった（ただし、5日の21時11分頃にPeach Aviationの回送便がB滑走路に着陸している）。また、全ての移動手段が遮断されたため、島内に旅客・従業員が空港ターミナルビルで一晩を過ごした。5日早朝より、空港内から出られなくなった人を対象に、神戸-関空ベイ・シャトルによる神戸空港への輸送、および連絡橋上り線のみを利用した南海電鉄泉佐野駅までのバス輸送が開始され、同日中に希望者約7,800名全員が島外に脱出した。
9月6日には空港運営者である関西エアポートが記者会見を開き、上記状況の報告を行うとともに、比較的被害が少なかったB滑走路と第2ターミナルを利用して翌9月7日より暫定的に空港運用を再開する意向を発表した。暫定再開では、日本航空とPeach Aviationが合わせて19便を運航した。
空港の交通アクセスについては、上記の航空便運用再開にあわせて、リムジンバスの一部路線が運転を再開した。9月8日からは鉄道の橋梁部不通を補うため、JR阪和線日根野駅及び南海電鉄泉佐野駅からの日根野駅・泉佐野駅 - りんくうタウン駅間の運転再開にあわせて、りんくうタウン駅から空港島までの無料シャトルバスが運行された。連絡橋の道路部は、被害を受けなかった上り線を対面通行にして、通行可能な状態に復旧した。ただし、この時点では橋の交通容量が限られるため、空港駐車場からの出庫を除くマイカーおよびレンタカーの通行は制限されていた。
9月7日には、国交省の専門チームが空港復旧に向けた対策プランを策定、発表した。関西エアポートからは、Peach Aviation便を中心とした国際旅客便、及びフェデックスによる貨物専用便が再開されることが発表され、翌9月8日から運航を再開した。
その後およそ1週間は第2ターミナルのみでの空港運用が続いていたが、9月14日より第1ターミナルの国内線エリア並びに国際線南ウィング側の供用が再開された。9月18日には鉄道が関西空港駅までの運転を再開した。9月21日には第1ターミナル北ウィング側も復旧し、営業を再開した。これにより、空港施設の旅客を担う部分に関してはおおむね復旧し、一部減便を実施する航空会社はあるものの、およそ99%の便が復旧した。貨物便については復旧率が86%にまで回復した。
内閣官房長官菅義偉は関空の早期復旧を、阪神・淡路大震災において現地にボランティアとして出向いた自らの経験を踏まえて、関係省庁が首相官邸でタスクフォースを作って対応に当たった。この対応には多くの空港従業員が奔走することとなった。
この台風による被害を受け、翌年の令和元年東日本台風（台風19号）接近時には、第五管区海上保安本部が空港島周辺3海里以内の100トン以上の一般船舶の航行を禁止する措置を行ったり、関西エアポートが台風の進路や被害に応じて、航空会社や自治体など31機関の担当者を対策本部に招集し、対応策を検討するという決定を下すなどの動きが見られた。

### 防災強化
上記の台風21号被害を受けて、関西エアポートは10月3日付けで災害対策を目的としたタスクフォースを設置した。国交省が設置している別の委員会や、別途設置する第三者委員会などと連携し、特に被害拡大の要因となった護岸や地下の電気設備などについて詳細に分析し、今後の対策強化や危機管理体制の見直しを進めるとしている。
その後、近畿地方に接近した平成30年台風第24号への対策では、土嚢の積み増しや外国語対応スタッフの増員を実施した。台風21号の際に空港内に多数の滞留者が出たことを踏まえ、事前に滑走路を閉鎖し安全確保を図る方策を実施し、台風24号が最接近した9月30日には19時間にわたって空港を閉鎖した。台風24号では大きな被害は免れ、台風通過後翌日より速やかに運用再開がなされた。一方で、一部の航空会社からは空港閉鎖の判断プロセスに疑義も上がり、混乱を避けるため、関西エアポートでは計画閉鎖の際の明確なガイドラインを策定をすすめている。また、2019年1月31日には、国土交通省が当空港の滑走路を嵩上げする方針を決定。3年の工期で、およそ1ｍの嵩上げがなされる予定となっている。

### 第1ターミナルビルの改修
関西エアポートは、2025年の大阪・関西万博開催やさらなる外国人観光客の増加を見込み、第1ターミナルビルの大規模改修計画を発表している。1994年の関西国際空港の開港当初期は、大阪国際空港の廃港も視野に国内線と国際線の旅客がほぼ同数である国際線1200万人、国内線1300万人と見込み、ターミナルが構想・設計・建造された。1994年の利用客数のうち国際線が占める割合は48％だった。しかしながら、2014年以降のインバウンド需要増加で国際線旅客の受入れ能力が逼迫し、受け入れ能力に限界を迎えた一方、国内線は計画ほど利用客数は増加はみられなかった。2018年度の実績では国際線2060万人、国内線400万人と国際線が78%を占めるに至り、当初計画との大きなギャップがみられるようになった。日本の玄関口として役割を果たし、航空需要を取り込むためには、国際線の拡大は急務であった。この状況に対応するためや、2025年に夢洲で万博が開催され、統合型リゾート（IR）の誘致が有力視されている中で、さらにインバウンド需要が増加すると見込んだことから、ターミナルの想定旅客構成の変更に舵を切る改修計画となった。アジアの他のハブ空港との競争にも備え、施設の大幅増強を図る。関西エアポートの山谷佳之社長は、政府が目標に掲げる2030年に訪日外国人6千万人が実現した場合も、受け入れ可能になると話している。

## 今後の拡張計画・構想
本節では関西国際空港設備の拡張計画・構想についての動向を紹介する。北側連絡誘導路は、1期島と2期島を結ぶ連絡誘導路の新造構想である。初期の第二期工事計画では、新造する二期島との間に2か所の連絡誘導路を設ける青写真が用意されていたが、2期島の供用開始（2007年）時点で両島の中央部をつなぐ1本の連絡誘導路のみが限定供用され、現在に至っている。
C滑走路構想は、当初の全体構想において計画されていた横風対策用滑走路である。B滑走路の北端付近を東西に横切るような形で3,500 mの滑走路を新造する計画であった。実際には、開港以来、横風による滑走路閉鎖はほとんど起きていない。仮に、この滑走路新造に伴う埋め立てが行われ、当初の全体構想が実現した場合、当空港全体の敷地面積は約1,300 ha規模に達する。
第4ターミナル構想は、現在のT1とT2（国内線）、T2（国際線）に続く「第四の空港ターミナルビル」の建造構想である。関西エアポートが格安航空会社向けのターミナルを構想しているほか、フルサービスキャリア用ターミナルビルが必要との空港関係者の考えも報道されている。
関西国際空港連絡南ルート構想は、連絡橋（北ルート）の南にもう1つのアクセス経路として海底トンネルを建設する構想である。開港前から提唱され、大阪府は複数ルートを整備する必要性を認めていたが、実現したのは北ルートのみである。2000年には、泉州・紀北地域の自治体（泉佐野市、田尻町、泉南市、阪南市、岬町、和歌山市、岩出市、紀の川市、海南市）が「関西国際空港連絡南ルート等早期実現期成会」を結成した。2011年7月には、貝塚市も期成会に加入した。連絡橋が通行止めになると、空港が孤立し、旅客や従業員が島内に閉じ込められてしまうリスクが懸念されていた。2018年台風21号による被害でこのような非常事態が現実になり、北ルートの脆弱性が露呈した。期成会の首長らは、南ルートを天候に左右されることのない、安全で確実なアクセスルートと位置付け、早期実現を国土交通省や総務省に求めている。また、期成会は下記の道路構想の事業化も要望している。
- 大阪湾岸道路南延伸の早期事業化：りんくうJCT - 阪南市方面
- 大阪府和歌山県間道路 (泉佐野IC - 京奈和自動車道間) の整備
- 京奈和自動車道の早期完成、「（仮称）京奈和・第二阪和連絡道路」の早期事業化
- 紀淡連絡道路等の早期実現

## 施設

### 空港島

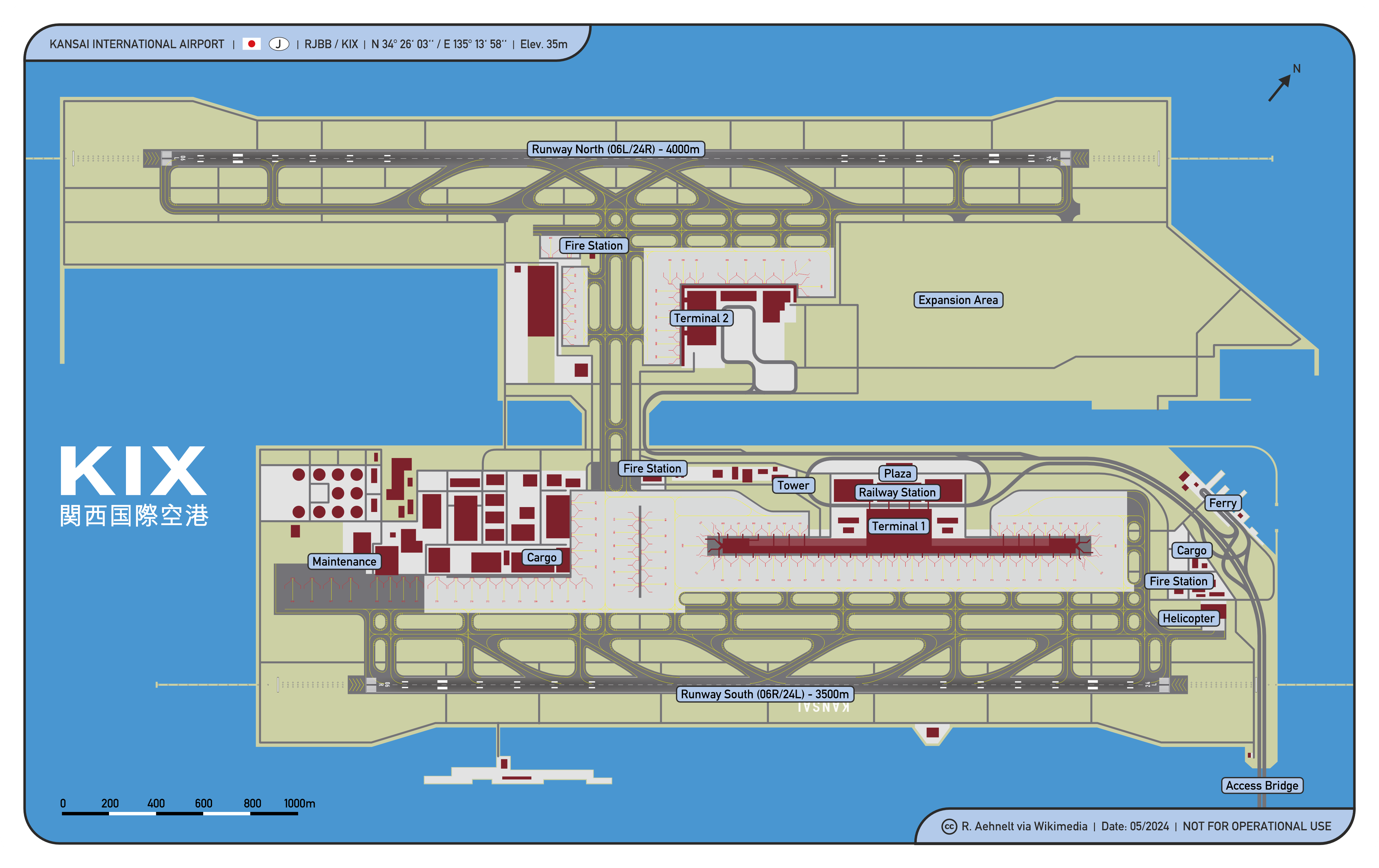
関西国際空港の地図

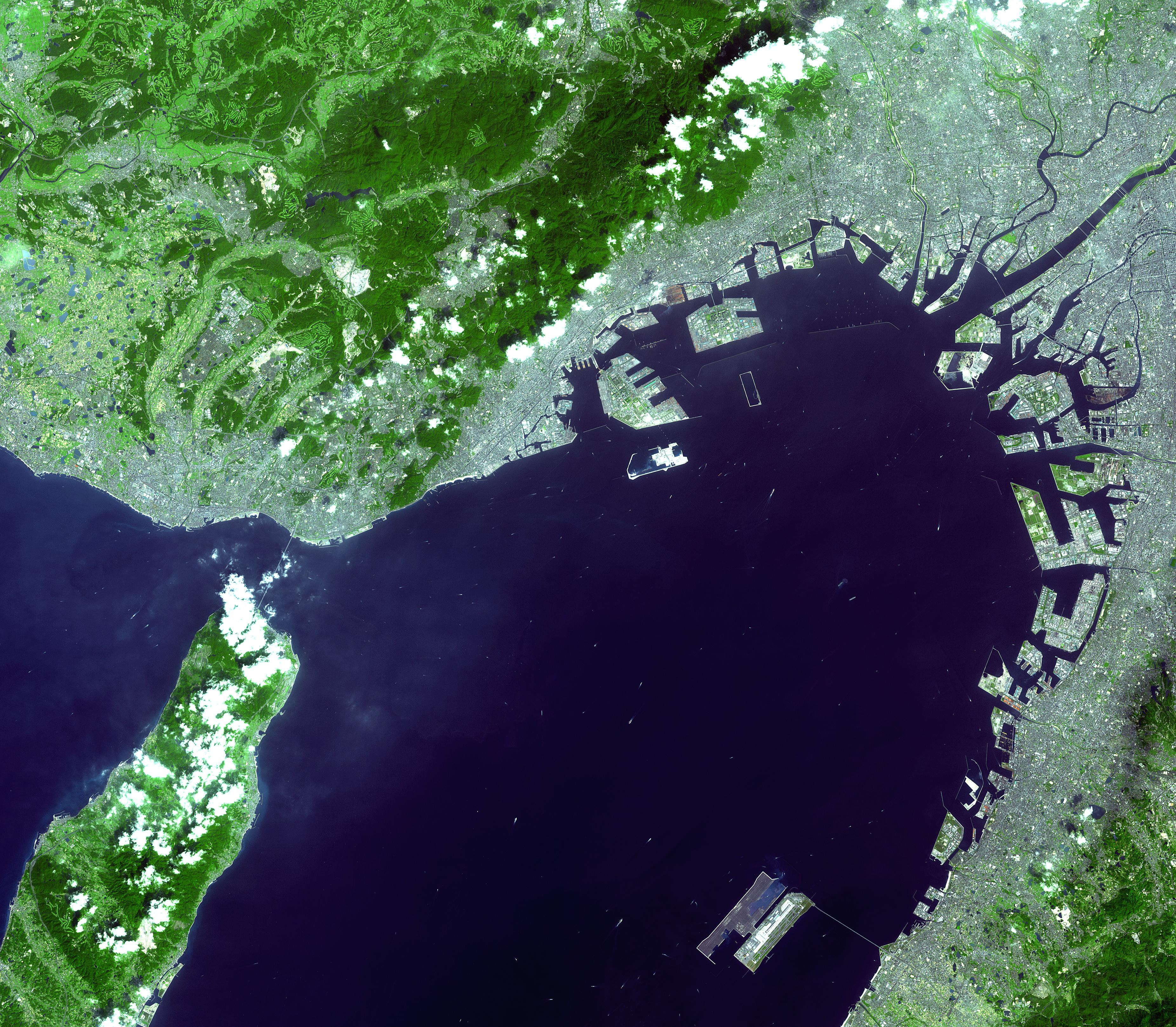
大阪湾の衛星写真。下部の人工島が関西国際空港。

関西国際空港の中核を成す大阪湾内泉州沖5 kmに造られた人工島は、「関空島」（かんくうじま、かんくうとう）とも称されている。もともと一切陸地等のない海域を埋立てて造成された完全な人工島群であり、陸地と近接しない人工島にある空港としては世界初の例である。1994年供用開始の一期島（東側、515 ha）と2007年供用開始の二期島（西側、545 ha）の二島がある。この2つの空港島は上述の両島間を埋め立てて造られた陸地で架橋されている。各人工島には3500m超級のオープンパラレルの並行滑走路が1本ずつ配置されており、総敷地面積1060haは西日本の空港として最大である。この騒音の影響が少ない海上人工島という立地によって、旅客と航空貨物の両方について日本で初の24時間運用を実現した。空港島の町名にはいずれも「泉州空港」が用いられ、泉佐野市泉州空港北・泉南郡田尻町泉州空港中・泉南市泉州空港南となっている。
前述の通り、空港島の建設・維持は地盤沈下との闘いであり、安定な地盤を造るために様々な技術が投入された。その結果、開港当時は年に50cmほどであった沈下量は、現在は年に7cm程度に収束している。沈下について、関西国際空港株式会社は「慎重に監視していきたい」とコメントを発表している。アメリカの航空専門家は、空港建設時に地球温暖化の影響を考慮していないのであれば、50年後には空港島が水没する可能性もあると述べている。津波による浸水の危険性も関係当局により公表されており、2013年の南海トラフ巨大地震に関する大阪府防災会議では、南海トラフで想定される地震は、震度６弱～強であり、津波（津波高1.7m）が護岸を超えて浸水する危険性は極めて低いとされている。マグニチュードは、地震のエネルギー総量であり、マグニチュードが大きくても、大きく揺れるとは限らず、誤解を招く恐れがあるので記載を省いた。
級の巨大地震が発生したケースの想定において、地震にともなう津波により1期島の国際貨物地区には最大で1メートル、その他の地区には最大で3メートルの浸水予測が「想定される被害」として報告されていた。2018年9月4日には、台風21号と高潮の影響により、大規模な冠水が発生し、空港機能が停止する事態となり、より徹底した出水対策に動き出すに至っている（関連節#2018年台風21号による被害、#防災強化を参照のこと）。
A滑走路の中心、空港の標点下には、記念カプセルが埋められている。これは、造成工事が終わって完工式のときに納めたもので、中には工事に関わった人の名簿や造成の工事記録が入っている。

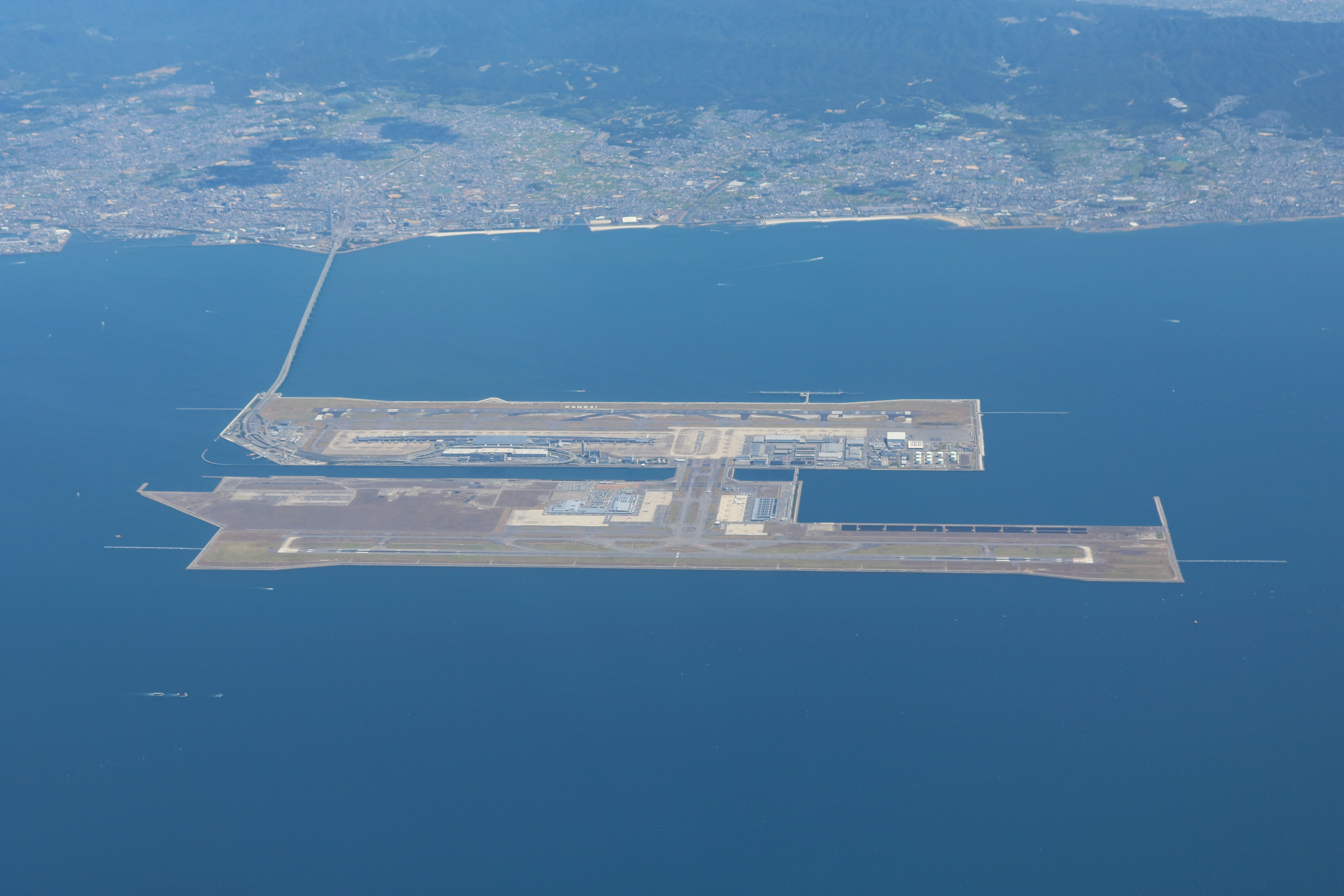
大阪湾から連絡橋を含めた関西国際空港全体

### 滑走路・誘導路

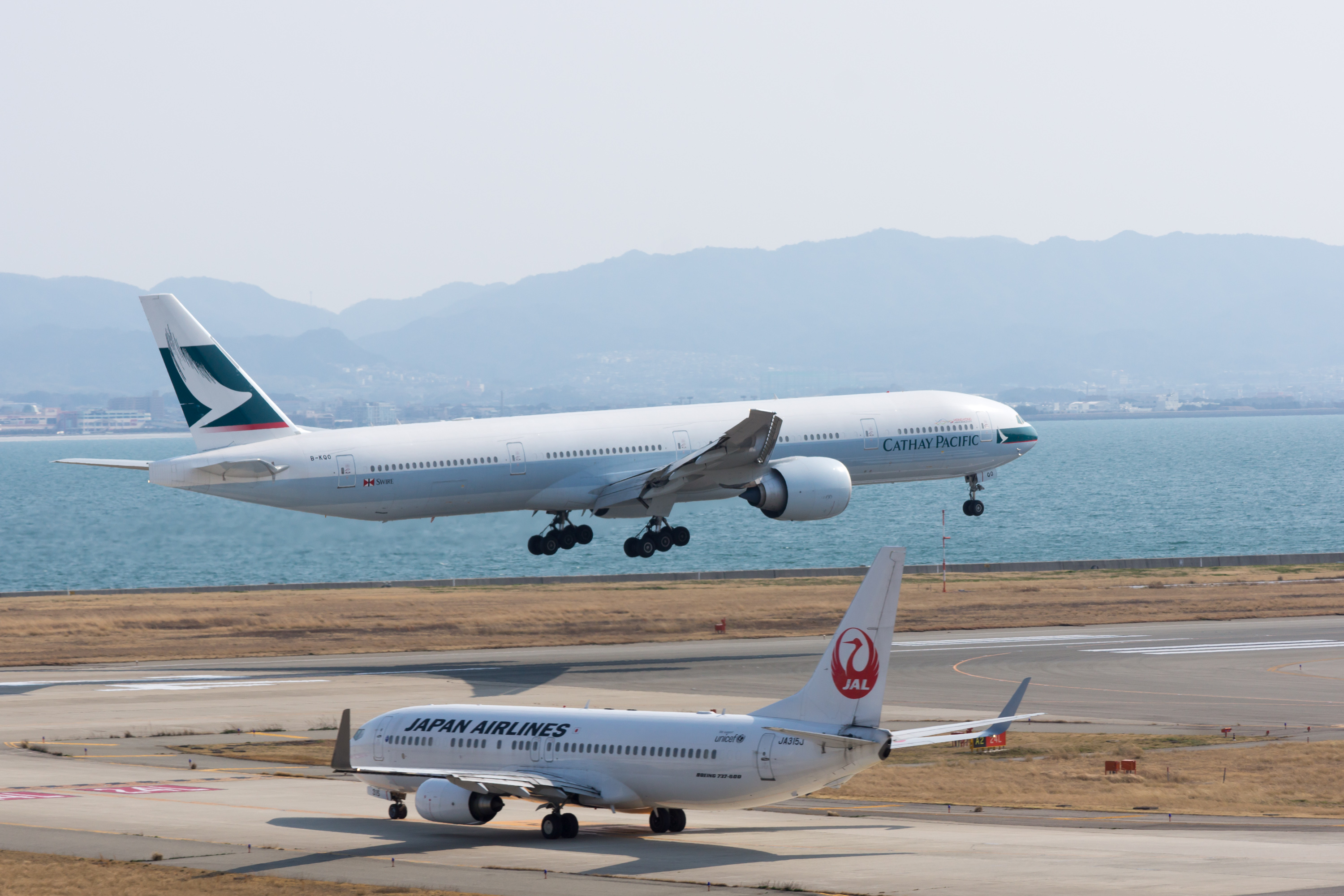
A滑走路

主な滑走路・誘導路として、一期島には3,500 mのA滑走路と2本の並行誘導路が、二期島には4,000 mのB滑走路と1本の並行誘導路が、それぞれ設置・供用されている。2007年供用開始の4,000 mのB滑走路により、エアバスA380やボーイング747といった超大型機が1万 kmを超える長距離飛行のために燃料を多く積載した状態であっても、従来以上に安定した離陸滑走を行えることとなっている。これらの2つの滑走路は両島間をつなぐ陸域部（1か所）を通る一対の誘導路で結ばれている。オープンパラレルの2本の3,500 m超級の滑走路を有し、その双方・両側に合計4つの計器着陸装置（ILS）が整備されている。
- A滑走路（第一滑走路、06R/24L）：3,500 m×60 m; 06Rと24Lの双方にILS(CAT II)を装備
- B滑走路（第二滑走路、06L/24R）：4,000 m×60 m; 06Lと24Rの双方にILS(CAT II)を装備

2013年以降は深夜の点検時間帯を除き、2025年3月19日までA滑走路を離陸専用、B滑走路を着陸専用として使われていたが、2025年の夏スケジュールからは増便のため、兵庫県の淡路島上空を通過する新飛行経路が導入される。3つの問題点を大きく見直すため、同年3月20日からは離着陸の運用滑走路も入れ替わり、B滑走路が離陸専用で、A滑走路が着陸専用に変更された。また、A滑走路とB滑走路の深夜から早朝までの時間帯は陸域を飛行しない出発・到着経路でも使用される。
2008年時点では、B滑走路の使用率は着陸機の35%程度にとどまっていた。これは、B滑走路が1期島にあるターミナルビルから約4 kmと遠く、地上走行時間が長くなるため、燃料の消費を抑えたい航空会社と時間を節約したい旅客がB滑走路の利用を嫌うことから、着陸の場合であっても極力A滑走路を使うようにしているためである。そのため、B滑走路の使用は、午前中をはじめとする混雑時の着陸機と、第2ターミナルに到着する便の着陸機、A滑走路閉鎖時の離着陸機が主となっていた。
本空港は24時間運用がなされているが、保守作業のため滑走路や誘導路は定期的に閉鎖され、その間はその滑走路では離着陸はできない。しかしながら、B滑走路の供用開始とそれに伴う管制システム工事をもって、2007年9月1日よりB滑走路の夜間運用が可能になり、24時間運用可能な滑走路の複数本整備が完了した。これにより、一方の滑走路の保守点検中であっても、もう一方の滑走路がほぼ常に利用可能な状態が維持できるようになり、本空港は原則として、全滑走路閉鎖状態が存在しないという意味で「真の24時間空港」となった。以下に、滑走路閉鎖時間帯の変遷をまとめている（時刻はいずれも日本標準時）。B滑走路の夜間運用開始後は、1994年の開港以来十分なメンテナンス時間がとれず舗装状態が悪化していたA滑走路の全面改良を行うための滑走路閉鎖スケジュールが組まれた。その後は、1週のうち5日間にどちらかの滑走路の閉鎖・保守時間を夜間に設けるスケジュールとなっている。
B滑走路供用開始前（ - 2007年8月1日）
- A滑走路　火曜日（2時5分-4時30分）、土曜日・日曜日（2時00分-5時00分）

B滑走路供用開始直後（2007年8月2日 - 8月31日）
- A滑走路　火曜日（2時5分-4時30分）、土曜日・日曜日（2時00分-5時00分）
- B滑走路　毎日　（21時00分 - 翌7時00分[注 19]）

A滑走路の全面改良期間（同年10月 - 翌年8月頃）
- A滑走路　日曜日・火曜日・水曜日・金曜日・土曜日（23時10分-翌日6時40分）
- B滑走路　月曜日・木曜日（21時00分-翌日6時40分[注 20]）

A滑走路全面改良後の2013年以降
- A滑走路　水曜日・木曜日・土曜日（0時0分-6時30分）
- B滑走路　月曜日・木曜日（21時0分-翌日6時30分）

#### 着陸料等
空港建設に多額の費用を要したため、開港当初から、仁川国際空港、上海浦東国際空港などアジア諸国の国際空港と比べて着陸料は高額なものとなった。その水準は、国際的に高額な成田国際空港と同等かそれ以上で、高コスト体質で巨額の赤字を抱える関空の象徴としてしばしば取り上げられた。空港の国際競争力の強化や、就航便数と利用者の増加をめざす関西国際空港にとって、着陸料の引き下げは課題とされてきた。
2001年4月1日、関西国際空港株式会社は1トンあたり2300円だった国際線の着陸料を2090円に約10%値下げした。これは、ボーイング747の着陸料が約91万円から約83万円となる値下げだったが、同時期の仁川国際空港は約33万円、香港国際空港は約39万円、上海浦東国際空港は約66万円であり、依然として割高だった。2002年春からは、国際線の増便や新規乗り入れに対する50%割引を導入。2004年春からは、着陸重量を増量した航空会社を対象に、増量部分を20%割引する国際線増量割引を実施したほか、国内線についても関空単独路線や頻度の高い路線の割引、プロペラ機や小型機の割引を実施した。2005年3月27日からは、増量割引を見直し、国際線を対象にオフピーク時間帯の増量割引を実施。開港以来最低の利用者数となった2009年度には、10月から1年半、増便する航空会社への着陸料割引を30%から80%に拡大する緊急施策を行った。2012年の冬ダイヤからは、国際線着陸料を約5%値下げし、1トンあたり2090円から1990円とした。2013年夏ダイヤからは、国際線の増量割引を初年度80%、2年目50%、3年目30%としたほか、午前1時から午前5時59分に着陸する国際線・国内線を50%割り引く深夜早朝割引などを新たに実施した。2017年4月1日から、初年度に最大で100%割引する新規路線割引や、関空を中継地とする路線を100%割り引くトランジット路線割引を導入したほか、同年11月1日から国際線の着陸料を1トンあたり1900円に値下げした。

### 第1ターミナルビル
第1ターミナルビル（T1）は、建築設計競技の結果、イタリアの建築家のレンゾ・ピアノが設計を担当し、構造設計にはアラップが携わった。

#### 基本構想から建設まで

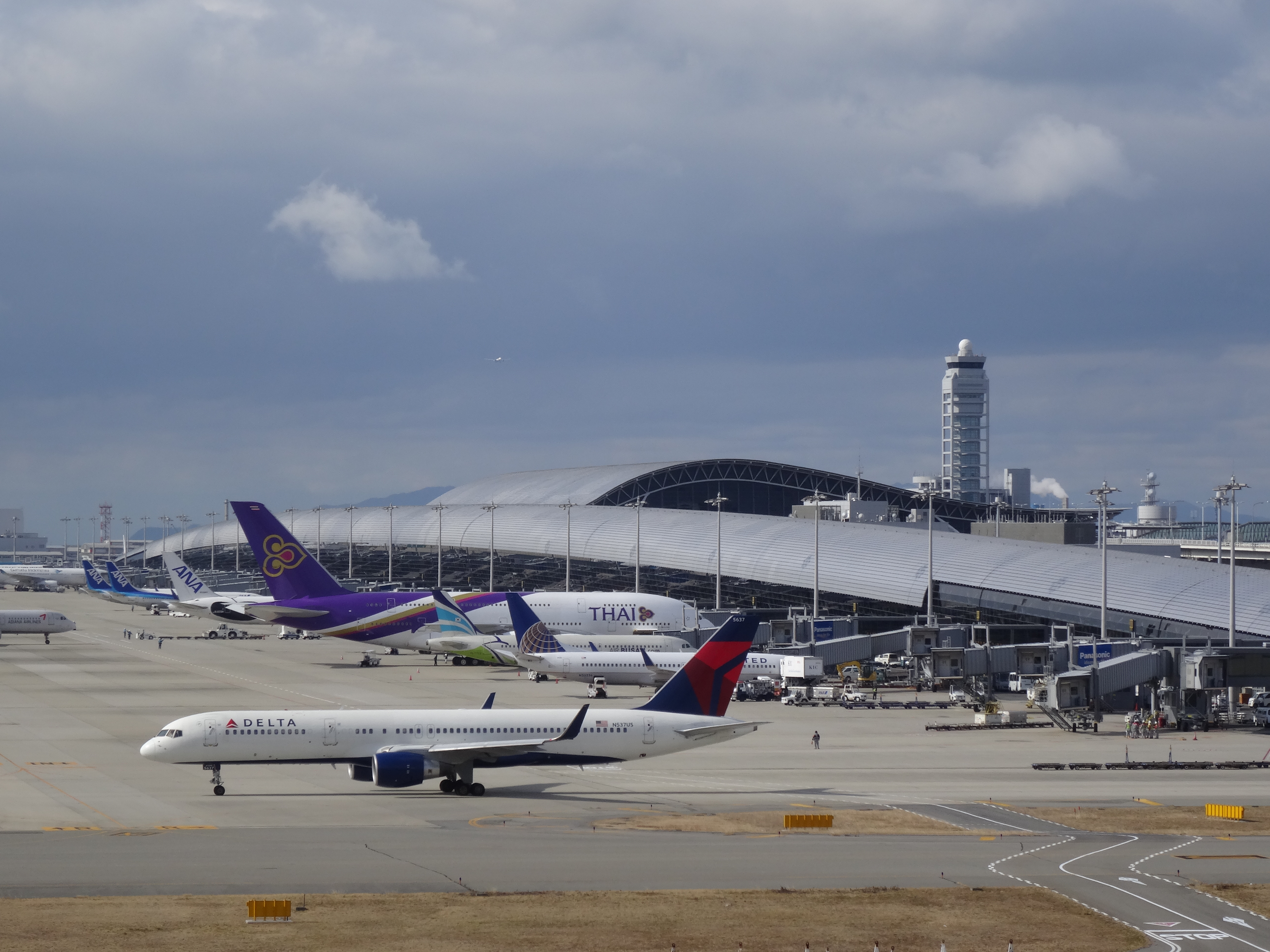
第1ターミナルビルの全景

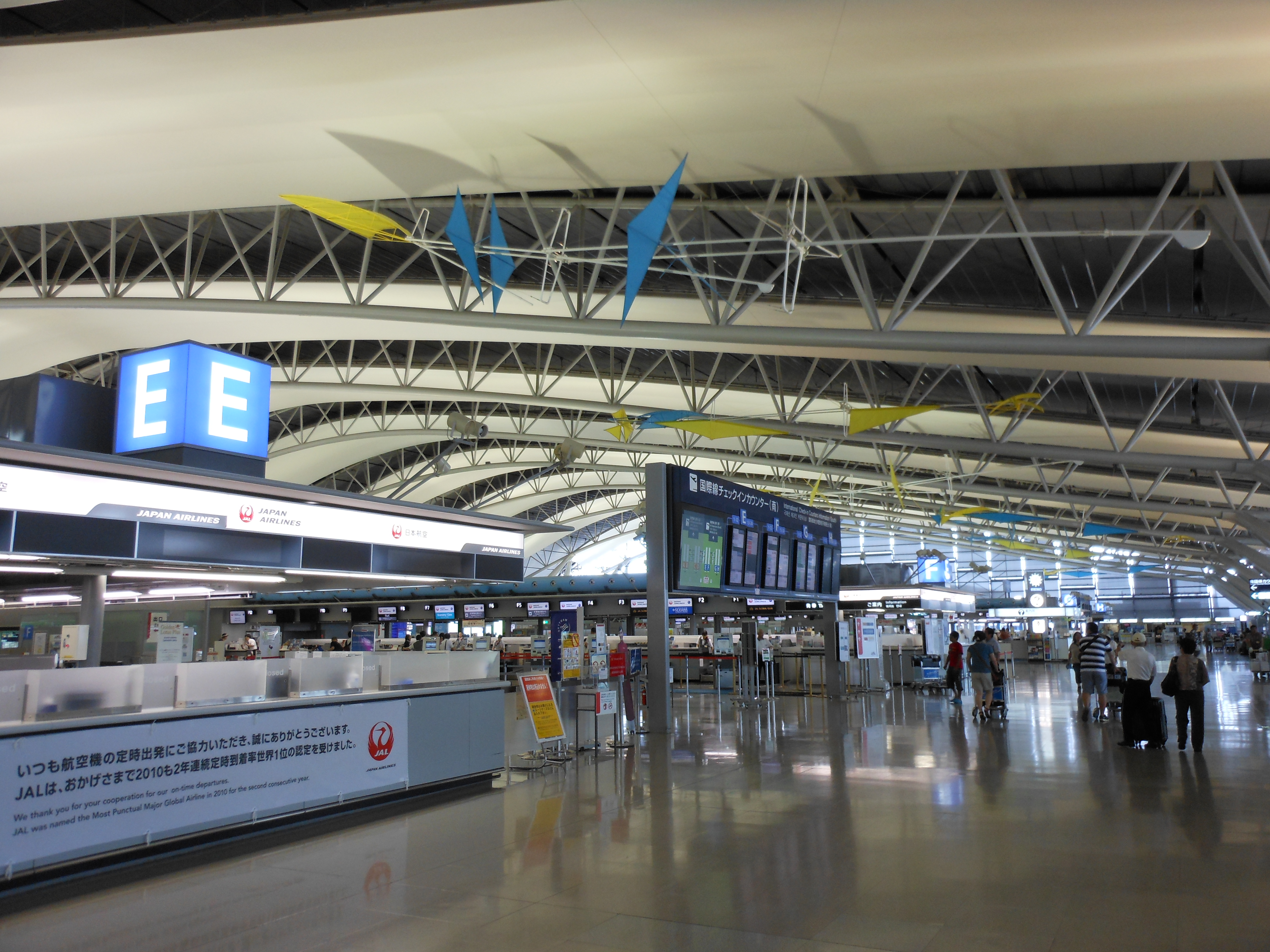
国際線出発フロア。

1980年代後半の日本は大幅な貿易黒字などの貿易摩擦問題がアメリカ合衆国などから指摘されており、1986年には関西空港や横浜みなとみらい地区などの大型プロジェクトへの米国企業参入を求める日米建設問題が発生していた。1988年5月には日米建設協議が合意し、日本の大型公共事業への外国企業参入が可能となった。この際に、外国企業が入札に参加できる特例措置プロジェクトに挙げられた代表例が関西国際空港である。
国際建築設計競技が行われるより前、関西国際空港会社は1986年より、日本空港コンサルタンツ・日建設計・安井建築設計事務所・梓設計・松田平田坂本設計事務所・空港エンジニアリングの6社企業連合にターミナルビル基本構想を委託していた。しかし作業中にも外圧が高まり、関西空港会社は1987年、6社連合にアメリカのコンサルタント会社を協力として参画することを決定している。
1987年7月に、6社連合は2社ずつが共同企業体（ジョイント・ベンチャー、JV）を組んでA案からC案までの基本構想3案を出し、日本空港コンサルタンツ・日建設計によるB案が一旦は選定された。ところが続く基本計画の前に、関西国際空港会社はパリ空港公団、スキポール空港会社、ブリティッシュ・エアポートサービスなど5か国の6空港サービス企業に基本構想3案へのアドバイスおよび提案を求めた。1988年3月、関西国際空港会社が発表した基本構想はB案ではなく、ポール・アンドリューがまとめたパリ空港公団案であった。これは国際線の出発フロアと到着フロアで国内線フロアをはさむことで乗り継ぎを建物の垂直方向のみとし、延床面積30万平方メートル、長さ1743メートルという長大なターミナルを作り、建物内の移動にピープルムーバーを使うという現在の第1ターミナルを決定づけるものだった。
この基本構想をもとに、日本国内外から広く建築家や設計会社に対して建築設計競技（コンペ）を行った。日米建設合意の焦点であった関西空港に対する海外企業の関心は高く、一次コンペには海外26社・国内22社の計48社が応募した。空港開港後の建築家の黒川紀章の発言によれば、関西国際空港会社社長に国際設計競技の開催を勧め、作家的建築家とそれを支援する企業のチームを選ぶことを理想としたのは自分だったという。48社の中から黒川紀章・磯崎新・リチャード・ロジャース・ヘルムート・ヤーンらによる審査会が実績や設計能力や新発想の有無などをもとに15社を選び、二次コンペが行われた結果、レンゾ・ピアノ・ビルディング・ワークショップ（設計者はレンゾ・ピアノと岡部憲明、構造設計の協力にアラップ社のピーター・ライスとトム・パーカー）の案が優勝した。レンゾ・ピアノに日建設計、日本空港コンサルタンツ、パリ空港公団が加わった4社共同企業体で設計作業が進められ、建築工事JVにもベクテル、フルーア・ダニエル、エッフェルなどアメリカ企業やヨーロッパ企業が多数参入した。

#### 建物の概要
地上4階建ての本館、および、南北に677mずつ伸びるウイングで構成され、国際線・国内線両方の旅客ターミナル機能を持つ。屋根は飛行機の翼をイメージした緩やかな円弧状のカーブを描く形であり、上空から見ると「翼を休める鳥」を模した形になっている。垂直方向の移動で国際線と国内線を乗り継ぎできる動線となっているほか、国内線出発フロアのある2階とエアロプラザ、鉄道駅、立体駐車場（P1、P2）はペデストリアンデッキで直結し、各旅客のストレスの少ない動線を実現している。また、国際線の制限区域内は、到着旅客と出発旅客の動線が分離されている。
開港当初の名称は「旅客ターミナルビル」だったが、第2ターミナルビル（LCC専用ターミナル）の開業に伴い、2012年10月28日に、「第1」を冠した現在の名称に変更された。
第1ターミナルビルの概要
- 延床面積 305,573 m2[159]
- 全長 1,672 m
- ゲート数 43カ所（国際35カ所、国内4カ所、内際共用4カ所）

|                                                                                       |          | 本館 | 本館                                                    | ウイング（南・北）                                                                                                |
|                                                                                       | 一般区域 | 制限区域 | 制限区域                                                | |
| ------------------------------------------------------------------------------------- | -------- | --- | ------------------------------------------------------- | --- |
| - リムジンバス おりば - タクシー・自家用車 おりば                                     | 4階      | 国際線出発フロア - 国際線チェックインカウンター - 団体カウンター - 国際線出発口                                                                         | - 保安検査場                                            | |
|                                                                                       | 3階      | 特別待合室・祈祷室フロア - 特別待合室 - 祈祷室 | - 出国審査場 - 検疫・入国審査場 - 免税店（到着旅客用）  | |
| 国際線ゲートエリア - KIX Lounge Kansai - KIX Lounge Premium - ウイングシャトル 本館駅 | 3階      | 特別待合室・祈祷室フロア - 特別待合室 - 祈祷室 | - ウイングシャトル 中間駅・先端駅                       | |
| - 関西空港駅・ 駐車場・ エアロプラザ 連絡通路                                         | 2階      | 国内線出発フロア - 国内線チェックインカウンター - 国内線出発口 - Tasty Street - 三菱UFJ銀行関西空港出張所 - 近畿大学医学部関西国際空港クリニック - 交番 | 国際線ゲートエリア - 免税店 - 国際線搭乗口（18 - 23番） | - 免税店 - 航空会社ラウンジ - カードメンバーズラウンジ - 国際線搭乗口（1 - 17，1A, 3A番, 25 - 41番，104 - 105番） |
| - 関西空港駅・ 駐車場・ エアロプラザ 連絡通路                                         | 2階      | | 国内線ゲートエリア - 保安検査場 - 航空会社ラウンジ      | - 国内線搭乗口（24 - 27番，38 - 41番，211 - 212番）                                                               |
| - 関西空港駅・ 駐車場・ エアロプラザ 連絡通路                                         | 2階      | |                                                         | |
| - リムジンバス のりば - タクシー・自家用車 のりば                                     | 1階      | 国際線・国内線到着フロア - 国際線到着口（南・北） - 国内線到着口 - 関西ツーリスト インフォメーション センター                                           | 国際線ゲートエリア - 手荷物引渡場 - 税関検査場          | |
| - リムジンバス のりば - タクシー・自家用車 のりば                                     | 1階      | 国際線・国内線到着フロア - 国際線到着口（南・北） - 国内線到着口 - 関西ツーリスト インフォメーション センター                                           | 国内線ゲートエリア - 手荷物引渡場                       | |

#### 設計時の課題

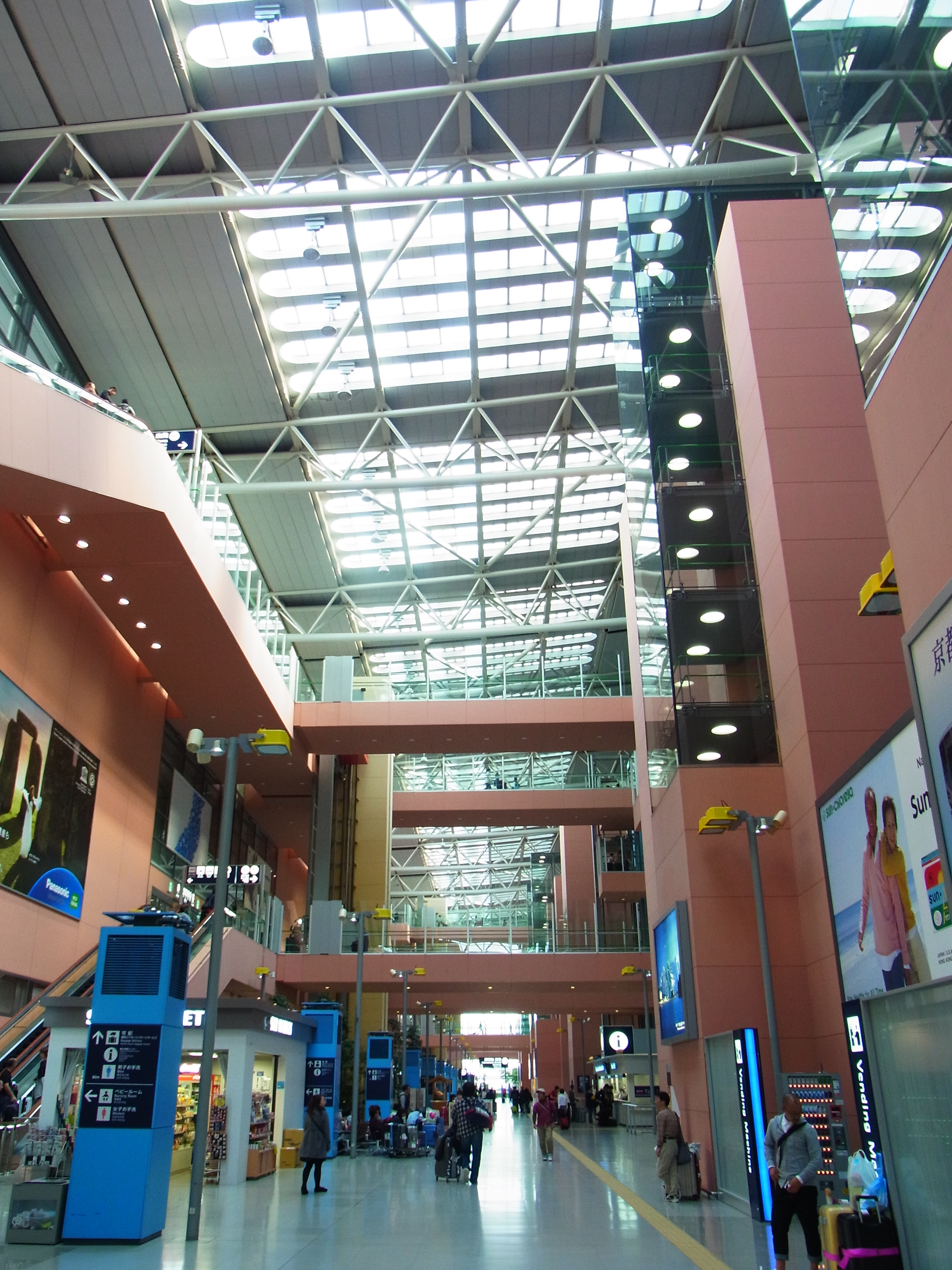
第1ターミナル玄関口。設計時に「キャニオン」と呼ばれた上下階移動のための吹き抜け空間

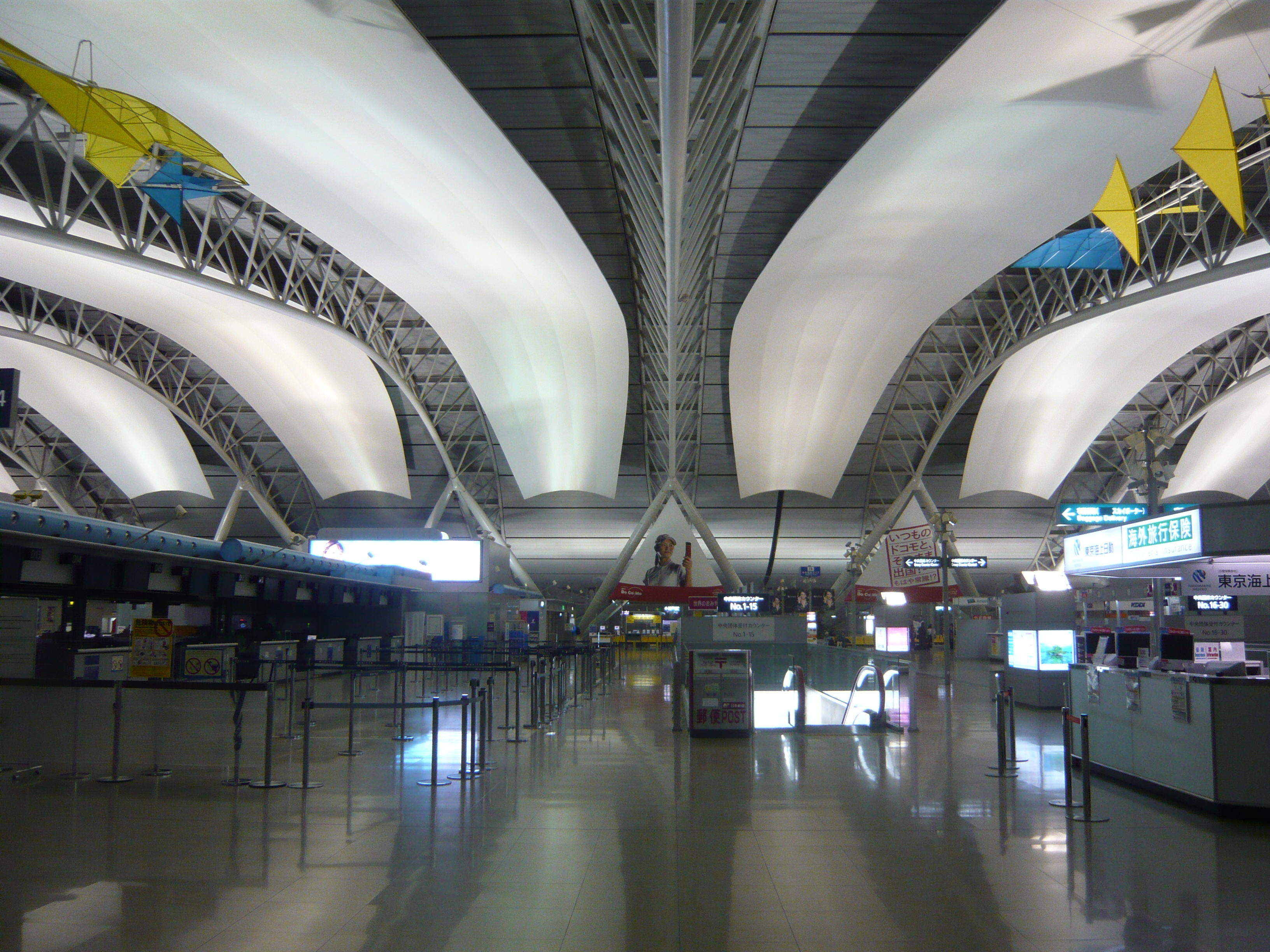
国際線出発フロアの天井。トラス構造のアーチの間に白いテフロン膜でできた「オープンエアダクト」が吊り下げられている

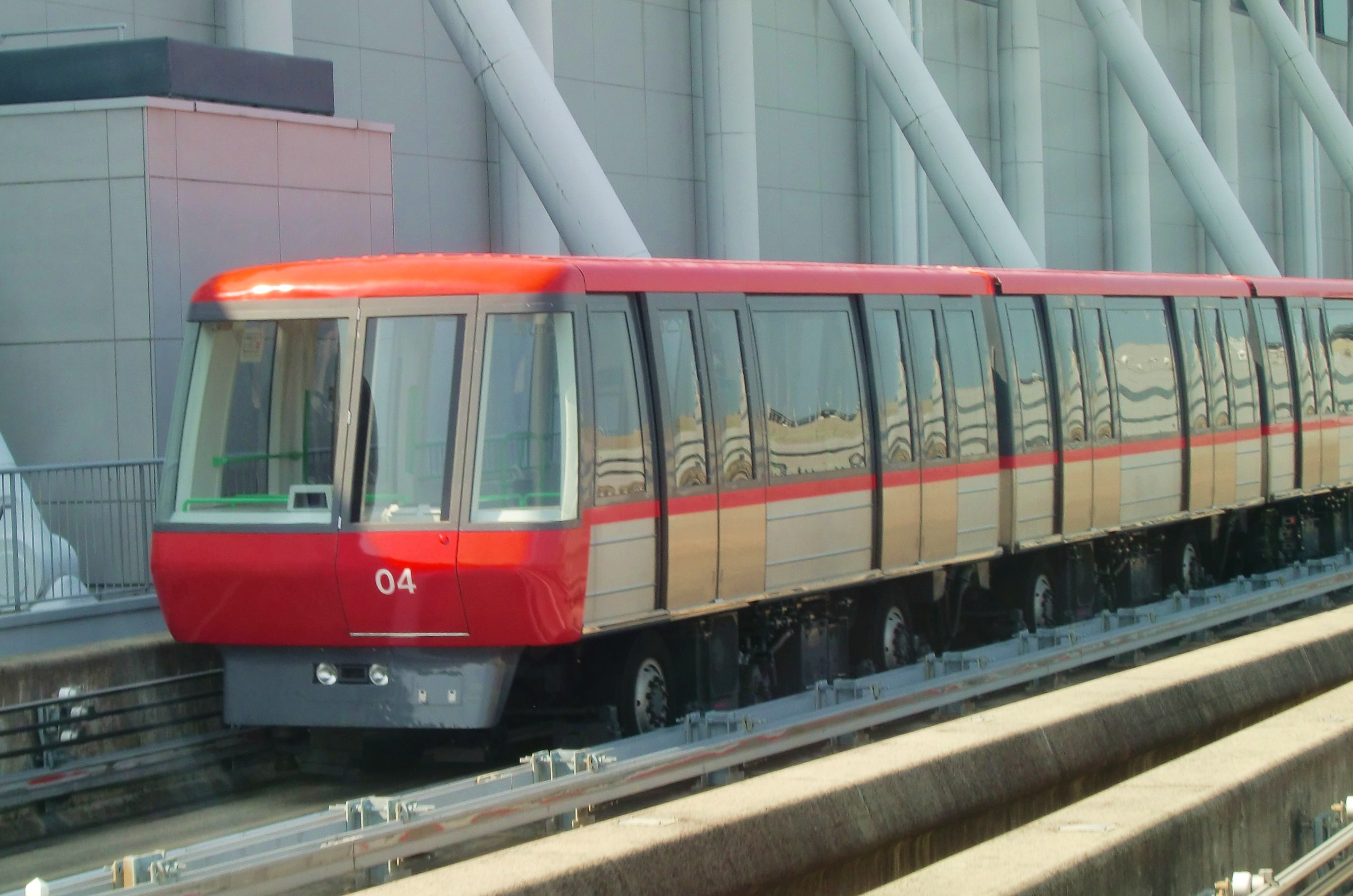
ウィングシャトル（国際線搭乗口への乗り継ぎ手段）。

レンゾ・ピアノの設計案は、空間の見通しの良さと、ランドサイド（保安エリアの外側。道路や関西空港駅のある方向）からエアサイド（保安エリアの内側。旅客機への搭乗口がある方向）への方向性の明確さが特徴である。空港の大空間では、往々にして自分が何階にいてどこに向かっているかがわかりにくいことがあるが、ランドサイドからエアサイドに向けて大きくうねるトラス構造のアーチで天井を支えることにより、さえぎる柱や壁のない見通しの良い巨大空間と、天井を見れば歩くべき向きがだいたいわかるという空間構造を実現している。また、飛行機の翼の断面のようなアーチ状の構造体は、大空間の空調を快適かつ効率的に行うための気流の形状から着想されている。ランドサイドには空調の吹き出し口があり、気流は天井のアーチ構造に平行して吊るされた、19枚の「オープンエアダクト」と名付けられたテフロンの白い光沢のある膜にあたって自然にエアサイドに向けて流れ、空間全体に行き渡るようになっている。「オープンエアダクト」は間接照明のための反射膜としても使われている。天井下のチェックインカウンターなどには、反射膜に向けて照明器具が設置されており、建物側面のガラス窓から入る外光とあいまって明るい空間を作っているうえに、照明器具からのまぶしい光が直接目に入ることもない。オープンエアダクトがあるおかげで、天井には照明器具や空調器具が取り付けられておらず、天井を雑然とした印象にすることがなく、器具のメンテナンスのために天井まで届く高所作業車を出す必要がない。オープンエアダクトに沿って、新宮晋の『はてしない空』という風によって動く造形作品群（モビール）が吊り下げられている。新宮晋はレンゾ・ピアノより「空気の流れが見えるような作品を作ってほしい」と依頼を受けてこの作品をデザインした。
1階から3階にかけての壁面には吹き出し口の付いた空調配管がめぐらされており、配管などを配する天井内スペースをなくすことにより、5メートルという高い天井高を実現している。
バスや鉄道への出入り口のあるランドサイドには「キャニオン」と呼ばれる1階から4階までの吹き抜け空間があり、日本の植物が植わっている。飛行機で到着した旅客がゆったりと過ごせるオアシスとなっているほか、パリ空港公団案（垂直方向の移動だけで国際線と国内線を乗り継ぎできる）にあった弱点である「自分が何階にいるのか、これから何階に向かうのかがわかりにくい」という問題に対する解決策にもなっている。キャニオンが上下階への移動のための空間となっており、キャニオンに来れば自分が何階にいるかが一目瞭然となっている。レストランや各種店舗は3階に集中しており、出発フロアにショップを配して見通しを悪くさせるのを防ぐほか、火災の起こりやすい施設を一か所に集めて消火設備を充実させることができる。
関空島は、海底の沖積粘土層とその下の洪積粘土層の上に大量の土砂や重い建物が載せられているため、粘土層から水分が押し出され圧縮されることにより少しずつ沈下することが見込まれている。埋め立て時にサンドドレーンという水抜き用の砂杭が大量に打ち込まれ、沖積粘土層の沈下を一気に起こしてその後の沈下を最小化する方策がとられているが、通常は沈下しない洪積粘土層が関空島の場合はゆっくりと数十年かけて沈下するため、その対策が空港ターミナルビルには必要となる。洪積粘土層の沈下は予測もコントロールもできないため、建物は杭基礎によって沈下にあらがうのではなく、地盤に直接支持させることで地盤とともに沈下することを基本方針としている。
この際、1キロメートル以上の長さの建物のあちこちで沈下速度が異なる不同沈下で建物がでこぼこになるのを防ぐため、建物を支える900本の柱すべてにジャッキを設け、高さが微調整できるようになっている。地下1階の設備室にある機械は、柱と柱の間に差し渡された支柱の上に置かれて柱と一体になって沈下するため建物全体との間でずれができないように工夫されていたり、柱同様にジャッキアップできる架台の上に置かれていたりしている。ほかにも地下空間では、継ぎ手がスライドする配管、長さに余裕を持たせて緩ませたケーブル類、床全体が沈むことを見越して床に掘られた竪穴のなかに浮いている階段、床が沈んでも隙間が空かない二重構造の壁など、地盤と建物の間を微調整するための工夫が随所に施されている。これだけの対策でも2025年現在では床が沈みすぎて電気コンセントの位置が高すぎる、二重構造の壁の伸びしろが足りなくなるため追加工事が必要など、不具合が顕在化している。地盤沈下対策の費用は公表されていないが、年間数億円の負担とされる。

#### 商業施設・利便設備
ターミナルビル館内を含む空港内の商業施設に関しては、一部店舗のみで24時間営業が実施されている。第1ターミナル内には、レストランやフードコート、土産物店やコンビニエンスストア、書店や薬局、銀行などの他に、日本航空や全日本空輸、キャセイパシフィック航空や大韓航空などの航空会社のラウンジなどのリラクゼーション施設やクリニックなどがある。2階北側のエリアである「関空ほっと空間Area24」は、かつて航空会社のカウンターがあった場所を活用し、24時間空港の利便性を発揮するため作られた場所であり、24時間営業店舗や交番などが位置している。1階の国際線到着口前には、2006年12月に103インチのプラズマディスプレーパネル（パナソニック製）を使った「ウェルカムボード」が設置され、15カ国語での歓迎メッセージや京都、奈良など近畿の観光映像、団体利用客向けの歓迎メッセージなどが上映されている。国際線到着動線の一部を除く館内全エリアでは、無料公衆無線LANスポットが整備されている。また、「かんくうアイパル」と呼ばれる案内係が各案内カウンターなどで案内を行っている。2010年4月1日から、夜間巡回警備用にセグウェイ3台が導入され、22時から翌7時まで、立体駐車場や関西空港駅コンコースの警備に用いられている。

#### 大規模改修
関西エアポートは、2019年12月12日に、万博開幕を見据えた、2020年度から25年春までにかけて出発エリアの商業施設の拡充を中心とした、総投資額に2018年の台風21号の被害(前述)を受けた防災対策の約300億円を含め約1000億円を見込んだ大規模な改修を予定していることを発表した。内容は「国際線キャパシティ拡大」「エアサイドエリアの充実」「旅客体験の向上」を中心としており、国際線/国内線のエリア配置や、保安検査場の通過前（ランドサイド）と通過後（エアサイド）の比率の見直しなどによって混雑解消と問題解決を狙っている。
現状30万4000平方メートルあるうち約8万9000平方メートルを改修し、また新たに約1万6000平方メートル増築することで、総面積は32万2000平方メートルに増加する予定である。ビル内面積を25%増やす。国際線出発エリアを現行の3～4階から2～4階へと変更する。保安検査場に関しては、スマートレーン16台から22台へ設置台数を増やし、増床の上長さを15mから20mへのばすことで混雑の解消を狙う。3階には、出国検査場が1箇所に集約され、国際線ラウンジも設置予定である。到着エリアに関しては、ウオークスルー型免税店を設置する予定である。現状としては、国際線の駐機場はターミナルの南北両端に分かれており、現状は国内線専用のものを7スポット、内際共用のものを2スポット設けているが、国際線駐機場を中央部に集約し、国内線専用のものを5スポット、内際共用のものを4スポットとしたうえで国際線の使用可能スポットを5箇所増やして39スポットとすることで国際線の駐機能力の向上を狙う。またマルチスポットも設置する。訪日客の利便性確保を狙っている。国内線の出発・到着エリアに関しては、南側に集約される。保安検査場の統一、20メートルのスマートレーンの6台設置、出発エリアへの店舗拡充などを実施予定である。
これらの改修によって、国際線の受け入れ可能人数は約4000万人まで増加する見込みである。

### 第2ターミナルビル

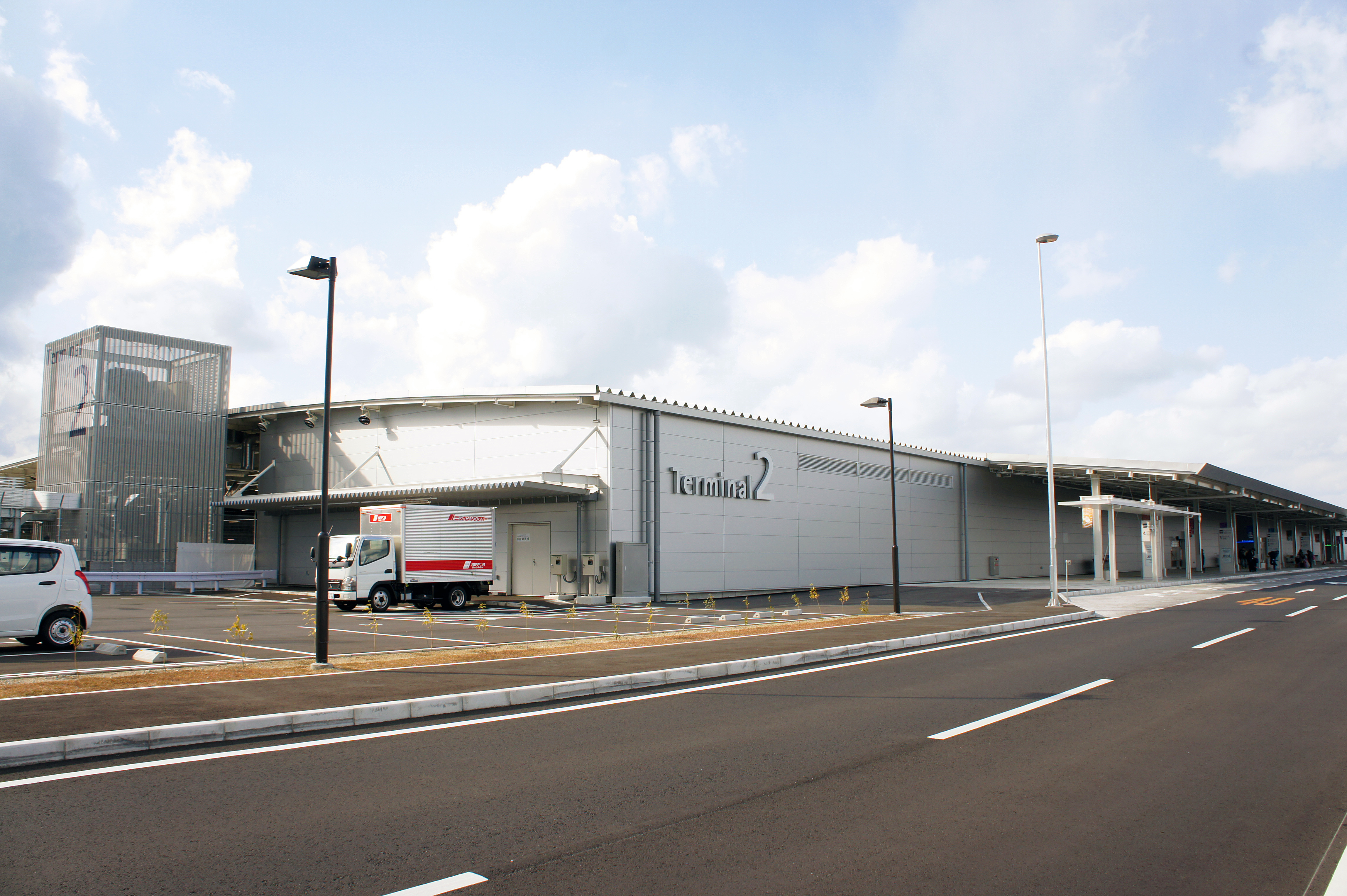
第2ターミナルビル（国内線）。

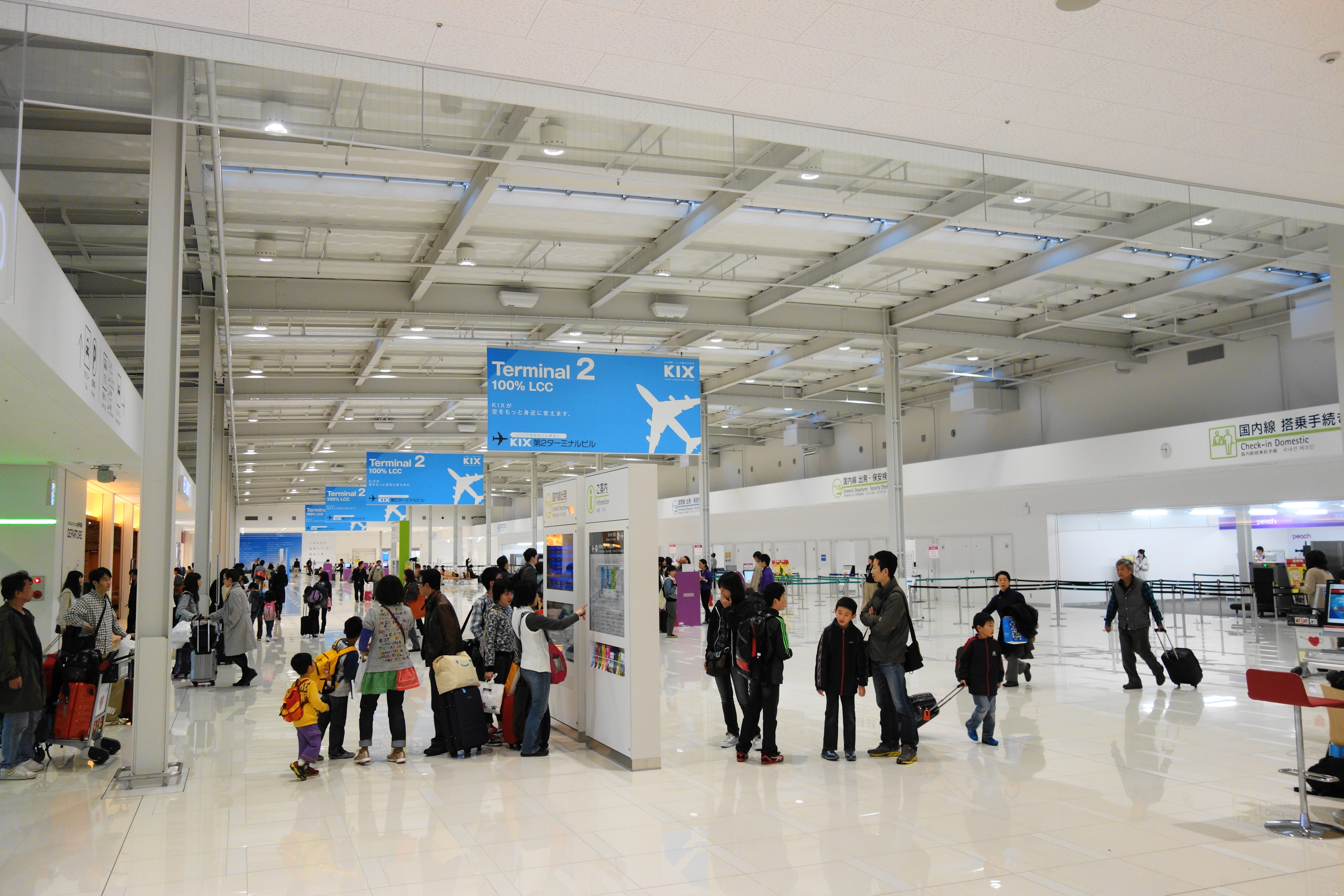
第2ターミナルビル（国内線）内部。

第2ターミナルビル（T2）は、二期空港島の連絡誘導路北側に建造された格安航空会社（LCC）専用旅客ターミナルビルである。「第2ターミナルビル（国内線）」（約30,000m2）および「第2ターミナルビル（国際線）」、「チェックイン棟」（約36,000m2）から構成される。建物は鉄骨造の平屋建て（一部2階建て）で、天井の天窓から外光を取り入れるなどコスト削減を意識した設計となっている。年間835万人（国内線550万人、国際線285万人）の旅客処理能力があり、日本で初めてスマートセキュリティーシステムやウォークスルー型の免税店などが設けられた。店舗面積のうち66.5%がウォークスルー型免税店となっているが、これはバンシのノウハウを活かしたものである。また、館内全エリアで無料公衆無線LANが整備されている。泉佐野市が観光情報プラザ「関空 まち処」（カテゴリー3の外国人観光案内所）を開設しているほか、「第2ターミナルビル（国内線）」の一角ではビジネスジェット専用の旅客取扱い施設「Premium Gate 玉響(たまゆら)」が整備され、玉響専用の保安検査場やCIQ施設、待合ラウンジなどが24時間体制で稼働している。
第2ターミナルの場所は、貨物地区とする計画であったが、LCCの拠点化を目指してLCC専用ターミナルビルを建造する方針に変更・整備された経緯がある。梓設計による基本計画・設計監修、竹中工務店による設計・監理・施工により2012年9月に竣工し、2012年10月28日に「第2ターミナルビル」として供用開始した。本ターミナルの整備費は、第1ターミナルビルが約1,500億円であったのに対し、総額約85億円（建物物が約37億円、駐機場などが約47億円）に抑えられた。
その後、さらなるLCC需要の拡大に対応するため、新たな専用ターミナルの整備が進められ、2013年に梓設計・日建設計・松田平田設計で基本設計の指名競争入札を行い同年11月に梓設計に設計が委託され、熊谷組の施工により2017年1月28日に「第2ターミナルビル」に隣接する形で、国際線用の新たなLCC専用ターミナルビル「第2ターミナルビル(国際線)」が総工費約130億円をかけて建造、供用開始された。免税店の面積を増やすなどの計画の一部変更があったものの、当初予定の3月開業を前倒ししての供用開始であった。これにともない、既存の「第2ターミナル」であった部分は「第2ターミナルビル（国内線）」と改称された。
Peach Aviation、春秋航空、チェジュ航空が主に使用している。ジェットスター・ジャパンも第2ターミナルビルの使用を空港会社に依頼しているが、混雑を理由に実現されていない。
空港駅等の第1ターミナルビルから第2ターミナルビルへの移動手段として、エアロプラザから無料連絡バスが24時間運行している。また、徒歩にて島間連絡道を渡り、KIXそらぱーくを経由してアクセスすることも可能である。第2ターミナルビル開設当時は、一部路線のリムジンバスのみが第2ターミナルビルまで乗り入れていたが（他は第1ターミナルまで）、2017年1月28日より、全路線において第2ターミナルまで乗り入れるようになった。
第2ターミナルビルの概要
- 面積：約66,000m2
- 開館時間：24時間
- 専用駐機場：21カ所（国内線9カ所、国際線6カ所、内際共用6カ所。小型機の場合）

### 旅客サービス施設使用料等
- 旅客サービス施設使用料（PSFC）
開港当初から、第1ターミナルビルを利用して国際線で出発する旅客を対象に旅客サービス施設使用料（PSFC）を徴収し[189]、第2ターミナルビルについても国内線の旅客を対象にPSFCが設けられた。
2017年6月1日発券分からは、新たに乗り継ぎ旅客を対象にしたPSFCが設けられた[189]。

- 旅客保安サービス料（PSSC）
2013年6月1日出発分からは、両ターミナルビルの国際線出発旅客を対象に、新たに旅客保安サービス料（PSSC）が導入された[190]。

|                                  |                            |                            | 国際線  | 国際線 | 国際線 | 国内線 | 国内線 | 国内線 |
| 出発                             | 乗継                       | 到着                       | 出発    | 乗継   | 到着   |        |        |        |
| -------------------------------- | -------------------------- | -------------------------- | ------- | ------ | ------ | ------ | ------ | ------ |
| 旅客サービス 施設使用料 （PSFC） | 第1 ターミナル             | 大人                       | 2,780円 | 560円  | -      | 440円  | -      | 440円  |
| 旅客サービス 施設使用料 （PSFC） | 第1 ターミナル             | 子供                       | 1,390円 | 280円  | -      | 220円  | -      | 220円  |
| 旅客サービス 施設使用料 （PSFC） | 第2ターミナル              | 第2ターミナル              | 1,250円 | 260円  | -      | 420円  | -      | 370円  |
| 旅客保安サービス料（PSSC）       | 旅客保安サービス料（PSSC） | 旅客保安サービス料（PSSC） | 320円   | 320円  | -      | -      | -      | -      |

いずれも消費税を含む。

### 貨物地区

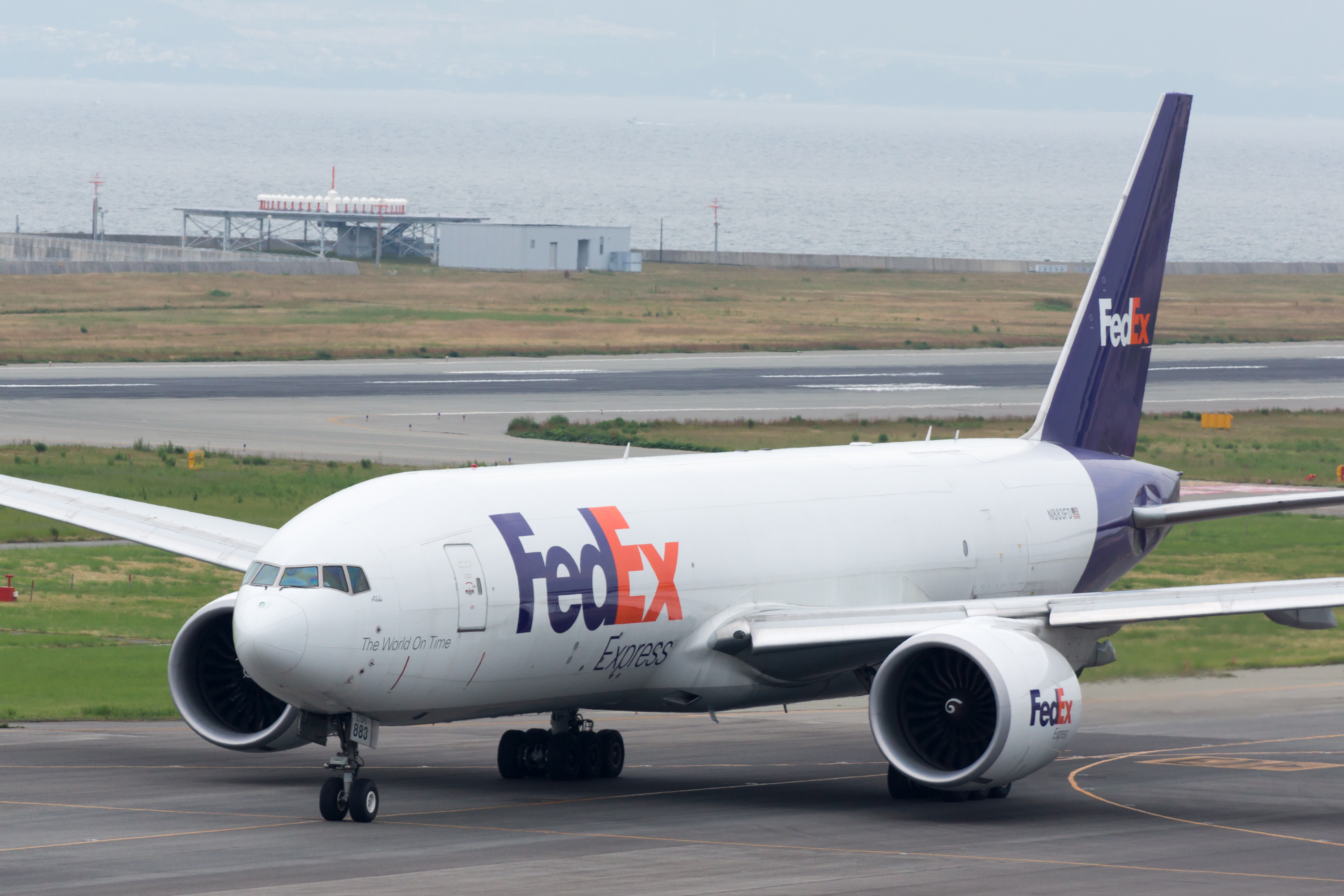
フェデックスのボーイング777F

1期空港島の南西部分37.2 haには、1期国際貨物地区などが存在する。同地区には、給油施設、発電所、熱供給施設、機内食工場、関係官庁の庁舎、大阪国際郵便局、飛行機の格納庫、下水浄化プラント、廃棄物処分施設の他に、18棟・延床合計面積21.2 haの国際貨物施設がある。また1期空港島の北側には、4.5 haの国内貨物地区がある。2期空港島の南東部分にある11.4 haの貨物地区は、2014年4月1日から、フェデックスが北アジア各地から集約した貨物を、北アメリカ向けに発送する拠点「北太平洋地区ハブ」として利用している。以下に、貨物地区の主な保税蔵置場を示す。
- DHL関西国際空港ゲートウェイ（延床面積 1万100 m2、貨物仕分能力-1時間当たり7,500個、書類仕分能力-同2,000通）
- 日本貨物航空（延床面積 6,200 m2）
- 日本通運（延床面積 9,400 m2）
- 日本航空（延床面積 6,200 m2）
- フェデックス北太平洋地区ハブ（2期空港島、延床面積 2万5,000 m2 オフィス棟を含めた総面積 3万9,500 m2[193]、貨物仕分能力-1時間当たり約9,000個）
- 郵船航空サービス（延床面積 6,230 m2）
- 航空集配サービス（延床面積 3,500 m2[注 32]
- 阪急交通社（延床面積 4,000 m2）

### 管制施設

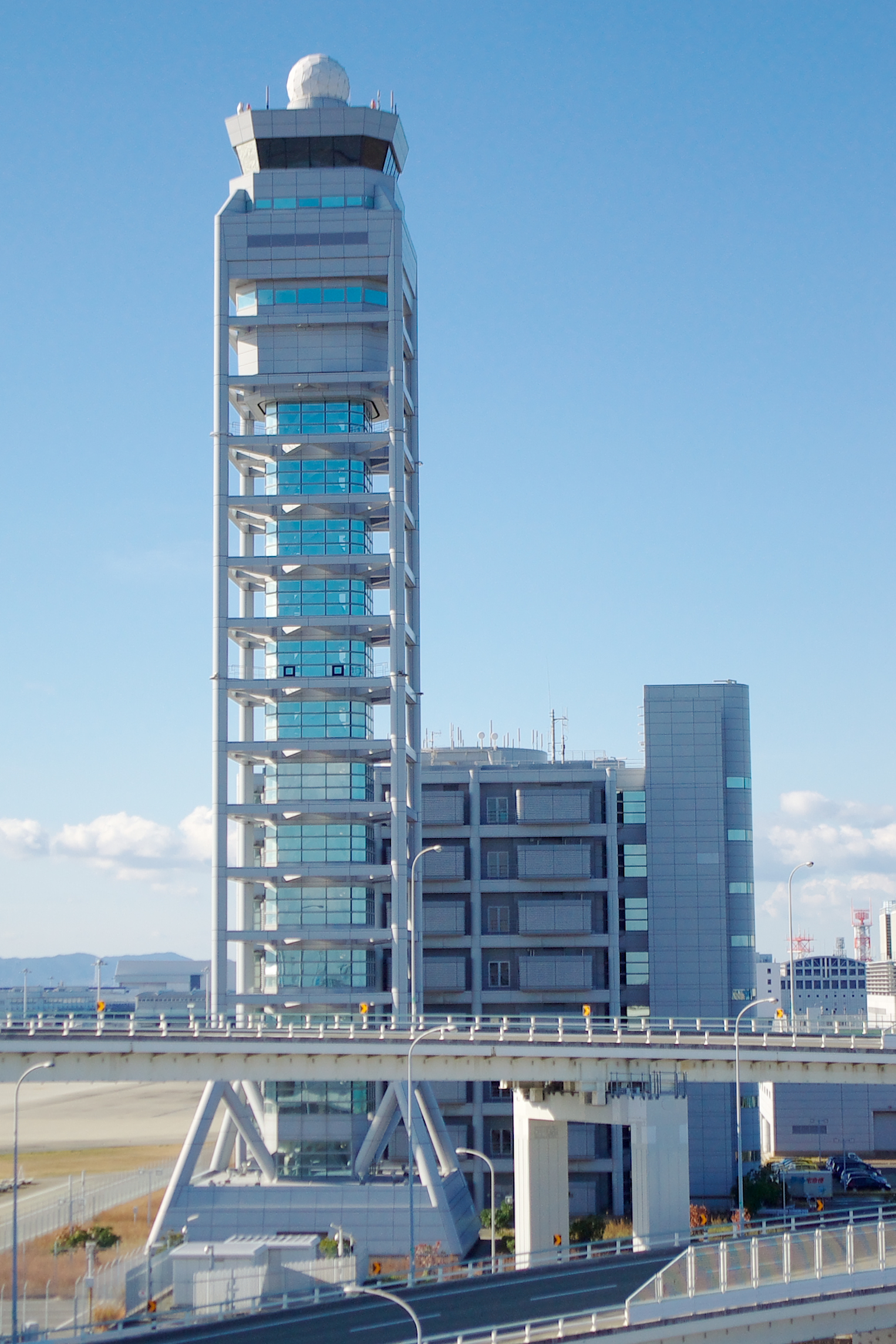
管制塔。

国土交通省大阪航空局関西空港事務所が航空管制をおこなう。管制塔は、管制官の目線の高さが約80 mとなる高さで建設されている。構造物としての高さは86.4mである。
関西国際空港の周辺には、飛行場管制業務が提供される関西管制圏、有視界飛行方式による飛行を行う航空機にTCAアドバイザリー業務が提供される関西ターミナルコントロールエリア （TCA）、ターミナルレーダー管制業務が提供される関西進入管制区、関西特別管制区（PCA）が設定されている。関西進入管制区には、関西国際空港のほか、大阪国際空港、神戸空港、八尾空港、高知空港、高松空港、岡山空港、岡南飛行場が存在し、日本で初めて付近の空港の進入管制業務を一括して行なう一元管制が行なわれている。開港当時は進入管制区内には大阪国際空港・関西国際空港・八尾空港の3空港だったが、2006年に神戸空港が開港し、2011年6月2日に高知空港周辺の高知進入管制区と統合され、2012年5月31日に高松空港周辺の高松進入管制区と統合されて現在の体制となった。
計器飛行方式（IFR）で関西国際空港に離着陸するルートは、地上への騒音被害を抑えるために極力海上（明石海峡・紀伊水道・大阪湾・瀬戸内海）を飛行するように設定されている。さらに、大阪国際空港・神戸空港などと近接し飛行ルートが錯綜するため、関西国際空港の東側や北側から到着する航空機にとっては大周りの到着経路となっている。また、神戸空港開港後は、摩耶埠頭近辺の空域が神戸空港離着陸機に割り当てられたため、関西国際空港の空域を制限することになっており、関西国際空港・神戸空港双方の便に負担を強いている。
なお、国土交通省は、大阪国際空港の運用が終わり空域が空く夜21時以降に限って「陸上ルート」を認め、2007年9月27日より運用を開始した。これにより、東京国際空港や成田国際空港から関西国際空港に向かう便は、これまでの和歌山市付近を通過するルートではなく、東から飛来して関西国際空港上空を西向きに突っ切ることで最短ルートで大阪湾に出て、小回りして降下し着陸できる。従来の標準計器到着方式を辿る方法と比較して、空港の南側からランウェイ06に着陸する場合5分、北側からランウェイ24に着陸する場合10分の時間短縮が見込まれるという。なお、出発便に関しては、ちょうどこのルートを逆にたどるかたちの出発ルート（標準計器出発方式、SID; Standard Instrument Departure）が、東京方面便などに対して設定されていた。今回はより高度の低い着陸経路でも騒音が問題とならずに飛行できるかが可否の争点となっていた。

### エアロプラザ

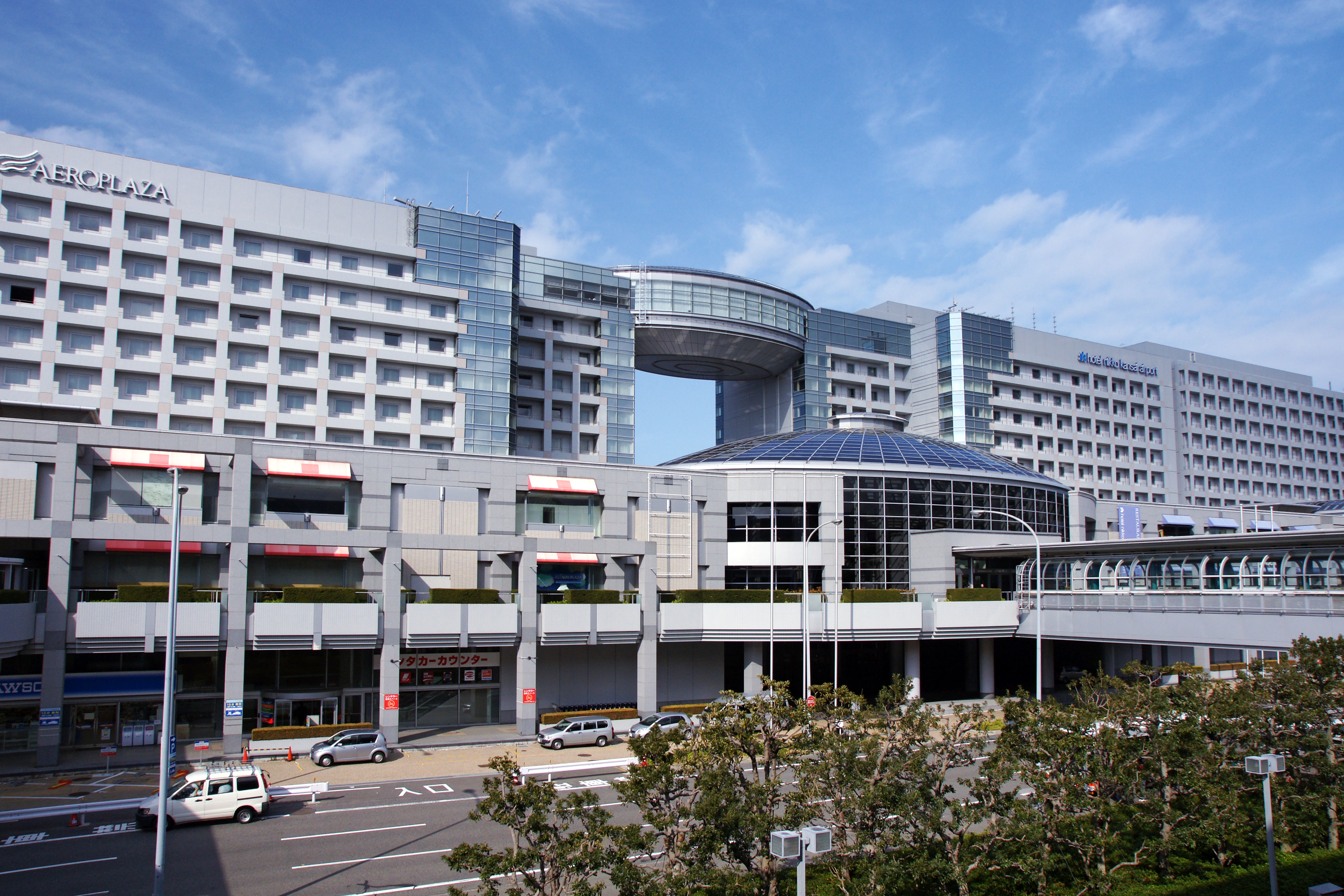
エアロプラザ。

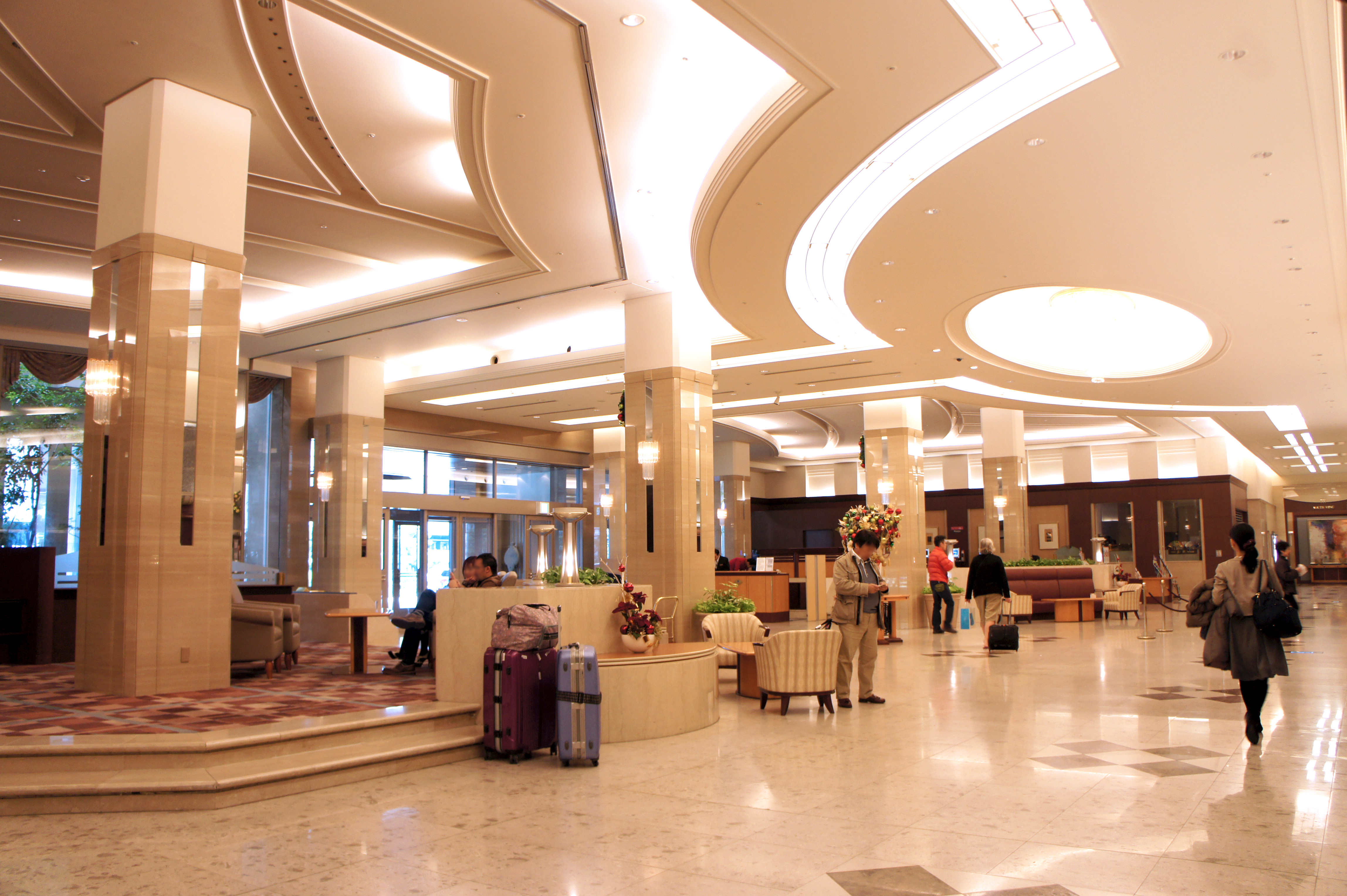
ホテル日航関西空港。

延床面積 65,000 m2、第1ターミナルビルに隣接した地上11階建てのホテルや土産物店、レストランやバー、コンビニエンスストアやレンタカーカウンター等の商業施設を中心とした複合ビルで、鉄道駅や第1ターミナルビルとはペデストリアンデッキで直結している。また、第2ターミナルへの連絡バスが発着する。ホテル日航関西空港、関空ペットホテルプロムナードなどの施設が入居している。

### 関空展望ホールスカイビュー

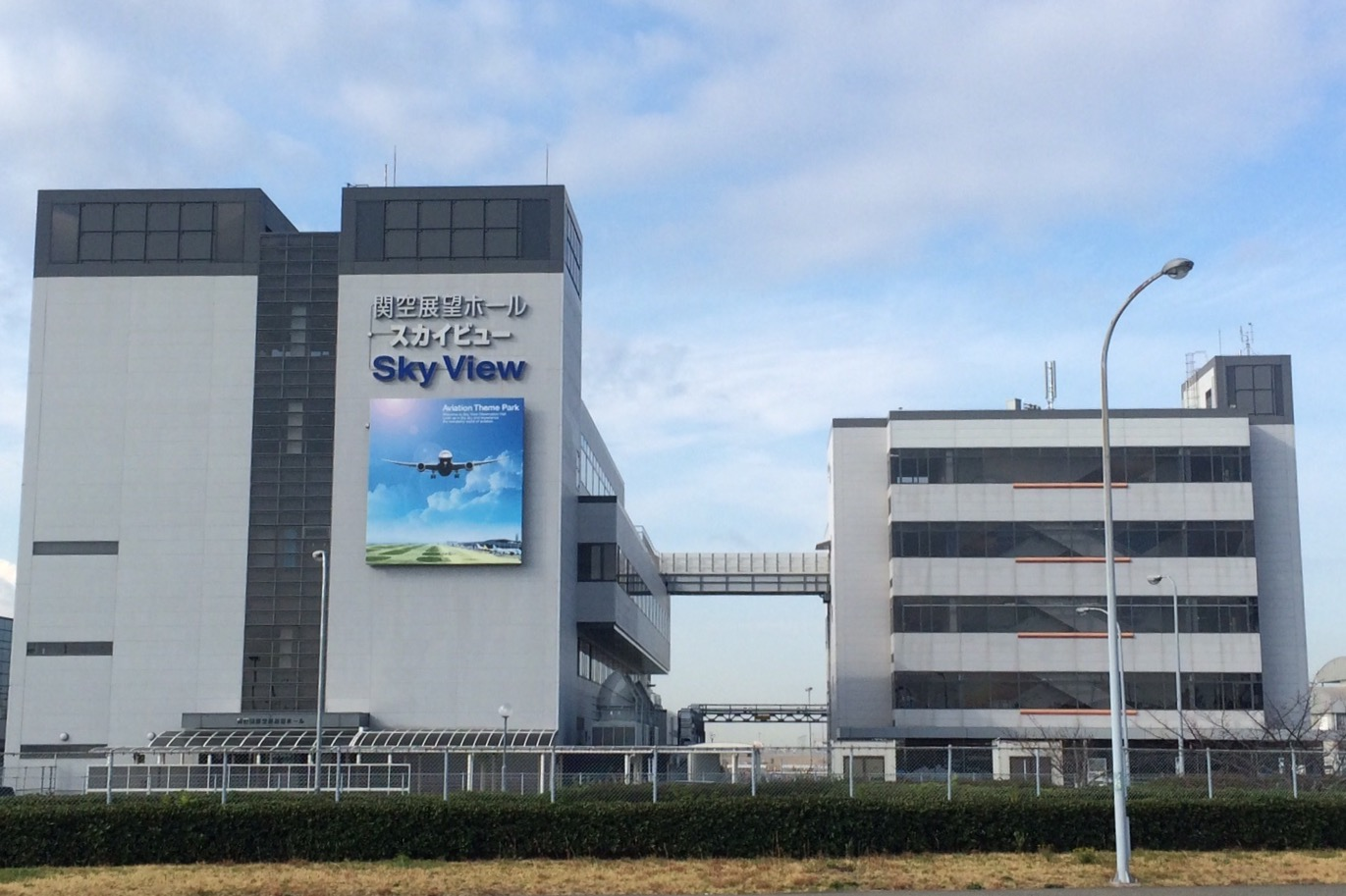
スカイビュー。

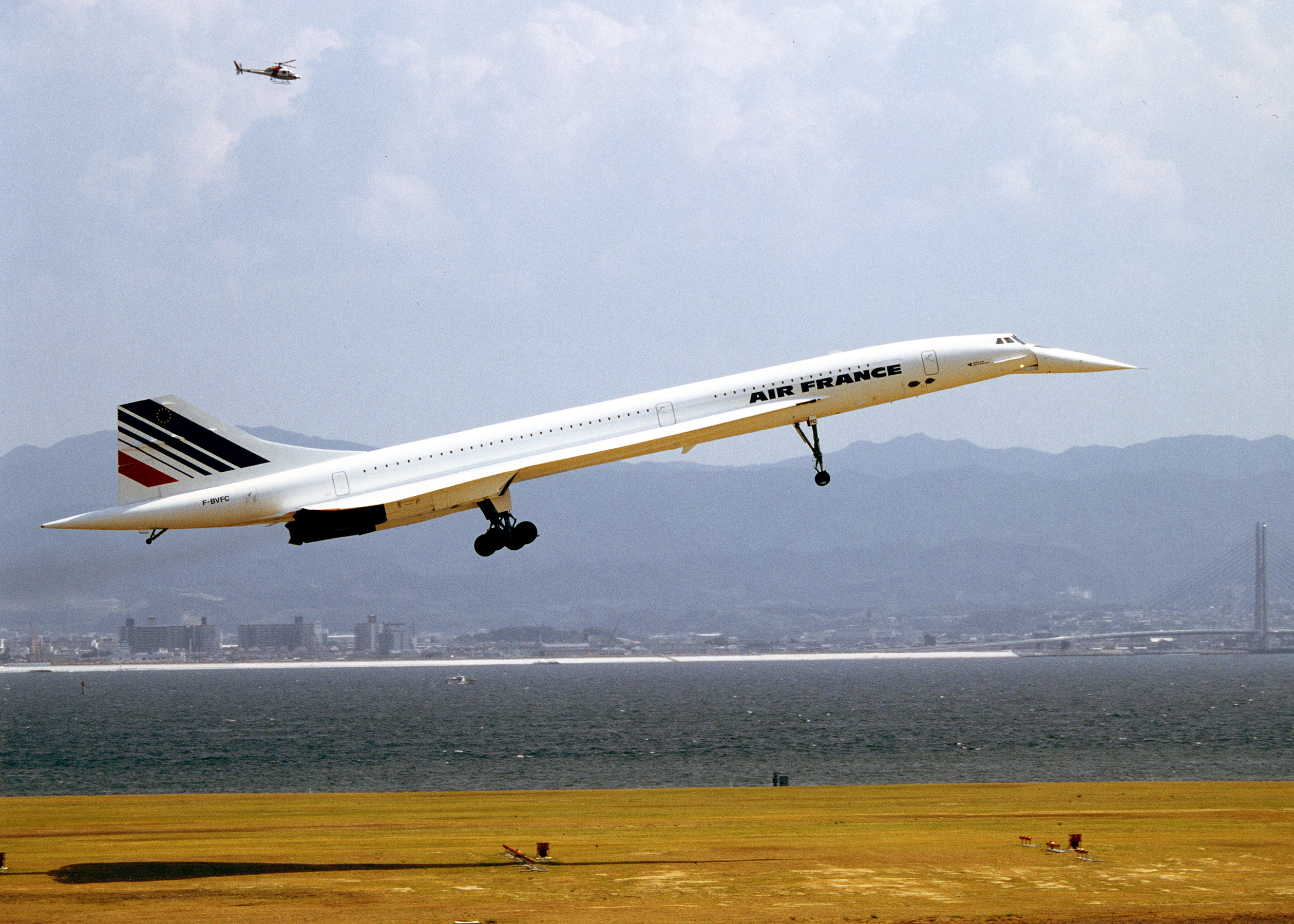
開港翌日に飛来したエールフランスのコンコルド。1994年9月5日

関空展望ホールスカイビューは1期島にある、展望デッキを中心とする施設である。1994年完成のメインホールと1996年完成のエントランスホールで構成される。展望デッキであるスカイデッキからは滑走路を離着陸する飛行機を間近で見学することができ、またイベントも随時行われていることから、家族連れや航空ファンらが平日1000人、土日で2500人訪れるなど賑わっている。キャラクターはスカイキッズ ブービィ。スポッティングや撮影も行われる。館内にはミュージアムやレストラン、土産物店、カフェ、公園などが点在している。2011年8月にリニューアルが実施された。2015年にトリップアドバイザーのCertificate of Excellence(エクセレンス認証)を受賞した。
当施設はターミナルビルから離れた、A滑走路から約320メートルの距離に設置されており、他の多くの空港の展望デッキがターミナル屋上にあることと比べると対照的である。スカイデッキは前述のリニューアルで屋上公園が設置され、プレイエリアやレストエリアに遊具が設置されている。
館内でかつて営業していたレストランは、エールフランスのコンコルドが本港の開港翌日に最後の来日飛来を行ったことを記念にレジェンド・オブ・コンコルドと名付けられており、店内のイメージもコンコルド風だった。関西空港を発着する航空会社に機内食を提供するケータリング会社が運営していたことから、ファーストクラスやビジネスクラスなどの機内食も食べることができたという点が特徴的である。当レストランや、軽食やスイーツ、ドリンクを提供しているスカイビューカフェからは滑走路や駐機場を眺めることができた。これら2施設は2019年12月25日をもって閉店した。
4階のスカイショップタウンは、エアライングッズを販売する店として日本最大級の面積を誇る。オリジナルグッズも販売されている。
3階のスカイミュージアムは、5つのエリアに分かれた体験型の学習施設となっており社会科見学での利用も多い。全長30メートルで72分の1スケールの関空第1ターミナルのジオラマも設置されているが、これは日本最大のスケールである。「空と空港の仕事を知るエリア」ではさまざまな航空に関する職業を体験することができるようになっており、中でも操縦席ルームのシミュレーターを用いたパイロット体験が人気である。
ここを拠点に一部の日に運行される、「わくわく関空見学プラン」は好評で、保安地区に入ることもできる1時間の見学バスツアー「新・関空の裏側探検コース」と「機内食工場見学コース」の2種類が存在している。ただ、後者に関しては2019年12月14日をもって終了した。
当施設へは、第1ターミナルビル前から10-20分毎に発車している無料連絡バスで約6分。基本的に入場無料。2015年10月からはシャトルバスの車内放送が多言語対応になり、日、英、中、韓4か国語対応の自動放送が搭載された。また、りんくうプレミアムアウトレットとの間を結ぶバスもあるほか、駐車場も設けられている。

### KIXそらぱーく
第2ターミナルオープンと同時に、2期島の第2ターミナル隣接地に開設された公園。空と海が同時に楽しめる公園をコンセプトとしており、農園も併設される。第1・第2のいずれのターミナルからも徒歩でのアクセスが可能で、両ターミナルを徒歩で連絡するためのバイパスの役目も担っている。なお、この公園は当初「KIXエコパーク（仮）」と名乗っており、2012年9月25日から14日間にわたり名前の公募を行った結果、「KIXそらぱーく」と命名された。

### その他施設

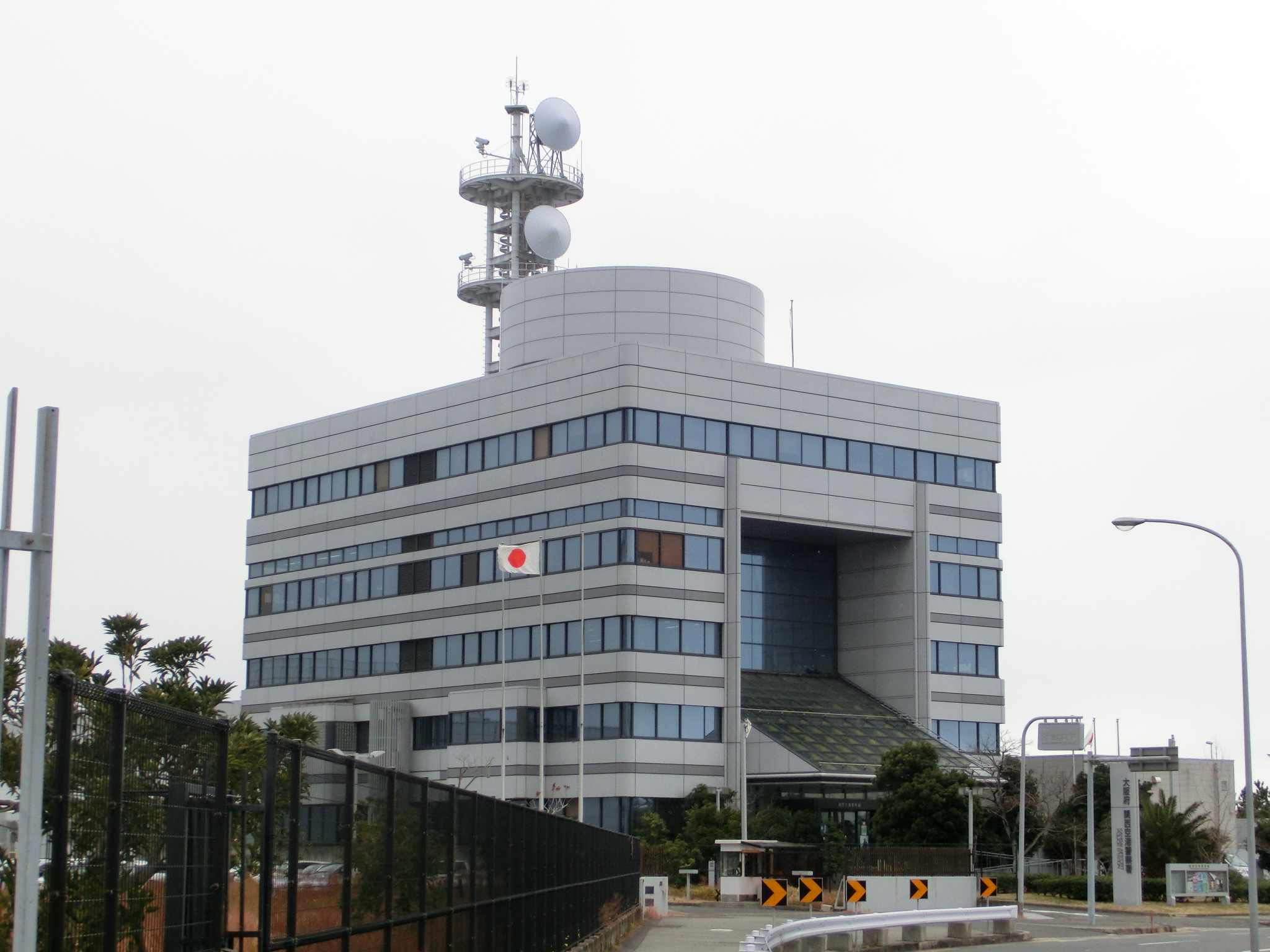
関西空港警察署。

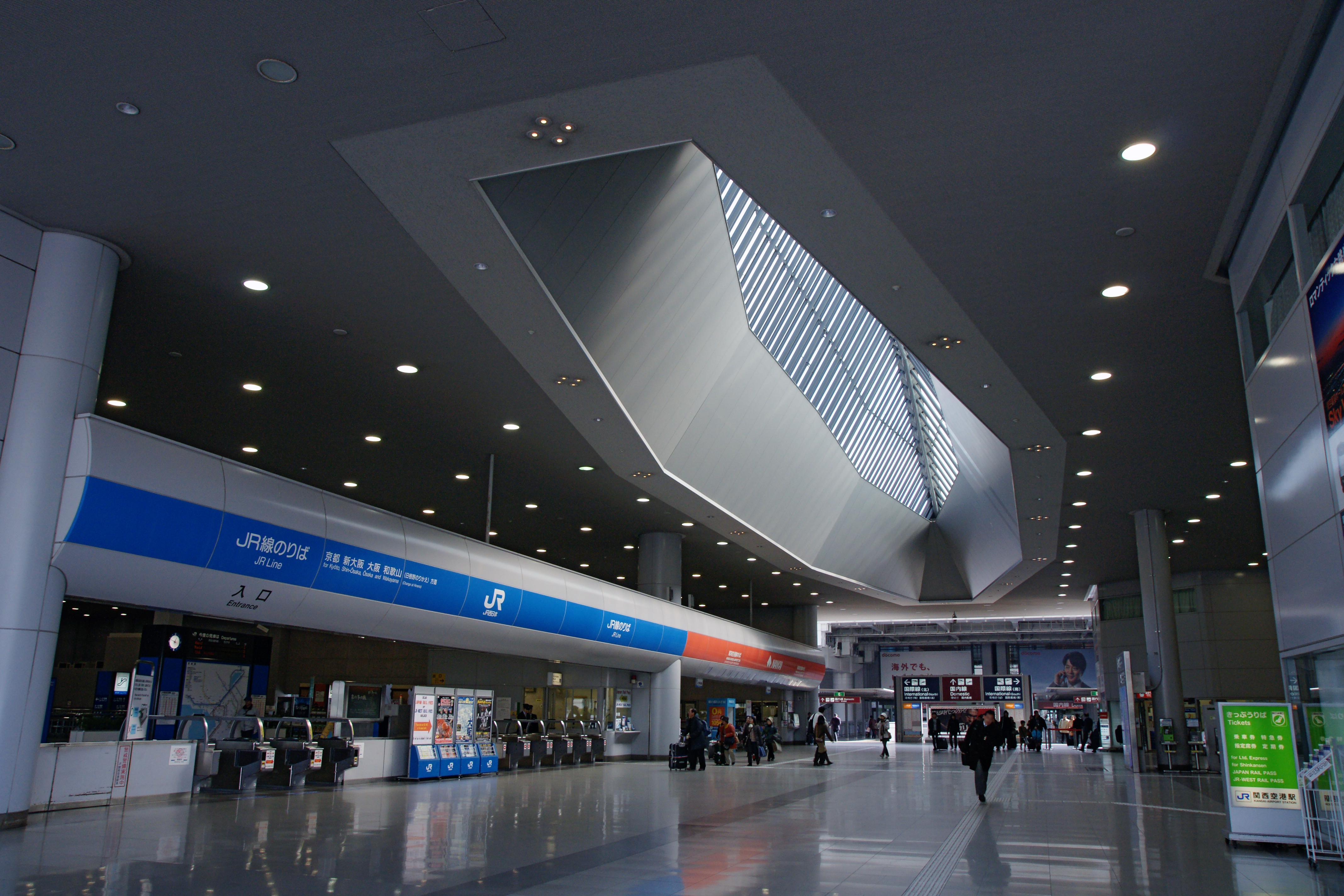
関西空港駅。

空港運営に必要な諸インフラ設備のほか、以下の組織・施設が設置されている。
- 大阪府警察関西空港警察署
- 泉州南消防組合泉佐野消防署空港分署（旧泉佐野市消防本部りんくう消防署空港分署。泉州南消防組合が発足する以前から、空港島のうち泉南市・田尻町の区域も管轄している。）
- 消防所本所・1期分署・2期分署（新関西国際空港株式会社が設置する自衛消防組織の施設。子会社の関西国際空港セキュリティ株式会社の消防部が担当。）
事故に備えて化学消防車5台が配備されている。夜間の視認性を見込んで黄色塗装されており、黄色塗装の消防車はここだけである。5台の内訳は、ローゼンバウアー社（オーストリア）製のパンターが1台、Sides社（フランス）製が4台となっている。性能は、5台ともに、1分間あたりの水又は薬剤放射量が6,000リットル、水タンク容量が12,500リットル、薬液タンク容量が800リットルとなっている[208]。
- 国土交通省 大阪航空局関西空港事務所（航空庁舎 - 管制塔に隣接。庁舎内には気象庁関西航空地方気象台も設置）
- 海上保安庁第五管区海上保安本部 関西空港海上保安航空基地（関西国際空港の対岸の泉佐野市内には、海上保安庁の特殊警備隊（SST）が配備された基地（庁舎）があり、関西空港海上保安航空基地から全国の航空基地に展開する。航空基地にはサーブ340が2機、ユーロコプターEC225LPが2機配備されている。また、機動救難士も配備されている。）
- 大阪国際郵便局（国際郵便交換業務を行っている。）
- 関西空港地方合同庁舎（CIQ合同庁舎）
  - 財務省大阪税関関西空港税関支署
  - 出入国在留管理庁大阪出入国在留管理局関西空港支局
  - 厚生労働省関西空港検疫所
  - 農林水産省動物検疫所関西空港支所
- 大阪税関大阪外郵出張所（大阪国際郵便局内で国際郵便物の通関手続を行っている。）
- 関西電力エネルギーセンター （天然ガスによる火力発電所）
- 給油施設（容量12,000キロリットルの燃料タンクを10基備える。空港島には、タンカーが3隻接岸できるタンカーバースがあり、油送パイプで燃料タンクに備蓄される。)
- 南海電気鉄道関西空港駅
- 西日本旅客鉄道（JR西日本）関西空港駅
- 新関西国際空港会社ビル
- 航空会社事務室（南北にビル2か所）
- 排水処理施設（下水処理のほか、再利用処理を行う。処理能力は約2万 m3/日と、中規模下水処理施設並みである。）

### 空港外の施設
空港島と直結した対岸には、空港関連施設の広大な地域りんくうタウンがあり、ホテル、病院、ショッピングセンター、オフィスビル、物流倉庫などが立地している。当初は、大阪府や地元の泉佐野市が買収した用地を民間企業に分譲することで利益を上げる予定だったが、進出する企業が少なく、2000年代から一部の処分方法を企業負担の少ない定期借地権方式に切り替え、企業の進出を促した結果、アウトレットモールなどの大規模商業施設や企業、医療施設などが進出し、企業数は100社を超えた。こうした空港周辺の企業進出を促進するためのインフラ整備においては、1985年（昭和60年）12月に当時の中曽根内閣が「関西国際空港関連施設整備大綱」を閣議決定し、鉄道、高速道路網、上水道などの整備が図られた。水道に関しては紀の川からの取水が検討され、当時建設省が計画していた紀の川大堰からの分水（大阪分水）に依存することとしたが、水利権を有する和歌山県が反発し交渉妥結まで2年を費やした。

## 拠点空港、焦点空港としている航空会社
旅客便で5社、貨物便で1社が関西国際空港を拠点空港、焦点空港として指定している。
旅客
- 日本航空
- 全日本空輸
- Peach Aviation
- ジェットスター・ジャパン
- 春秋航空

貨物
- フェデックス・エクスプレス - 北太平洋地区ハブとして運用[210]。

## 就航路線

### 国際線概況

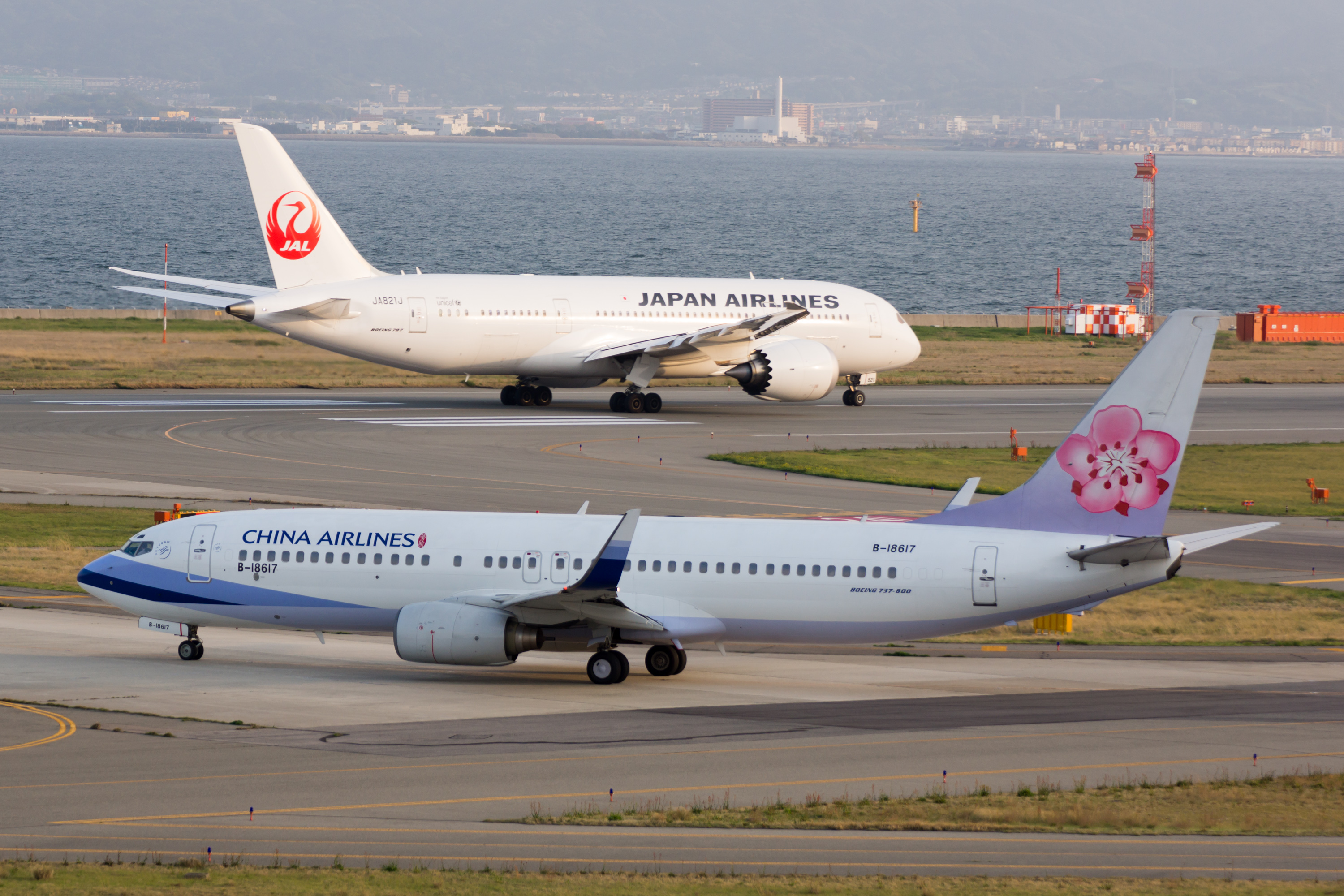
日本航空のボーイング787-8とチャイナエアラインのボーイング737-800

2011年以降、格安航空会社の新規就航や増便、訪日客の増加などを背景に、就航便数は増加傾向にあり、2016年夏スケジュールではピーク時で週1,241便（旅客便が週1,109便、貨物便が週132便）が就航し、開港以来最多となった。2018年冬スケジュールでは、国際線が開港以来初めて週1,400便を超えた。旅客数に着目すると、2017年は出入国者数が2,090万人（速報値）に達し、2000万人の大台を超えた。
格安航空会社の占める割合は年々増加しており、2015年冬スケジュールで週358便が就航し、全旅客便の3割を超えた。2018年冬スケジュールでは国際旅客便のLCCは週517便となり、国際旅客便の4割をLCC便が占めた。このような格安航空会社とは対照的に、フルサービスキャリアの就航は伸び悩んでいた。特に、日本の航空会社による中長距離国際線は日本航空のホノルル、ロサンゼルス、バンコク線に留まっており、空港運営会社である関西エアポートは「特にフルサービスキャリアである日本航空の路線展開について、主戦場としているビジネスクラスの需要が課題となっており、別の形態の運航が必要だ」との見解を示したこともあった。実際、2019年夏スケジュールより、エコノミークラス主体の機材が導入されている
就航地域別概況
アジア方面との運航は、当空港の旅客便の約9割を占めている。特に近隣の中華人民共和国（香港とマカオを含む）と大韓民国、台湾の旅客が多い。東南アジア方面に関しては、バンコク線やチャンギ線、クアラルンプール線ほかで、便数と座席供給数の拡大傾向にある。中東およびアフリカ方面は、カイロやルクソール線、ドーハ線やイスタンブール線の運休等がみられる一方で、2018年冬スケジュールでエミレーツ航空がドバイ線に大型機エアバスA380を投入するなど、復調の兆しも見えている。
ヨーロッパ方面については、パリ線、ミュンヘン線、ヘルシンキ線、ウラジオストク線において、新規就航・増便・復便が見られた。また、関西財界が長らく要望していたロンドン・ヒースロー線は、2019年夏ダイヤよりブリティッシュ・エアウェイズにより運航が再開された（1998年以来およそ20年ぶり）。2018年9月25日会見で関西エアポート社は、更なる欧州方面の路線誘致の方針を示している。
北アメリカ方面については、西海岸路線において、2015年3月に日本航空がロサンゼルス線を再開し、バンクーバー線も新規就航・運航再開した。しかし、シアトル線は就航と運休を繰り返している。また、東海岸路線はチャイナエアラインのニューヨーク線撤退以降途絶えており、関西エアポートは「時間がかかるだろう」としながらも東海岸路線誘致の意向を示している。太平洋路線においては、ヌーメア線やグアム線、ホノルル線が堅調である。
オセアニア方面については、ケアンズ線やオークランド線の増便・新規就航がみられており、2017年12月から通年運航でカンタス航空のシドニー線が就航していた。

### 国際線一覧
- 太字は同空港をハブ空港としている航空会社。
- ()内の記号は最初がIATA航空会社コード、2つ目が航空連合。
  - (OW)はワンワールド、(ST)はスカイチーム、(SA)はスターアライアンスの加盟航空会社。2つ目の()がない場合は航空連合非加盟。既に航空連合への加盟手続きを行った航空会社については加盟予定と記述。
- ★印は格安航空会社 (LCC)。
- 新型コロナウイルス感染症やロシアのウクライナ侵攻の影響により、長期運休となっている路線もある。詳細は航空各社のホームページを参照。

#### 第1ターミナル
<

| 航空会社                           | 目的地                                                                                                  |
| ---------------------------------- | --- |
| 日本航空 (JL)(OW)                  | 【東アジア】 上海/浦東 【東南アジア】 バンコク/スワンナプーム 【北米】 ロサンゼルス 【太平洋】 ホノルル |
| 全日本空輸 (NH)(SA)                | 上海/浦東、北京/首都                                                                                    |
| ジェットスター・ジャパン (GK)★     | 台北/桃園                                                                                               |
| 大韓航空 (KE)(ST)                  | ソウル/仁川、ソウル/金浦                                                                                |
| アシアナ航空 (OZ)(SA)              | ソウル/仁川、ソウル/金浦                                                                                |
| ティーウェイ航空 (TW)★             | ソウル/仁川、釜山、済州、大邱、清州、グアム                                                             |
| エアプサン (BX)★                   | ソウル/仁川、釜山                                                                                       |
| ジンエアー (LJ)★                   | ソウル/仁川、釜山、務安（務安空港で発生した航空事故の影響により、当面の間運休中）                       |
| エアソウル (RS)★                   | ソウル/仁川                                                                                             |
| イースター航空 (ZE)★               | ソウル/仁川                                                                                             |
| エアロK (RF)★                      | ソウル/仁川、清州                                                                                       |
| チャイナエアライン (CI)(ST)        | 台北/桃園、高雄                                                                                         |
| エバー航空 (BR)(SA)                | 台北/桃園、高雄                                                                                         |
| スターラックス航空 (JX)            | 台北/桃園                                                                                               |
| タイガーエア台湾 (IT)★             | 台北/桃園、高雄                                                                                         |
| 中国国際航空 (CA)(SA)              | 北京/首都、上海/浦東、杭州                                                                              |
| 中国東方航空 (MU)(ST)              | 北京/大興、上海/浦東、合肥、武漢、成都/天府、南昌、青島、昆明（上海/浦東経由）                          |
| 中国南方航空 (CZ)                  | 北京/大興、上海/浦東、広州、大連、ハルビン、瀋陽、長沙、長春（2025年10月27日より運航再開予定）          |
| 深圳航空 (ZH)(SA)                  | 深圳、無錫、南京、南通                                                                                  |
| 四川航空 (3U)                      | 成都/天府                                                                                               |
| 海南航空 (HU)                      | 北京/首都、重慶、海口、西安                                                                             |
| 北京首都航空 (JD)                  | 杭州 |
| 天津航空 (GS)                      | 天津、貴陽、ウルムチ（天津経由）                                                                        |
| 山東航空 (SC)                      | 青島、済南                                                                                              |
| 厦門航空 (MF)(ST)                  | 廈門、杭州、重慶、福州                                                                                  |
| 吉祥航空 (HO)(SA)                  | 北京/大興、上海/浦東、南京、無錫、長沙、海口（上海/浦東経由）、成都/天府（南京経由）                    |
| 上海航空 (FM)(ST)                  | 上海/浦東                                                                                               |
| 長竜航空 (GJ)                      | 杭州 |
| 青島航空 (QW)                      | 青島 |
| 河北航空 (NS)                      | 石家荘                                                                                                  |
| 中国聯合航空 (KN)★                 | 北京/大興                                                                                               |
| 九元航空 (AQ)★                     | 臨沂、合肥、広州（AQ1257/1258は臨沂経由、AQ1255/1256は合肥経由）                                        |
| キャセイパシフィック航空 (CX)(OW)  | 台北/桃園、香港（CX564/565は台北/桃園経由）                                                             |
| 香港航空 (HX)                      | 香港 |
| 香港エクスプレス航空 (UO)★         | 香港 |
| グレーター・ベイ航空 (HB)★         | 香港 |
| マカオ航空 (NX)                    | マカオ                                                                                                  |
| MIATモンゴル航空 (OM)              | ウランバートル（季節運航）                                                                              |
| マレーシア航空 (MH)(OW)            | クアラルンプール                                                                                        |
| エアアジア X (D7)★                 | 台北/桃園、クアラルンプール（D7378/379は台北/桃園経由）                                                 |
| タイ国際航空 (TG)(SA)              | バンコク/スワンナプーム                                                                                 |
| タイ・エアアジア X (XJ)★           | バンコク/ドンムアン                                                                                     |
| タイ・ベトジェットエア (VZ)★       | 台北/桃園、チェンマイ、バンコク/スワンナプーム（台北/桃園経由、2025年12月1日より直行便も就航予定）      |
| ベトナム航空 (VN)(ST)              | ハノイ、ホーチミンシティ、ダナン                                                                        |
| ベトジェットエア (VJ)★             | ハノイ、ホーチミンシティ                                                                                |
| エア・カンボジア (K6)              | 福州（2026年3月より就航予定）、プノンペン（2026年3月より就航予定、福州経由）                            |
| フィリピン航空 (PR)                | マニラ、セブ                                                                                            |
| セブパシフィック航空 (5J)★         | マニラ、セブ                                                                                            |
| エアアジア・フィリピン (Z2)★       | マニラ                                                                                                  |
| シンガポール航空 (SQ)(SA)          | シンガポール                                                                                            |
| スクート (TR)★                     | シンガポール                                                                                            |
| カタール航空 (QR)(OW)              | ドーハ                                                                                                  |
| エミレーツ航空 (EK)                | ドバイ                                                                                                  |
| エティハド航空 (EY)                | アブダビ（季節運航）                                                                                    |
| ターキッシュ エアラインズ (TK)(SA) | イスタンブール                                                                                          |
| ルフトハンザドイツ航空 (LH)(SA)    | ミュンヘン                                                                                              |
| エールフランス (AF)(ST)            | パリ/CDG                                                                                                |
| KLMオランダ航空 (KL)(ST)           | アムステルダム                                                                                          |
| フィンエアー (AY)(OW)              | ヘルシンキ                                                                                              |
| エア・カナダ (AC)(SA)              | トロント、バンクーバー（いずれも季節運航）                                                              |
| ユナイテッド航空（UA)(SA)          | サンフランシスコ、グアム                                                                                |
| ハワイアン航空 (HA)                | ホノルル                                                                                                |
| ジェットスター航空 (JQ)★           | シドニー、ブリスベン、ケアンズ                                                                          |

#### 第2ターミナル
| 航空会社             | 目的地 |
| -------------------- | --- |
| Peach Aviation (MM)★ | 【東アジア】 ソウル/仁川、ソウル/金浦、上海/浦東、台北/桃園、高雄、香港 【東南アジア】 バンコク/スワンナプーム、シンガポール |
| チェジュ航空 (7C)★   | ソウル/仁川、ソウル/金浦、釜山                                                                                               |
| 春秋航空 (9C)★       | 上海/浦東、寧波、瀋陽、大連、西安、広州、廈門、南京、揚州、天津、塩城（2025年9月10日より就航予定）、蘭州（上海/浦東経由）    |

### 国内線概況

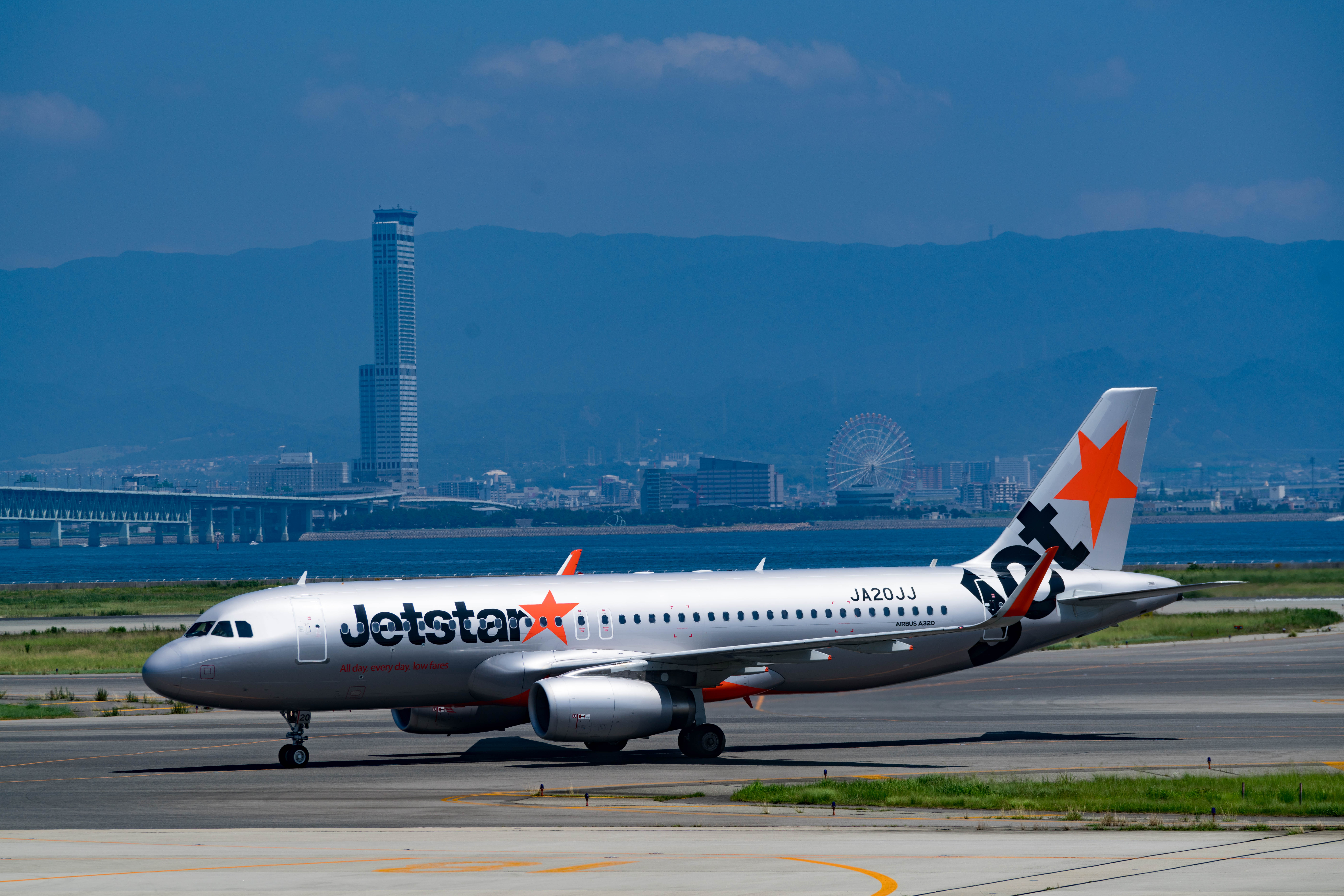
ジェットスター・ジャパンのエアバスA320ceo

国内線は近接する大阪国際空港や神戸空港との競合などから減便が続いたが、関西国際空港に配慮した政府による大阪国際空港での発着規制（大型機材やジェット機の制限、長距離便の制限）により、2005年より一部路線・一部の便は関西国際空港に移動し、2005年上半期は利用客が前年度比11%増となった。しかし2008年には、リーマンショックによる不況と原油価格高騰による路線再編に伴い、関西国際空港発着路線においても運休・減便が行われた。
その後、本空港を最大拠点にするPeach Aviation（2012年3月1日就航）、続いてジェットスター・ジャパン（同年7月9日就航）格安航空会社（LCC）2社や、スカイマーク（同年3月25日就航）の就航により、関西国際空港の国内線便数は再び増加に転じた。のちに、ジェットスター・ジャパンが当空港を拠点化し、春秋航空日本（2021年11月よりスプリング・ジャパンに改称）やバニラ・エア（2019年10月にPeach Aviationと統合）も続けて就航し、便数を伸ばした。
しかし、スカイマークが不採算などを理由に2013年3月31日に、春秋航空日本も乗り継ぎ客需要の低迷を理由に2017年夏ダイヤで、それぞれ運休となった。また、ジェットスター・ジャパンは、第2ターミナルへの移転ができない状況が公正な競争環境でないと意見表明し、これを理由に当空港発着路線の拡張を見合わせている。このような状況のため、当空港の国内線発着便数は停滞傾向に陥っている。

### 国内線一覧
- 太字は本空港を拠点としている航空会社。
- ()内の記号は最初がICAO航空会社コード、2つ目が航空連合。
  - (OW)はワンワールド、(SA)はスターアライアンスの加盟航空会社。2つ目の()がない場合は航空連合非加盟。既に航空連合への加盟手続きを行った航空会社については加盟予定と記述。
- ★印は格安航空会社 (LCC)。

#### 第1ターミナル
| 航空会社                                         | 目的地                                                                                      |
| ------------------------------------------------ | ------------------------------------------------------------------------------------------- |
| 日本航空 (JAL)(OW)                               | 【北海道地方】 札幌/新千歳 【関東地方】 東京/羽田                                           |
| 日本トランスオーシャン航空 (JTA)(OW)             | 沖縄/那覇、宮古/宮古島、石垣                                                                |
| 全日本空輸 (ANA)(SA) （ANAウイングス運航便含む） | 【北海道地方】 札幌/新千歳 【関東地方】 東京/羽田 【沖縄地方】 沖縄/那覇、宮古/宮古島、石垣 |
| スターフライヤー (SFJ)                           | 東京/羽田                                                                                   |
| ジェットスター・ジャパン (JJP) ★                 | 【北海道地方】 札幌/新千歳 【関東地方】 東京/成田 【沖縄地方】 沖縄/那覇                    |

#### 第2ターミナル
| 航空会社               | 目的地 |
| ---------------------- | --- |
| Peach Aviation (APJ) ★ | 【北海道地方】 札幌/新千歳、女満別（季節運航）、釧路（季節運航） 【東北地方】 仙台 【関東地方】 東京/成田 【九州地方】 福岡、長崎、宮崎、鹿児島、奄美（季節運航） 【沖縄地方】 沖縄/那覇、石垣 |

### 貨物便概況
国際貨物便は、2008年冬ダイヤで開港以来最多となる週201便の国際貨物便が就航したが、その後大幅に減少した。のちに、フェデックス・エクスプレスが関西国際空港を「北太平洋地区ハブ」と位置づけて当空港に専用ターミナルを作り、2016年は週134便（夏ダイヤ）・週133便（冬ダイヤ）が就航した。フェデックスは便数が特に多く国際貨物便の3割以上（2016年冬ダイヤで時点）を占めている。また、2018年1月18日よりルフトハンザ・カーゴは、週2便で運航を再開している。また、関西エアポートは2019年10月に、同社を事務局として、ANA Cargo、日航関西エアカーゴ・システム、日本通運、阪急阪神エクスプレス、郵船ロジスティクスからなるコミュニティ「KIX Cargo Community」を設立しており、当空港が「Best Cargo Airport」となることを目標に、それぞれのプロジェクトで参加企業を募った上で、将来に向けた貨物オペレーションを検討、実施して貨物取り扱いの高品質を狙っていく方針。

### 貨物便一覧
- 太字は同空港をハブ空港としている航空会社。
- ()内の記号は最初がIATA航空会社コード、2つ目が航空連合。
  - (ST)はスカイチーム・カーゴの加盟航空会社。2つ目の()がない場合は航空連合非加盟。既に航空連合への加盟手続きを行った航空会社については加盟予定と記述。
- 経由便、出発便のみ、または到着便のみの目的地も含めて記述する。

| 航空会社                            | 目的地 |
| ----------------------------------- | --- |
| 大韓航空カーゴ (KE)(ST)             | ソウル/仁川 |
| エアゼータ (KJ)                     | ソウル/仁川 |
| チャイナエアライン・カーゴ (CI)(ST) | 台北/桃園、アンカレッジ、ロサンゼルス、シカゴ/オヘア |
| エバー航空カーゴ (BR)               | 台北/桃園、アンカレッジ、トロント、アトランタ |
| 中国国際貨運航空 (CA)               | 北京/首都、上海/浦東 |
| 中国貨運航空 (CK)(ST)               | 上海/浦東 |
| 中国郵政航空 (CF)                   | 上海/浦東、深圳、大連、南京、義烏 |
| 順豊航空 (O3)                       | 南京、深圳、温州 |
| 四川航空 (3U)                       | 南通、成都/天府 |
| 山東航空 (SC)                       | 青島 |
| 中州航空 (I9)                       | 深圳、威海 |
| 天津貨物航空 (HT)                   | 上海/浦東、寧波、青島、塩城 |
| 広東龍浩航空 (GI)                   | 済南、寧波、煙台、合肥 |
| キャセイパシフィック・カーゴ (CX)   | ソウル/仁川、香港、台北/桃園 |
| エア・ホンコン (LD)                 | 香港 |
| 香港貨運航空 (RH)                   | 香港 |
| シルクウェイウエスト航空 (7L)       | ソウル/仁川、バクー |
| アエロロジック (3S)                 | ソウル/仁川、フランクフルト |
| フェデックス・エクスプレス (FX)     | 【日本】 東京/成田 【東アジア】 ソウル/仁川、北京/首都、上海/浦東、広州、深圳、台北/桃園、香港 【東南アジア】 シンガポール、バンコク/スワンナプーム、ハノイ、クラーク 【ヨーロッパ】 パリ/CDG、フランクフルト、ケルン、リエージュ 【北米】 アンカレッジ、メンフィス、インディアナポリス、オークランド、ニューヨーク/EWR、ロサンゼルス 【太平洋】 ホノルル 【オセアニア】 シドニー |
| UPS航空 (5X)                        | 【日本】 東京/成田、北九州 【東アジア】 上海/浦東、深圳、香港 【北米】 アンカレッジ、ルイビル |
| エミレーツ・スカイカーゴ (EK)       | ドバイ/DWC |
| カタール航空カーゴ (QR)             | 香港、ドーハ |

### 定期路線一覧
☆は大阪国際空港便もあり

★は神戸空港便もあり

#### 国際線
- 東アジア
  -  大韓民国：ソウル/仁川★、ソウル/金浦、釜山、大邱、済州、清州、務安（当面の間運休中）
  -  中華民国：台北/桃園★、高雄
  -  中華人民共和国：北京/首都、北京/大興、上海/浦東★、瀋陽、ハルビン、大連、青島、天津、無錫、杭州、福州、重慶、広州、深圳、南京★、成都/天府、寧波、厦門、済南、西安、合肥、武漢、南通、貴陽、石家荘、南昌、海口、揚州、長沙、臨沂、塩城（2025年9月10日より運航再開予定）、長春（2025年10月27日より運航再開予定）、蘭州（上海/浦東経由）、昆明（上海/浦東経由）、ウルムチ（天津経由）
  -  香港 : 香港
  -  マカオ : マカオ
  -  モンゴル : ウランバートル（季節運航）
- 東南アジア
  -  フィリピン：マニラ、セブ
  -  ベトナム：ハノイ、ホーチミンシティ、ダナン
  -  カンボジア : プノンペン（2026年3月より就航予定、福州経由）
  -  タイ：バンコク/スワンナプーム、バンコク/ドンムアン、チェンマイ
  -  マレーシア：クアラルンプール
  -  シンガポール：シンガポール
- 中近東
  -  トルコ：イスタンブール
  -  カタール：ドーハ
  -  アラブ首長国連邦：ドバイ、アブダビ（季節運航）
- 北米
  -  アメリカ合衆国：ロサンゼルス、サンフランシスコ
  -  カナダ：トロント、バンクーバー（いずれも季節運航）
- ヨーロッパ
  -  フランス：パリ/CDG
  -  オランダ：アムステルダム
  -  ドイツ：ミュンヘン
  -  フィンランド：ヘルシンキ
- オセアニア・太平洋
  -  オーストラリア：シドニー、ブリスベン、ケアンズ
  -  グアム：グアム
  -  アメリカ合衆国：ホノルル

#### 国内線
- 北海道：札幌/新千歳☆★、女満別（季節運航）☆、釧路（季節運航）☆
- 東北：仙台☆★
- 関東：東京/羽田☆★、東京/成田☆
- 九州：福岡☆、長崎☆★、宮崎☆、鹿児島☆★
- 薩南・沖縄：奄美（季節運航）☆、沖縄/那覇☆★、宮古/宮古島☆、石垣☆

統計
| 行き先       | 旅客数    | 国内線順位 |
| ------------ | --------- | ---------- |
| 新千歳空港   | 約124万人 | 上位13位   |
| 那覇空港     | 約116万人 | 上位16位   |
| 東京国際空港 | 約108万人 | 上位19位   |
| 成田国際空港 | 約080万人 | 上位30位   |

#### 貨物便
- 東アジア
  -  日本：東京/成田、北九州
  -  中華民国：台北/桃園
  -  大韓民国：ソウル/仁川
  -  中華人民共和国：北京/首都、大連、青島、煙台、義烏、上海/浦東、南通、成都/天府、広州、深圳、威海、済南、合肥、寧波、温州、南京、塩城
  -  香港：香港
- 東南アジア
  -  ベトナム：ハノイ
  -  タイ：バンコク/スワンナプーム
  -  シンガポール：シンガポール
  -  フィリピン：クラーク
- 中近東
  -  アラブ首長国連邦 : ドバイ/DWC
  -  カタール : ドーハ
  -  アゼルバイジャン : バクー
- 北米
  -  アメリカ合衆国：ニューヨーク/EWR、シカゴ/オヘア、ロサンゼルス、オークランド、メンフィス、アンカレッジ、インディアナポリス、アトランタ、ルイビル
  -  カナダ：トロント
- ヨーロッパ
  -  フランス：パリ/CDG
  -  ドイツ：フランクフルト、ケルン
  -  ベルギー：リエージュ
- オセアニア・太平洋
  -  オーストラリア：シドニー
  -  アメリカ合衆国：ホノルル

## 運休・廃止路線

### 航空会社別運休・廃止路線一覧
関西空港調査会『エアポートハンドブック』月刊同友社、1994～2004

イカロス・ムック『新・日本の空港シリーズ 3　関西&伊丹空港 神戸空港』イカロス出版、2009　P71～P75

その他、各航空会社webサイトおよび新関西国際空港株式会社webサイト
本節では、2020年のCOVID-19以前から運休している路線、COVID-19以降に就航したが2025年4月末現在運休している路線、および現存しない航空会社によって運航されていた路線について記す

#### 国際線
| 航空会社                         | 就航地 |
| -------------------------------- | --- |
| 日本航空                         | （東アジア）東京/成田、ソウル/仁川、ソウル/金浦、釜山、香港/啓徳、香港、上海/虹橋、北京/首都、青島、杭州、広州、天津、大連、高雄 （東南アジア）バンコク/ドンムアン、シンガポール、クアラルンプール（シンガポール経由）、デンパサール、ジャカルタ、ホーチミンシティ、ハノイ （南アジア）デリー （北米）シカゴ/オヘア （ヨーロッパ）ロンドン/LHR、フランクフルト（季節運航）、パリ/CDG、ミラノ、ローマ （オセアニア・太平洋）シドニー、ブリスベン、ケアンズ、サイパン、グアム |
| 日本アジア航空                   | 高雄（台北経由）、香港/啓徳（台北経由）、デンパサール、ジャカルタ |
| JALウェイズ                      | グアム、サイパン、デンパサール、バンコク/スワンナプーム |
| 日本エアシステム                 | 昆明、西安、広州、香港/啓徳、ソウル/金浦 |
| 全日本空輸                       | （東アジア）ソウル/金浦、ソウル/仁川、上海/虹橋、厦門、天津、香港/啓徳 （東南アジア）シンガポール、クアラルンプール、ヤンゴン、デンパサール （南アジア）ムンバイ （北米）ホノルル、グアム （欧州）ローマ、ミラノ、ロンドン/ヒースロー、フランクフルト、モスクワ （オセアニア）ブリスベン、シドニー |
| エアージャパン                   | ソウル/金浦、グアム、ホノルル |
| バニラエア                       | 台北/桃園 |
| 大韓航空                         | 済州、グアム、清州、、釜山、大邱 |
| アシアナ航空                     | 済州、サイパン、釜山、光州 |
| エアプサン                       | 大邱 |
| チェジュ航空                     | 済州島、清州、務安 |
| イースター航空                   | 釜山、清州 |
| エバー航空                       | ロサンゼルス（台北/桃園発着の経由地） |
| チャイナエアライン               | ニューヨーク/JFK（台北/桃園発着の経由地）、台中 |
| マンダリン航空                   | 高雄 |
| トランスアジア航空               | 台北/桃園 |
| Vエア                            | 台北/桃園 |
| ファーイースタン航空             | 台中 |
| 中国国際航空                     | 上海/虹橋、深圳、天津 |
| 深圳航空                         | 西安、福州 |
| 海南航空                         | 深圳 |
| 山東航空                         | 西安 |
| 中国東方航空                     | 上海/虹橋、福州、桂林、長沙、温州 |
| 中国南方航空                     | 西安、桂林、南寧、深圳 |
| 厦門航空                         | 桂林 |
| 吉祥航空                         | 三亜（南京経由） |
| 中国北方航空                     | 瀋陽 |
| 中国西北航空                     | 成都 |
| 雲南祥鵬航空                     | 徐州、昆明 |
| 天津航空                         | 大連 |
| 西部航空                         | 鄭州、重慶 |
| 北京首都航空                     | 合肥、石家荘 |
| 春秋航空                         | 長春、泉州、成都、福州、淮安、掲陽、貴陽（上海/浦東経由） |
| ミアットモンゴル航空             | ソウル/仁川 |
| フィリピン航空                   | 台北/桃園 |
| ジェットスター・パシフィック航空 | ハノイ、ダナン |
| タイ国際航空                     | バンコク/ドンムアン、マニラ、プーケット、ロサンゼルス |
| エンジェル・エアラインズ         | バンコク/ドンムアン、プーケット |
| ノックスクート                   | バンコク/ドンムアン |
| シンガポール航空                 | 台北/桃園、バンコク/スワンナプーム |
| スクート                         | ホノルル |
| ジェットスター・アジア航空       | 台北/桃園、マニラ、クラーク、シンガポール（台北/桃園またはマニラ経由） |
| マレーシア航空                   | コタキナバル、クチン、ペナン、ランカウイ |
| バティック・エア・マレーシア     | 台北/桃園、クアラルンプール（台北/桃園経由） |
| エアパラダイス国際航空           | デンパサール |
| ロイヤルブルネイ航空             | バンダルスリブガワン |
| エア・インディア                 | 香港、デリー、ムンバイ |
| ウズベキスタン航空               | タシュケント |
| サウジアラビア航空               | マニラ、ジェッダ、リヤド |
| アメリカン航空                   | ダラス/フォートワース |
| ユナイテッド航空                 | ロサンゼルス、ホノルル、シカゴ、グアム、サイパン、ソウル/金浦 |
| ノースウエスト航空               | サイパン、グアム、ホノルル、シアトル、デトロイト、ロサンゼルス、ミネアポリス、クアラルンプール、台北/桃園、高雄、マニラ |
| コンチネンタル・ミクロネシア航空 | グアム、サイパン |
| デルタ航空                       | 東京/成田、グアム、ニューヨーク |
| VASP航空                         | ロサンゼルス、サンパウロ |
| ウラジオストク航空               | ウラジオストク |
| アエロフロート・ロシア航空       | モスクワ、パリ/ドゴール |
| アリタリア航空                   | ローマ、ミラノ |
| スイス航空                       | チューリッヒ |
| オーストリア航空                 | ウィーン |
| ルフトハンザ・ドイツ航空         | フランクフルト |
| スカンジナビア航空               | ストックホルム、コペンハーゲン |
| エジプト航空                     | ルクソール |
| 南アフリカ航空                   | ヨハネスブルグ |
| オーストラリア航空               | ケアンズ、ゴールドコースト |
| カンタス航空                     | ケアンズ、ブリズベン、メルボルン |
| ジェットスター航空               | ゴールドコースト、ダーウィン |
| アンセット・オーストラリア航空   | ブリスベン、シドニー |
| ニュージーランド航空             | クライストチャーチ、ブリズベン |
| エア・タヒチ・ヌイ               | タヒチ |
| フィジー・エアウェイズ           | ナンディ |
| ニューギニア航空                 | ポートモレスビー |

#### 国内線
| 航空会社                 | 就航地 |
| ------------------------ | --- |
| 日本航空                 | （北海道）女満別、帯広、旭川、釧路、函館 （東北）青森、花巻、仙台、秋田、福島 （関東）東京/成田 （四国）松山、高知 （九州）福岡、大分、熊本、長崎、宮崎、鹿児島、沖縄/那覇 |
| 日本エアシステム         | （北海道） 旭川、札幌/新千歳、釧路、帯広 （東北）青森、三沢、秋田、花巻、山形、仙台 （関東）東京/羽田 （北陸）新潟、松本 （四国）高知 （九州）福岡、鹿児島、奄美           |
| ジェイエア               | 広島西、米子 |
| ジェットスター・ジャパン | 大分 |
| スプリング・ジャパン     | 東京/成田 |
| 全日本空輸               | （北海道）稚内、函館、旭川 （東北）仙台 （北陸）富山 （四国）高知、松山 （九州）大分、長崎、熊本、宮崎、鹿児島                                                             |
| エアーニッポン           | 高松、高知、宮古、対馬、五島/福江、石垣 |
| スターフライヤー         | 福岡 |
| バニラエア               | 函館、東京/成田、奄美大島 |
| スカイマーク             | 東京/羽田、札幌/新千歳、旭川、沖縄/那覇 |
| Peach Aviation           | 新潟 |

#### 貨物便
| 航空会社                 | 就航地 |
| ------------------------ | --- |
| 日本航空                 | （東アジア）東京/成田、台北/桃園、香港、上海/浦東、青島、大連、香港、天津 （東南アジア）バンコク/ドンムアン、バンコク/スワンナプーム、ホーチミンシティ、シンガポール/チャンギ、クアラルンプール、マニラ （欧米） アンカレッジ、ロサンゼルス、アトランタ、ニューヨーク/JFK |
| ギャラクシーエアラインズ | 札幌/新千歳、北九州 |
| アシアナ航空カーゴ       | ソウル/仁川 |

### 現在休止中の路線（旅客便）
COVID-19やロシアによるウクライナ侵攻の影響により、2019年度冬期スケジュールを最後に長期運休となっている路線（特に断りのない限りは国際線）を以下に示す。なお、既に運航再開が公式に発表されている路線や、現存しない航空会社によって運航されていた路線は記載していない。
| 航空会社                                        | 目的地                                                                     |
| ----------------------------------------------- | -------------------------------------------------------------------------- |
| 全日本空輸 (NH)(SA)                             | （国際線）大連、青島、杭州、香港 （国内線）女満別（季節運航）、福岡        |
| Peach Aviation (MM)★                            | （国際線）釜山 （国内線）松山                                              |
| ジェットスター・ジャパン (GK)★                  | （国際線）香港、マニラ （国内線）高知、福岡、熊本、宮古/下地島（季節運航） |
| チェジュ航空 (7C)★                              | グアム                                                                     |
| チャイナエアライン (CI)(ST)                     | 台南                                                                       |
| 中国国際航空 (CA)(SA)                           | 大連、成都/双流                                                            |
| 中国東方航空 (MU)(ST)                           | 北京/首都、大連、杭州、南京、太原、延吉、煙台、西安                        |
| 中国南方航空 (CZ)                               | 鄭州、武漢、貴陽                                                           |
| 深圳航空 (ZH)(SA)                               | 北京/首都、南昌                                                            |
| 厦門航空 (MF)(ST)                               | 青島                                                                       |
| 吉祥航空 (HO)(SA)                               | ハルビン、常州、温州、武漢                                                 |
| 上海航空 (FM)(ST)                               | 鄭州                                                                       |
| 四川航空 (3U)                                   | 成都/双流、西安                                                            |
| 海南航空 (HU)                                   | 蘭州、連雲港                                                               |
| 山東航空 (SC)                                   | ウルムチ                                                                   |
| 奥凱航空 (BK)                                   | 天津、臨沂、長沙                                                           |
| 春秋航空 (9C)★                                  | 武漢、重慶、鄭州、合肥、洛陽                                               |
| エアアジア X (D7)★                              | ホノルル                                                                   |
| タイ・ライオン・エア (SL)★                      | バンコク/ドンムアン                                                        |
| スクート (TR)★                                  | 台北/桃園、高雄                                                            |
| ガルーダ・インドネシア航空 (GA)(ST)             | ジャカルタ、デンパサール                                                   |
| ネパール航空 (RA)                               | カトマンズ                                                                 |
| エジプト航空 (MS)(SA)                           | カイロ（定期チャーター便）                                                 |
| S7航空 (S7)                                     | ウラジオストク                                                             |
| ブリティッシュ・エアウェイズ (BA)(OW)           | ロンドン/LHR                                                               |
| スイス インターナショナル エアラインズ (LX)(SA) | チューリッヒ                                                               |
| デルタ航空 (DL)(ST)                             | シアトル、ホノルル                                                         |
| カンタス航空 (QF)(OW)                           | シドニー                                                                   |
| ニュージーランド航空 (NZ)(SA)                   | オークランド（季節運航）                                                   |
| エアカラン (SB)                                 | ヌメア                                                                     |

## 空港へのアクセス
南海電気鉄道と西日本旅客鉄道（JR西日本）が乗り入れているほか、高速道路と直結しており、タクシーや自家用車でのアクセス性が高く、関西各地や中国・四国とを結ぶリムジンバス路線網も形成されている。また、海上空港であることを活かして、高速船も運航されている。
- 1日平均輸送人員（2017年度）
  - 鉄道 66,980人（JR33,792人、南海33,189人）

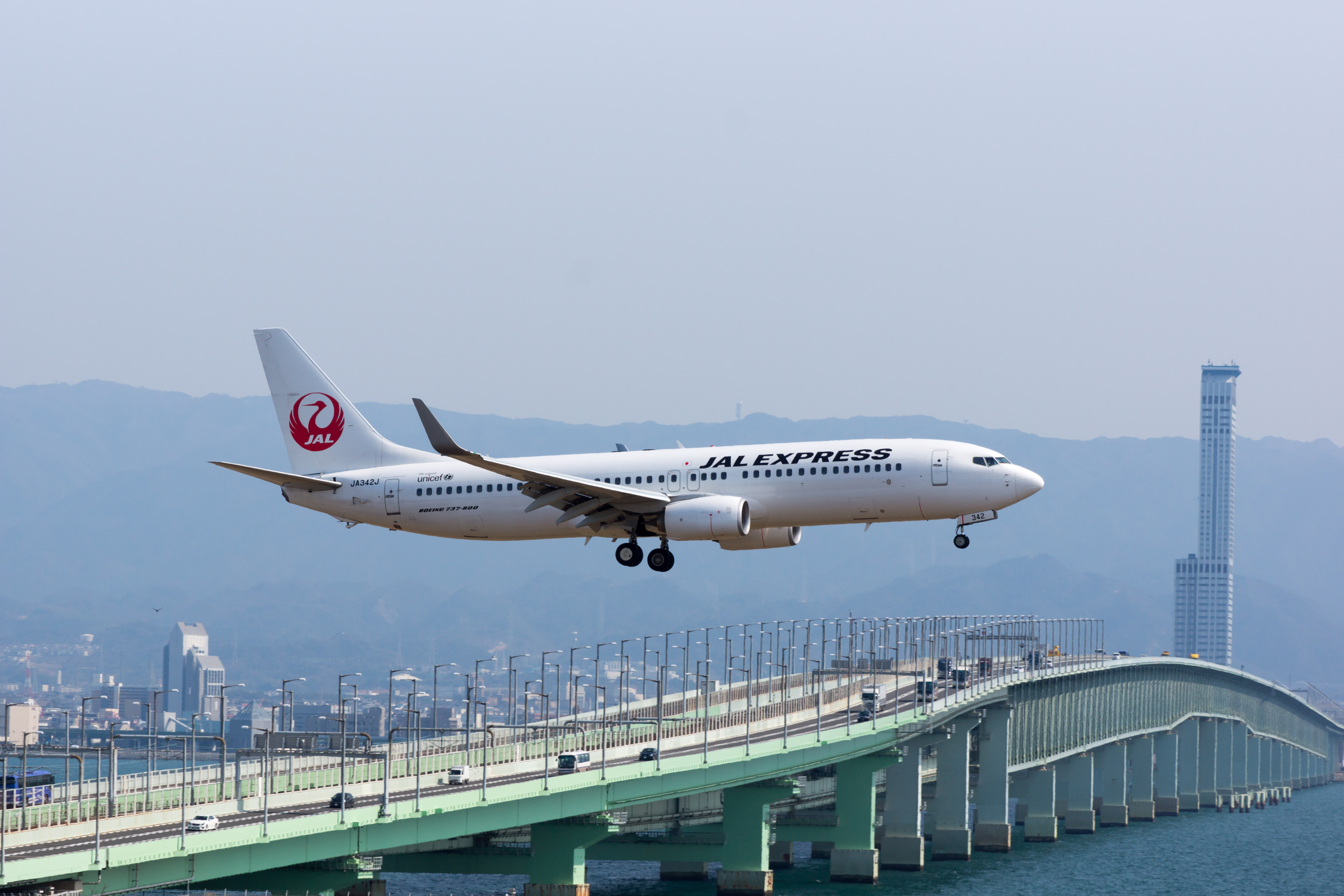
関西国際空港連絡橋。

  - リムジンバス 17,301人
  - 旅客船 936人

関西国際空港連絡橋（愛称：スカイゲートブリッジR）
空港島と対岸を結ぶ全長3.75キロメートルの鉄道道路併用橋。建設と開港後の管理は関西国際空港株式会社が行っていたが、2009年に道路部分が国有化された。台風などの際には、風雨による速度制限や通行止めになることがある。連絡橋の通行規制は、交通手段ごとに、関西国際空港オフィシャルサイトでリアルタイムに案内されている。2005年から2008年の空港整備では、風対策として連絡橋の鉄道部分に防風柵が設置され、風速30メートル未満であれば列車の運行ができるようになった。道路部分は6車線を有するが、1日平均通行台数（往復）は21,460台（2013年度）にとどまっており、構造令解説上の基準（48,000台／日）を大きく下回っている。
空港アクセスの評価と改善の動き
2009年に近畿で実施された調査では、アクセスにかかる費用や所要時間に対して「不便だと思う」と答えた人が7割を占めた。空港までの所要時間は、大阪駅・梅田駅から約45 - 65分、新大阪駅から約50 - 60分を要し、1時間以内にアクセスできる地域は大阪府南部と和歌山県北部で、近畿2府4県の人口約2100万人のうち約400万人にとどまっている。また、深夜時間帯や第2ターミナルへのアクセスも課題との指摘もある。空港アクセスにかかる費用が割高であるため、空港までの交通費の方がLCCの航空運賃よりも高くつくなどの意見もある。

こうした状況を改善するため、2009年に、連絡橋の道路部分が国有化され、通行料金が値下げされた。しかし、年間約8億円の固定資産税が減収となった泉佐野市は、2013年から空港連絡橋利用税の課税を開始。値下げされた通行料金に税金が上乗せされることとなり、物流業界を中心に利用者の反発を招く結果となった。また、2009年頃から、空港アクセス改善につながるなにわ筋線の建設が活発に議論され、国土交通省は2012年までになにわ筋線に関する検討会を6回開催した。国などの関係機関は、なにわ筋線で大阪駅からの所要時間を30分台程度にすることを目標としている。なにわ筋線は2019年7月10日、国土交通省より鉄道事業を許可された。2031年度春開業予定。

### 鉄道

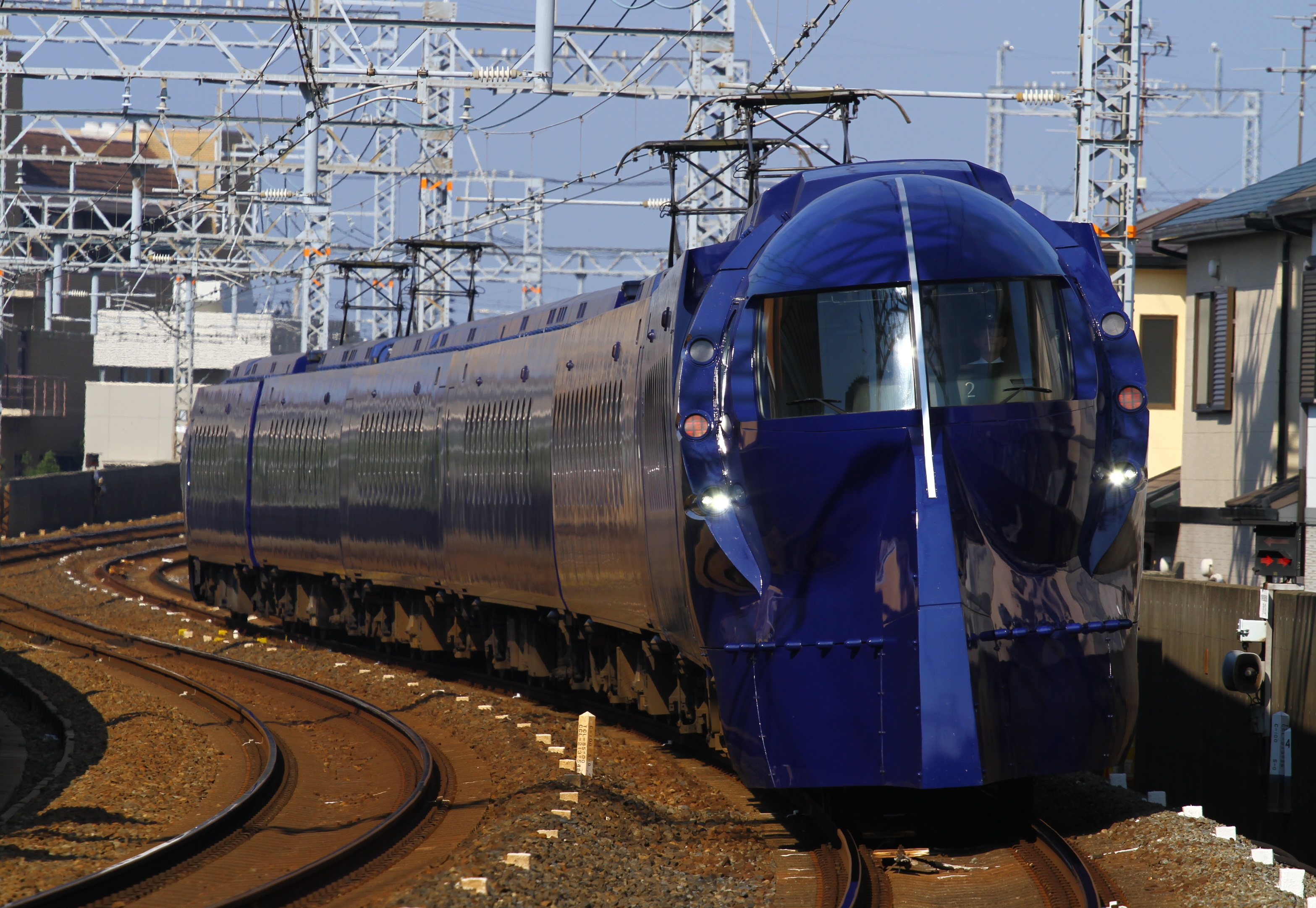
南海電気鉄道の空港特急「ラピート」

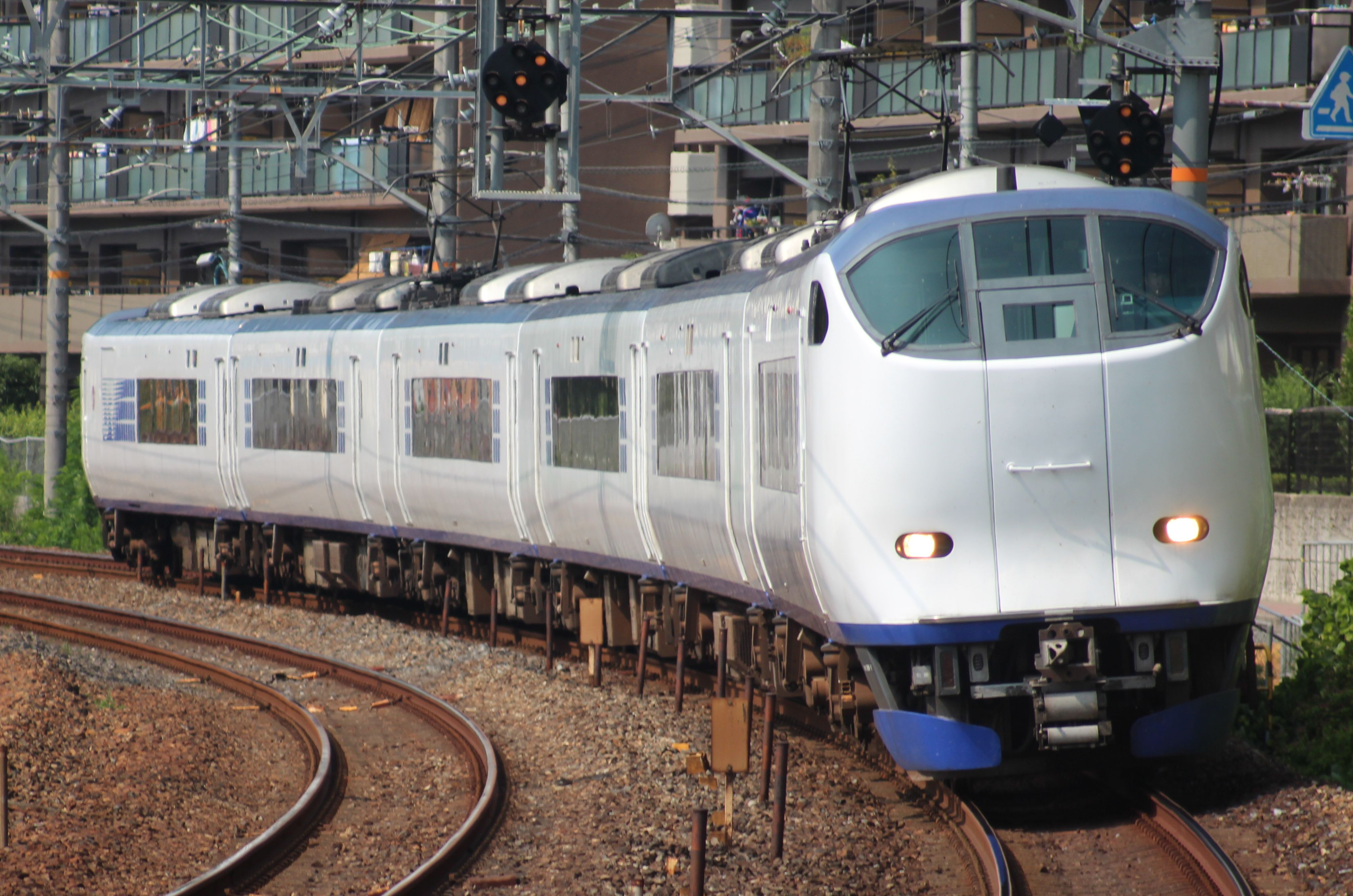
JR西日本の関空特急「はるか」

南海電気鉄道とJR西日本の2社が5時台から23時台の間に運行しており、日中は概ね1時間あたり12本（南海6本・JR6本。うち有料特急は南海「ラピート」が2本・JR「はるか」が2本）発着している。空港利用者の増加に伴い、利用者数低迷で一度臨時列車化された日中の「はるか」が再び定期列車化された。駅舎は両社が共同しており、改札口は第1ターミナルビル2階およびエアロプラザ2階とペデストリアンデッキで繋がっている。
JR西日本は特急はるかを、南海電鉄は特急ラピートを運行しており、はるかは天王寺・大阪（うめきた新駅）・新大阪・京都（野洲）へ、ラピートは堺・新今宮・なんばへのアクセスが可能である。有料特急の「ラピート」や「はるか」は追加料金が必要なため、利用者から敬遠され振るっていないとの見方がある。一方で、追加料金が不要で大阪駅にも停車する関空快速・紀州路快速は、関西国際空港への主要なアクセス手段として人気を集めているとされている。なお、2013年度の鉄道シェアは、JR55：南海45であり、ほぼ互角ながら若干JRの方が優勢であった。
一方で南海の空港急行も海外のSNSなどを通して、難波へ安価でJRよりも早い交通手段としての認知度が高まっており、外国人観光客の利用者が急増している。

2017年1月、8月のダイヤ改正で、8両編成で運転される列車を増発、および夕方時間帯の空港急行を増発している。2017年度は「ラピート」の利用者数が開港以来最多を記録したほか、JRとのシェアがJR51:南海49にまで縮まっている。
コロナ禍の影響により、2020年以降は2社の特急において日中の運転を取り止めていたが、「ラピート」は2022年5月2日、「はるか」は2022年7月1日より全列車の運転を再開している。
- 関西空港駅
  - 南海電気鉄道 南海空港線
  - JR西日本 関西空港線

### リムジンバス・タクシー

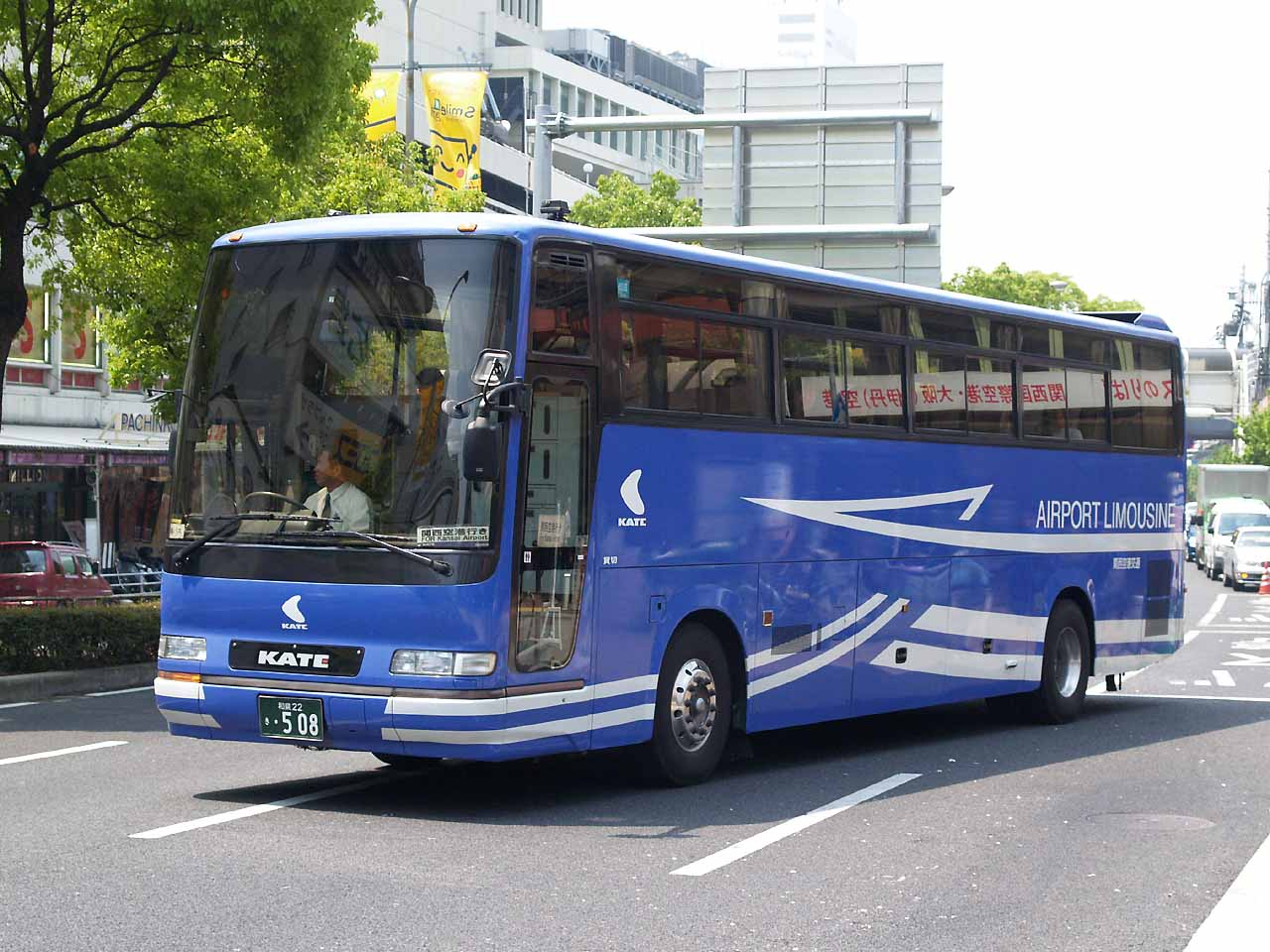
リムジンバス（関西空港交通）。

近隣一円へのリムジンバスが運行されており、第1ターミナルビル4階（国際線出発フロア）に到着し、1階（国際線到着階）より出発している。第2ターミナルは、降り場・乗り場ともに1階にある。京阪神を中心に各地へ26の系統が運行している。LCCなどの深夜便に対応するため、関西空港交通などが運行する大阪駅前方面とを結ぶ便は、2015年7月1日より24時間運行されている。関西国際空港からの高速バス、路線バスの行き先とのりば等の詳細情報は運行会社に関係なく「アクセス情報－バス」に記載されている。
タクシー乗り場は、両ターミナルビルとも1階にある。爆買いブームで旅客が増えた陰で、2016年頃よりこのタクシー乗場付近の一般車レーンでは在日中国人によって自家用自動車での無資格営業である中国式白タク(白タク)が横行していたが、2017年10月31日には白タク業者4名が逮捕され、同年11月6日には大阪府警察による現地での一斉摘発と指導・啓発が行われるなど、改善・撲滅に向けた動きが実施されている。
リムジンバス
- 南海バス
  - Sorae 泉北ニュータウン（南海泉北線主要駅）・金剛方面、河内長野方面（一部便が第2ターミナルまで乗り入れ）
  - りんくうタウン・泉佐野・日根野方面（深夜バス）
- 関西空港交通[注 64]

- - 大阪駅・茶屋町・新梅田シティ・新大阪・千里ニュータウン・千里中央方面
  - 近鉄上本町・心斎橋方面
  - なんば(OCAT)方面
  - あべのハルカス・天王寺駅方面（運休中）
  - 南港・天保山（海遊館）・USJ（ユニバーサル・スタジオ・ジャパン）方面
  - 大阪城・日本橋方面（運休中）
  - 大阪空港・蛍池方面
  - 茨木方面（運休中）
  - 守口方面
  - 寝屋川・枚方・くずは方面
  - 東大阪方面（運休中）
  - りんくうプレミアム・アウトレット方面

- - 深夜バス 南海なんば駅方面（運休中）
  - 和歌山方面
  - 神戸三宮・六甲アイランド方面
  - 西宮方面
  - 尼崎方面
  - 姫路・加古川方面
  - 京都駅八条口・京都市内・高速京田辺方面
  - 奈良方面
  - 近鉄学園前・学研都市方面（運休中）
  - 大和八木方面
  - 高野山（奥の院前）方面（運休中）
  - 岡山方面（運休中）
  - 淡路・鳴門・徳島方面（運休中）
  - 高松方面（運休中）

乗合タクシー
- MKタクシー - 京都市周辺、神戸市・芦屋市周辺方面
- ヤサカタクシー - 京都市周辺方面

### 自動車・レンタカー

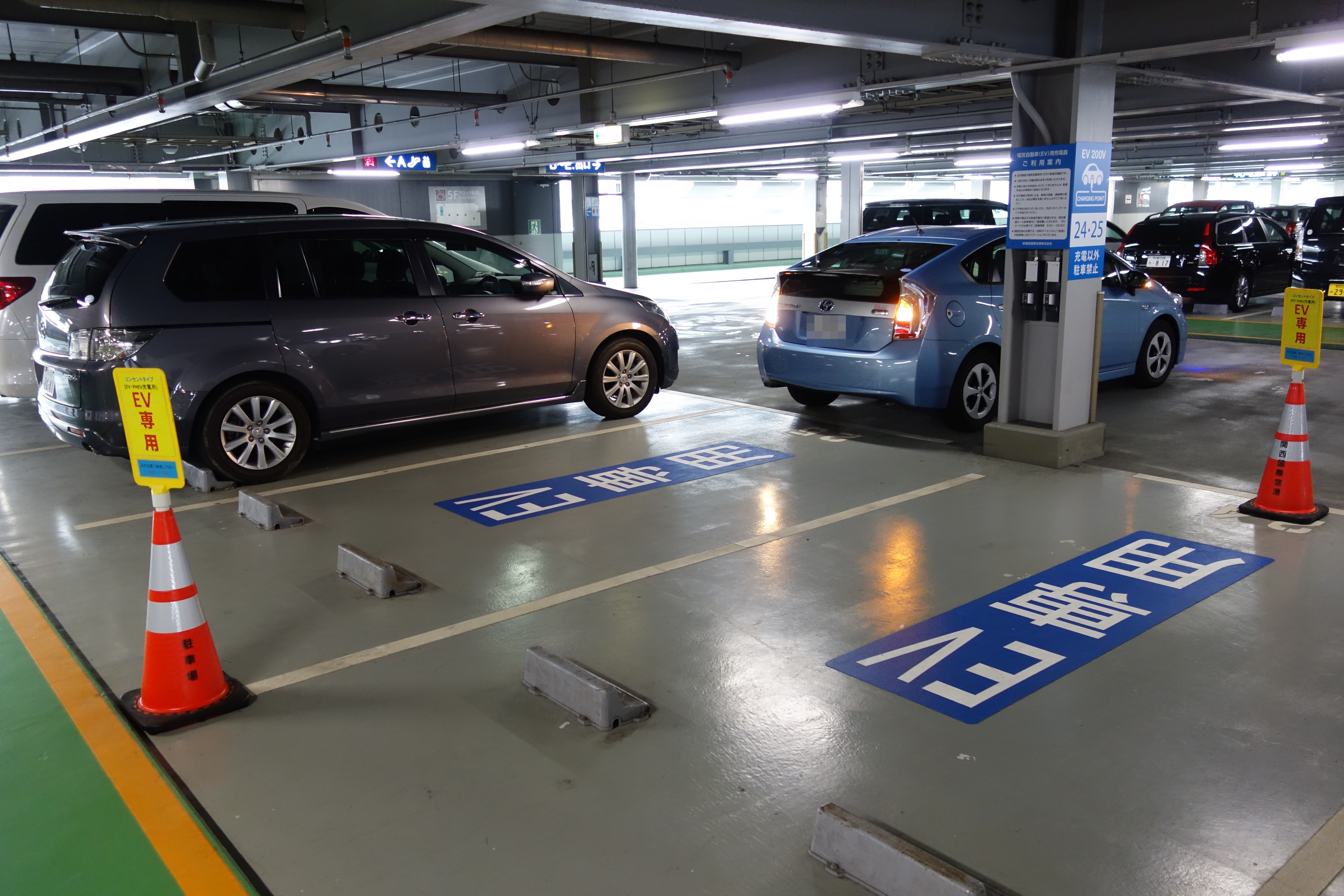
200V普通充電区画（P1）

駐車場
以下の駐車場がある。
| 駐車場名                     | 形態 | 台数    | 内訳・備考                                             |
| ---------------------------- | ---- | ------- | ------------------------------------------------------ |
| 第1駐車場                    | 立体 | 2,054台 | 身障者用47台 ゆずりあい駐車区画50台 二輪車用駐車場あり |
| 第2駐車場                    | 立体 | 2,047台 | 身障者用29台                                           |
| 第3駐車場                    | 平面 | 444台   | マイクロバス23台                                       |
| 第4駐車場                    | 平面 | 416台   | -                                                      |
| 第5駐車場                    | 平面 | 1,639台 | 身障者用23台                                           |
| 臨時駐車場 (第2ターミナル横) | 平面 | 846台   | -                                                      |
| 展望ホール前駐車場           | -    | 142台   | 身障者用3台                                            |

EV・PHEV(PHV)用充電器
200V急速充電器が、第5駐車場（24時間）と展望ホール駐車場（8:00〜22:00）にそれぞれ1基ずつ設置されている。充電にはチャデモチャージカード（月額有料制）が必要で、事前予約が可能。別途駐車料金がかかる。また200V普通充電器が第1、第2駐車場にそれぞれ2基ずつ（共に5階、24・25番）計4台設置されており、駐車料金のみで利用できる（24時間・先着順）。
レンタカー
エアロプラザ1階にレンタカー受付カウンターがある。2005年9月末から空港島内で車両の受け渡しができるようになった。
水素ステーション
国が進める「水素・燃料電池実証試験」（JHFCプロジェクト）の一環として、2007年5月7日から4年間、岩谷産業が近畿地方で初めて、フェリーターミナル付近に水素ステーションを設置し、実証実験が行われた。2016年1月29日には、空港に設置するものとしては日本初の水素ステーションを二期島にオープンした。

### 高速船

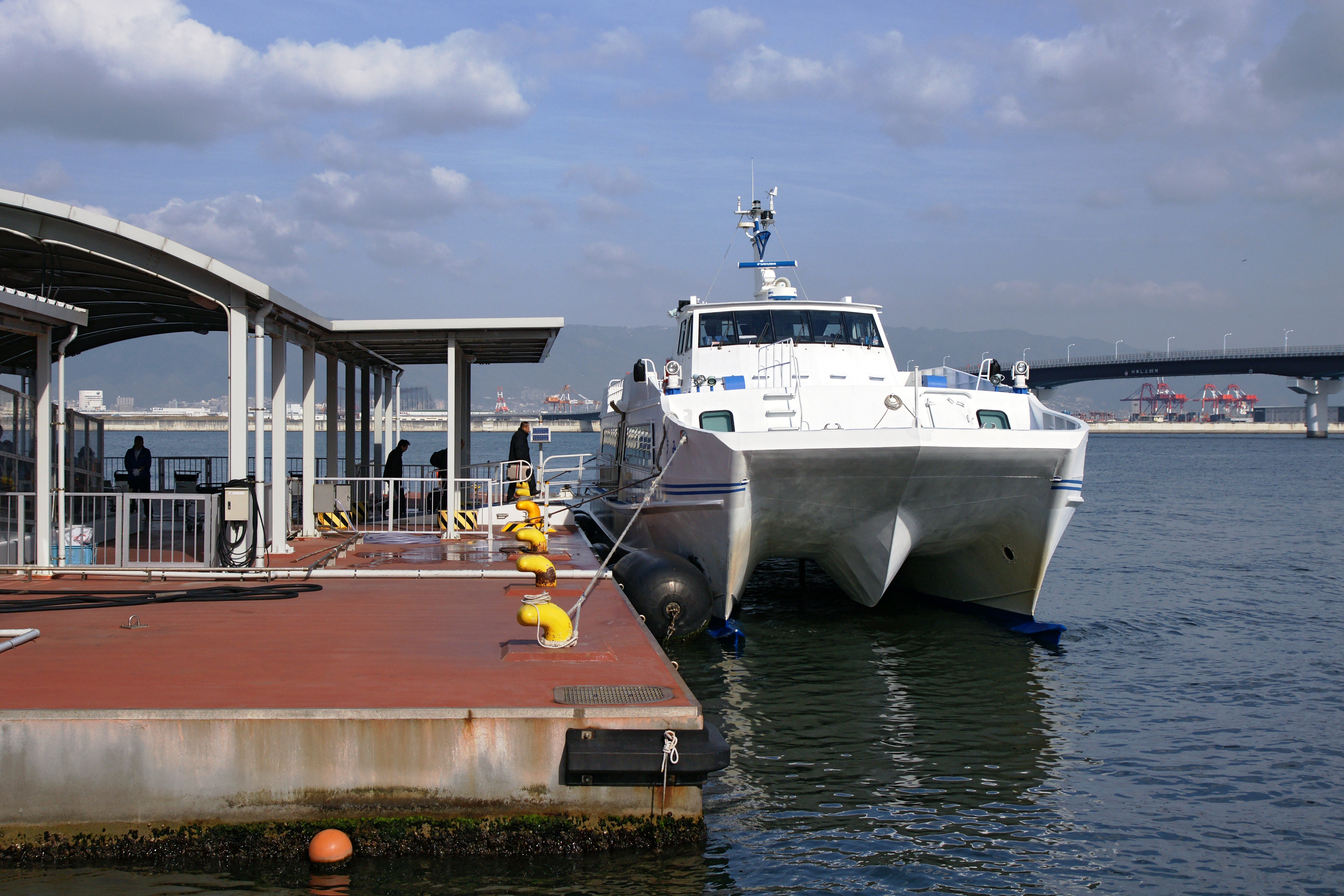
神戸-関空ベイ・シャトル。

空港島北側と東側は地方港湾の泉州港（せんしゅうこう）に指定されている。港湾管理者は大阪府。2020年10月1日から大阪港湾局の所管となったが、港湾管理者は変更されない。1期空港島北端にポートターミナルが、南東部にオイルタンカーバースがある。開港当初は関西空港ポートターミナルと大阪港（天保山）・徳島港・洲本港・津名港・神戸K-CAT（現神戸インキュベーションオフィス）間をそれぞれ結ぶ高速船航路が運行されていたが、いずれも廃止された。大阪港・徳島港への航路は大阪港（天保山） - 徳島港航路の一部の便が寄港する形で、大阪 - 関空間のみの乗船もできた。2018年現在は、2006年7月13日に運航を開始した神戸空港海上アクセスターミナルとを結ぶ航路、および、2017年7月9日から淡路関空ラインが洲本港への航路を開設。関西空港と淡路島を結ぶ航路は洲本パールライン撤退以来、10年ぶりに運航を再開した。
また、近鉄グループホールディングスは、IR誘致を見据え、大阪・関西万博の開催地となる夢洲と当空港を高速船で結ぶ方針を固めている。定員100人強の100トン級の高速船数隻を新造し、片道45分で1日約20便運行して2000-3000人を運ぶ計画。他の鉄道事業者に対しても参画を呼びかける。訪日客らの利用を想定し、富裕層向けの広いシートなども用意する。2021年春にも具体的な計画を正式決定する予定。空港に降りた外国人旅行者が、船舶を通じて最初に近鉄に接することで、同社の鉄道利用をアピールする狙いがあるとみられる。また、南海電気鉄道も同航路への就航を検討しており、両者は将来的に共同で事業を行うことを視野にしているものと思われる。
ポートターミナルと第1ターミナルビル・第2ターミナルビル間には南海バスの路線が設けられており、アクセス船のダイヤに合わせて運行している。
- 神戸-関空ベイ・シャトル：関西空港ポートターミナル - 神戸空港海上アクセスターミナル（1日16往復32便、所要31分）

なお、1995年1月17日に発生した阪神・淡路大震災の救助活動においては、阪神間の陸上交通が寸断・混雑している箇所が多かったことから、泉州港から今津港・神戸港などへの海上交通が、人員・物資等輸送の上で多大な役割を果たした。また、少なくない支援者が空港から船へ乗り継いで神戸へ向かうルートを利用した。

### 徒歩・自転車・原付
関西国際空港連絡橋（スカイゲートブリッジR）は自動車専用道路であり、歩行者・軽車両・125cc以下の二輪車での通行はできない為、自転車・原付は対岸のりんくうタウン駅などに駐車・駐輪をしてからJR関西空港線・南海空港線及びリムジンバスへの乗り換えを要する。

## 事件・事故
- 2005年8月、成田発パース行きカンタス航空70便（エアバスA330-300型）が断続的に煙警報が作動するために太平洋上から日本に引き返して関西空港に緊急着陸したところ、管制官から"smoke"が出ていると告げられたため緊急脱出を行い、乗客9名が重軽傷を負った。実際には火災は全く発生していなかったのであるが、臨場した消防隊員が機首部から放出されている水蒸気が結露した霧状の水分について、「ノーズあたり、少し白煙みたいなのが見える」と日本語で管制に報告したところ、コックピットには、"smoke appears around nose"といった形の英語で伝えられ、この報告を聞いた機長が火災が発生していると断定して、緊急脱出を即決したものであった[323]。産経新聞はこれを「英会話の行き違いで脱出決意」と報じた[324]。
- 2009年10月28日午前10時すぎ、ソウル発関空行きのアシアナ航空1125便（エアバスA321型）が、関西空港に着陸の際、機体がバウンドしたため着陸復行しようとしたところ機体尾部を滑走路に接触し、尾部下面を損傷した。けが人はなかった。事故当時は、副操縦士がPF(主に機体を操縦する側)を担当していた[325][326]。
- 2019年12月29日、金融商品取引法違反で起訴され、海外渡航禁止などを条件に保釈中の日産自動車の元会長のカルロス・ゴーンが、関西空港からトルコのイスタンブールを経由しレバノンへ密出国する事件が発生した[327]。同空港では、プライベートジェットの利用時はリスクが低いとして、厳密な手荷物検査を行っていなかった。ゴーン氏と協力者らはその警備体制の穴を突き、大きな箱の中に隠れて出国したとみられる[328]。

## 日本国外からの評価
Airport of the Year
2009年、イギリスの調査会社Skytraxによる「Airport of the Year 2009」で世界第6位の空港に選ばれた。2003年の同調査では関西国際空港は12位、2004年は9位、2005年は5位、2006年は4位、2007年は9位、2008年は6位と上位にあり、2004年から2009年は常にトップ10に入っていた。トイレの清潔さでは世界第1位も獲得していた。空港の清潔さや、預けた荷物が短い待ち時間で受け取れること、出入国時の手続きがスムーズに行われること等が評価されての結果であったが、2010年にはランクを下げ、トップ10圏外となった。
その後2015年には、開港以来、荷物の紛失(ロストバゲージ)がないことなどが評価され、荷物の取り扱いを評価する「バゲッジデリバリー部門」で世界1位となったほか、LCCターミナルを評価する「ローコスト・ターミナル部門」でも世界1位となった。2020年版では総合評価で9位に入り、トップ10に返り咲いた。
Monuments of Millennium
米国土木学会 (ASCE) によって、20世紀の10大プロジェクト選ぶ「Monuments of Millennium」の「空港の設計・開発」部門に選定され、20世紀最高の空港プロジェクトと認められた。海上を埋め立てられるなどが評価された結果である。二期工事見学ホールには、学会から送られたプレートが展示されている。
エアカーゴワールド
イギリスの航空貨物専門誌「エアカーゴワールド」の2007年度読者アンケートで、アジア・中近東地域の取扱量50万〜100万トン部門における最優秀貨物空港に2年連続で1位に選ばれた。
世界で最も奇妙な18の空港
2010年アメリカの記述専門誌「ポピュラーメカニクス」が選定した「世界で最も奇妙な18の空港」の一つに選ばれた。ジブラルタル国際空港やマデイラ空港といった奇妙な立地や特徴的な構造をもつ空港も選ばれており、関西国際空港は海上の人工島の空港という立地が評価された。

## 周辺海域
空港島の建設工事によって、周辺海域の魚類資源に影響が出ていた。2004年7月から9月の期間において、一般公募により集まった調査員50組による魚釣りでの魚類資源実態調査を行った。その結果、カサゴ・スズメダイ・メバルなどが、多いときは日に1,846匹、少ないときでも日に299匹釣れるなど、魚類資源の回復が判明した。空港島の周囲は人工的に藻場が形成されており、また、大阪府では毎年稚魚の放流を行うことで、大阪湾全体の魚を増やす計画のため、空港島とその周囲500メートル圏内は「大阪府漁業調整規則」により魚釣りが禁止されている。現在、当該水域は豊かな漁場となっており、密漁の摘発が年間10件程度起こっている他、先の調査目的による魚釣り一般開放でも、入れ食い状態だったという。また、水質については、空港稼働で発生する汚水処理水が開港以来、四半世紀にわたって大阪湾に放流され続けていたことが2019年に発覚し、対応策が発表された（#事件、事故、インシデント参照）。

## マスコット
本空港には、地球儀に翼をつけて擬人化した「カンクン」と、2005年にタツノコプロダクションとの共同プロジェクトで誕生した「スカイキッズ　ブービィ」と言う2体のマスコットキャラクターが存在した。関空会社・新関空が運営していた時代は主にカンクンがマスコットキャラクターを務めていたが、2018年3月30日に卒業。翌3月31日以降は、大阪国際空港のマスコットキャラクターを務めていた「そらやん」が、関西空港をはじめとする関西エアポートグループの公式キャラクターに昇格した。

## 関西国際空港建設を描いた著作
- 佐藤章 『関西国際空港 生者のためのピラミッド』 中公新書 1994年
- 新井洋一 『巨大人工島の創造 関西国際空港』 彰国社 1995年

### 関西国際空港を舞台にした作品
- ゴジラvsビオランテ（1989年） - 造成工事中に撮影が行われ、劇中に建設基地が登場している[339]。
- ROMES 06 - 五條瑛のサスペンス小説・テレビドラマ。原作小説中の「西日本国際空港」は関西国際空港がモデルである[340]。

## テレビ番組
- 日経スペシャル ガイアの夜明け 巨大空港の改革者たち 〜トヨタ式VS松下式〜（2005年2月15日、テレビ東京）[341]。